# Fidel Castro

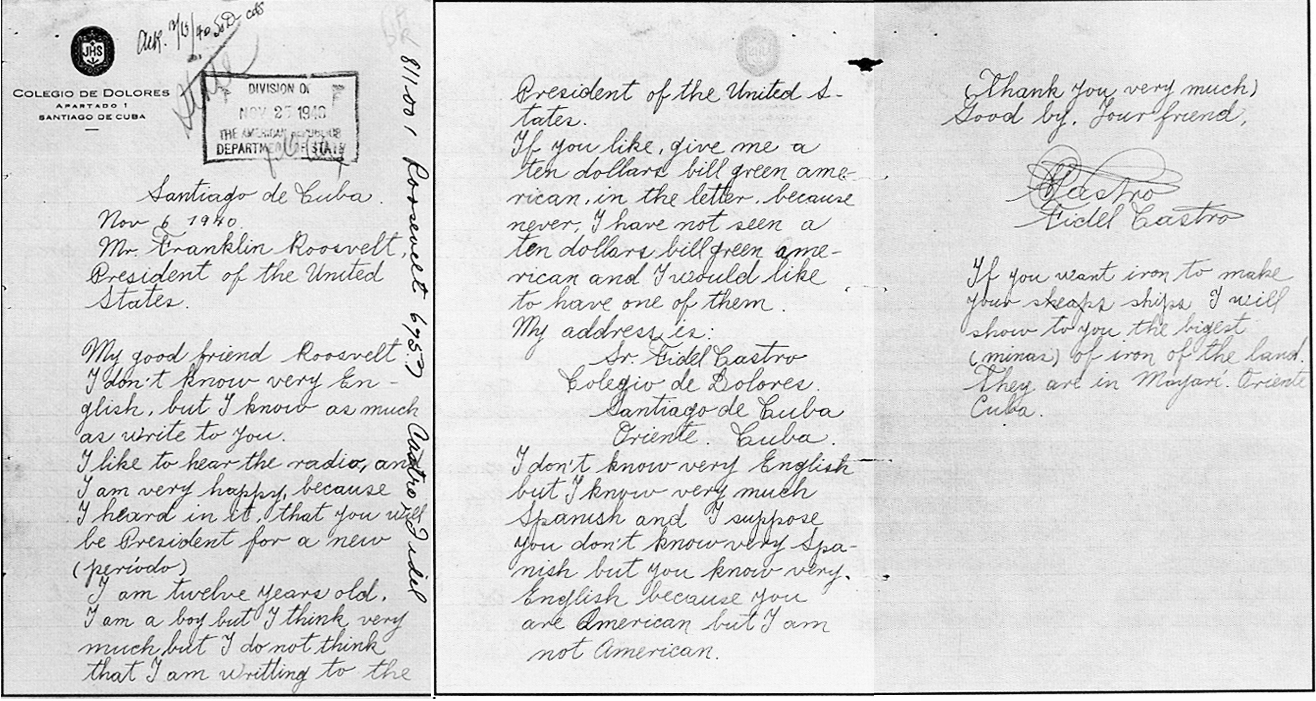
Kopia listu napisanego przez 12-letniego Castro do ówczesnego prezydenta Stanów Zjednoczonych, Franklina Delano Roosevelta, w którym wyraża on podziw i prosi o 10-dolarowy banknot. Jeśli chcesz, to prześlij mi 10 zielonych dolarów amerykańskich, ponieważ nigdy nie widziałem takiego banknotu (...). Dziękuję i do widzenia. Twój przyjaciel, Fidel Castro

Fidel Alejandro Castro Ruz (wym. [fiˈðel ˈkastɾo] ( odsłuchaj); ur. 13 sierpnia 1926 w Biránie, zm. 25 listopada 2016 w Hawanie) – kubański rewolucjonista, polityk, żołnierz i adwokat. Przywódca rewolucji kubańskiej. Faktyczny przywódca Kuby w latach 1959–2011 sprawujący władzę autorytarną. Jedyny Kubańczyk w randze marszałka (Comandante en Jefe). W 1959 objął stanowisko premiera, a w 1965 sekretarza rządzącej Komunistycznej Partii Kuby. W 1976 w wyniku reorganizacji rządu obok stanowiska premiera (przemianowanego na Przewodniczącego Rady Ministrów), objął przewodnictwo Rady Państwa. W latach 1979–1983 przewodniczący Ruchu państw niezaangażowanych. W 2006 przekazał władzę młodszemu bratu Raúlowi. W 2008 zrezygnował z najważniejszych stanowisk państwowych ze względu na zły stan zdrowia.
Edukację zdobył w szkołach jezuickich w Santiago de Cuba. W kolejnych latach pracował w Hawanie jako adwokat. W latach 40. dołączył do Kubańskiej Partii Ludowej (zwanej ortodoksyjną), z której ramienia w 1952 został wybrany do Izby Reprezentantów. Po zamachu stanu generała Fulgencia Batisty z marca 1952 rozpoczął formowanie oddziałów partyzanckich. W 1953 poprowadził grupę rewolucjonistów do ataku na koszary wojskowe Moncada w Santiago de Cuba. Aresztowany i skazany na 15 lat więzienia. W 1955 roku wypuszczony w ramach amnestii. Następnie na emigracji w Meksyku, gdzie sformował Ruch 26 Lipca. W 1956 z grupą rewolucjonistów (w tym bratem Raúlem i Che Guevarą) wylądował na południowo-zachodnim wybrzeżu Kuby. Na miejscu przedostał się w góry Sierra Maestra, gdzie rozpoczął antyrządową rewolucję. W styczniu 1959 roku wkroczył do stolicy kraju i ogłosił się naczelnym dowódcą sił zbrojnych, a od lutego 1959 także premierem.
Jako faktyczny przywódca kraju przeprowadził reformę rolną, nacjonalizację obcego kapitału (zwłaszcza amerykańskiego), co przyczyniło się do zerwania relacji dyplomatycznych ze Stanami Zjednoczonymi. Od tamtego czasu aż do czasu jego rozpadu Kuba zacieśniła relacje ze Związkiem Radzieckim, od którego otrzymała pomoc gospodarczą i wojskową. Po inwazji w Zatoce Świń z 1961, proklamował socjalistyczny charakter rewolucji i odwołał się do marksizmu-leninizmu. Prowadził politykę „eksportu rewolucji”, realizowaną między innymi poprzez ekspedycje kubańskich jednostek wojskowych do między innymi Angoli, Etiopii i Zairu. Po chwilowej liberalizacji polityki gospodarczej w połowie lat 70. i kryzysie społeczno-politycznym w 1981 nastąpiło ponowne zaostrzenie kursu w polityce wewnętrznej. Pod koniec lat 90. ponownie przeprowadził pewną liberalizację życia na wyspie. W 2006 zrezygnował z władzy, a w 2008 ustąpił ze stanowiska przewodniczącego Rady Państwa.

## Życiorys

### Młodość i edukacja

#### Dzieciństwo i edukacja
Syn galicyjskiego imigranta Ángela Castro y Argiza (1875-1956), plantatora trzciny cukrowej w okolicach Birán w prowincji Oriente. Pochodzący z ubogiej rodziny chłopskiej Ángel był weteranem wojny amerykańsko-hiszpańskiej (1898), który zdecydował się pozostać na wyspie. Założył firmę eksploatującą trzcinę cukrową. W 1911 roku ożenił się z Marią Luisą Argotą Reyes, z którą miał pięcioro dzieci. Następnie zawarł nieformalny związek z Liną Ruz González (1903-1963), służącą pochodzącą z Wysp Kanaryjskich. Lina miała z nim trzech synów i cztery córki. Ángel ożenił się z Liną w 1943 roku. Fidel Castro był trzecim dzieckiem Liny (pozamałżeńskim). Urodził się 13 sierpnia 1926. Z powodu bycia nieślubnym dzieckiem, otrzymał pierwotnie nazwisko matki.
Dorastał u boku dzieci pracowników z gospodarstwa, których dużą część stanowili haitańscy imigranci zarobkowi afrykańskiego pochodzenia. Ochrzczono go, gdy miał około 6 lat. Jego ojcem chrzestnym był konsul haitański Luis Hibbert. Później został ateistą. Jako dziecko pracował przy uprawie trzciny. Po ukończeniu szóstego roku życia wraz z braćmi został wysłany do szkoły w Santiago de Cuba. Mieszkał tam w ciasnocie i względnym ubóstwie, często ze względu na nie najlepszą sytuację opiekuna nie miał co jeść. Od 1942 roku uczęszczał do szkoły z internatem w Santiago La Salle. W 1944 roku zdobył tytuł najlepszego sportowca szkoły. Młody Castro szczególnie upodobał sobie baseball. Według popularnej na Kubie opowieści przebywał nawet na testach w drużynie Washington Senators, lecz nie zdecydowano się na podpisanie z nim kontraktu.
Ze względu na naganne zachowanie został wyrzucony ze szkoły. Rodzice przenieśli go do prywatnej szkoły jezuitów w Santiago Dolores. W 1945 przeniósł się do bardziej prestiżowej szkoły jezuickiej – El Colegio de Belén w Hawanie.

#### Edukacja uniwersytecka i wczesna działalność polityczna
Pod koniec 1945 roku rozpoczął studia prawnicze na Uniwersytecie w Hawanie. Był wówczas „politycznym analfabetą”, został jednak uwikłany w ruch studenckiego protestu. Na ówczesnej Kubie rządzonej przez reżimy prezydentów Gerardo Machado, Fulgencio Batisty i Ramóna Grau San Martína, protesty były dławione, a przywódcy studenccy zabijani lub terroryzowani przez gangi. Doprowadziło to do wytworzenia na kubańskich uniwersytetach kultury „gangsterismo”. Uniwersytety zdominowane były przez uzbrojonych studentów, którzy parali się także działalnością kryminalną.
Będący zwolennikiem antyimperializmu i przeciwnikiem amerykańskich interwencji na Karaibach, Castro został członkiem Komitetu Uniwersyteckiego na rzecz niepodległości Portoryko i Komitetu na rzecz Demokracji w Republice Dominikańskiej. Bezskutecznie starał się o fotel przewodniczącego Federacji Studentów. Startował, posługując się hasłami „uczciwości, przyzwoitości i sprawiedliwości”, podkreślał swój sprzeciw wobec korupcji i opowiadał się przeciw zaangażowaniu USA w sprawy Kuby. W listopadzie 1946 roku jego działalność została opisana na pierwszych stronach kilku gazet. Pozostawał w kontakcie z członkami studenckich grup lewicowych – w tym Partii Socjalistycznej (Partido Socialista Popular – PSP), Ruchu Rewolucyjno-Socjalistycznego (Movimiento Socialista Revolucionaria – MSR) i Powstańczego Związku Rewolucyjnego (Unión Insurrecional Revolucionaria – ÚIR). Sam miał przystąpić do ÚIR, jednakże biografowie nie mają co do tego stuprocentowej pewności. W 1947 dołączył do Kubańskiej Partii Ludowej (zwanej ortodoksyjną), założonej przez doświadczonego polityka, Eduarda Chibása. Partia Narodu krytykowała powszechną korupcję i żądała reform politycznych. Choć Chibás przegrał wybory, Castro nadal angażował się w działania w jego imieniu. Po eskalacji przemocy na uniwersytetach z udziałem studentów zatrudnianych przez reżim Grau’a, Castro otrzymał pogróżki, w których grożono mu śmiercią i żądano od niego opuszczenia uniwersytetu. Castro od tej chwili zaczął nosić broń i otaczał się uzbrojonymi przyjaciółmi. W późniejszych latach przez niektóre źródła oskarżany był o próby zabójstwa studentów-gangsterów, w tym Lionela Gómeza z UIR, Manolo Castro z MSR i uniwersyteckiego policjanta Oscara Fernandeza. Zarzuty te nie są potwierdzone.

### Polityczne początki

#### Rebelie w Ameryce Łacińskiej (1947-48)
W czerwcu 1947 roku dowiedział się o planowanej inwazji na Dominikanę w celu obalenia jej dyktatora Rafaela Trujillo pozostającego sprzymierzeńcem USA. Trujillo wykorzystywał w swoich działaniach tajną policję, która rutynowo mordowała i torturowała jego przeciwników. Jako Przewodniczący Komitetu na rzecz Demokracji w Republice Dominikańskiej, zdecydował się dołączyć do wyprawy poprowadzonej przez pozostającego na wygnaniu Dominikańczyka, generała Juana Rodrígueza. Inwazja przeciwników reżimu ruszyła 29 lipca 1947. Siły rewolucyjne składały się z około 1200 ludzi, w większości Dominikańczyków na wygnaniu i Kubańczyków. Rządy Dominikany i USA przygotowały się do odparcia inwazji. Reżim Grau aresztował wiele osób zaangażowanych w spisek, zanim wypłynęły one z Kuby. Castro uniknął aresztowania, salwując się ucieczką z fregaty, na której znajdowali się spiskowcy. Castro przygotowując się do inwazji, ukradł z miejscowego komisariatu strzelbę. Według niego bunt miał niewiele wspólnego z ideologią marksistowską, a był buntem opartym na ideach prodemokratycznych, antyimperialistycznych i antykolonialnych.
Nieudana misja na Dominikanę wzmogła w Castro sprzeciw wobec administracji Grau. Rewolucjonista powrócił do Hawany, gdzie wziął udział w protestach studenckich przeciwko mordowaniu przez reżim działaczy studenckich. Protestom towarzyszyły inspirowane przez USA represje na osobach uznawanych za komunistów. W lutym 1948 doszło do starć między protestującymi a policją, w wyniku których Castro został pobity. Po tych wydarzeniach jego wystąpienia publiczne nabrały wyraźnie lewicowego odcieniu. Potępiał on nierówności społeczne i gospodarcze na Kubie, co było zwrotem w jego karierze politycznej, dotychczas bowiem skupiał się wokół potępienia korupcji i imperializmu Stanów Zjednoczonych. Po krótkiej wizycie w Wenezueli i Panamie w kwietniu 1948 udał się do Bogoty w Kolumbii, gdzie spotkał się z grupą kubańskich studentów sponsorowanych przez argentyński rząd prezydenta Juana Peróna, którego polityka budziła u Castro sympatię. Zabójstwo lewicowego lidera kolumbijskiego, Jorge Eliécer Gaitána doprowadziło do zamieszek znanych szerzej jako „Bogotazo”. W wyniku walk zginęło 3000 osób, a zamieszki przerodziły się w starcia rządzących konserwatystów z liberałami przy wsparciu socjalistów. Wraz z kubańskimi znajomymi, Castro przyłączył się do liberałów i ukradł broń z posterunku policji. Dochodzenia policji kolumbijskiej potwierdziły, że ani Castro, ani żaden inny z Kubańczyków nie byli zaangażowani w żadne z zabójstw.

#### Małżeństwo i marksizm
Po powrocie na Kubę stał się znaczącą postacią w protestach przeciwko rządowym próbom podniesienia cen biletów autobusowych (ten środek komunikacji wykorzystywali głównie studenci i robotnicy). W tym samym roku, poślubił Mirtę Díaz Balart, studentkę z zamożnej rodziny. Ojciec Mirty powierzył młodym dziesiątki tysięcy dolarów, a Fidel wraz z Mirtą spędził w Nowym Jorku trzymiesięczną podróż poślubną. Para otrzymała także 1000 dolarów prezentu ślubnego od generała i byłego prezydenta Fulgencio Batisty, prywatnie przyjaciela rodziny Mirty.
W 1952 roku, Grau postanowił nie ubiegać się o reelekcję, wybory prezydenckie wygrał kandydat Kubańskiej Partii Rewolucyjnej (Autentycznej), Carlos Prío Socarrás. Rząd Socarrása stanął w obliczu protestów, gdy członkowie lewicowej MSR, która wówczas sprzymierzyła się z rządem, dokonali zamachu i zabójstwa Justo Fuentesa, jednego z liderów UIR (a zarazem bliskiego przyjaciela Castro). W odpowiedzi Socarrás próbował rozbić studenckie gangi, jednakże zrezygnował z pomysłu po tym, gdy stwierdził, że są one zbyt silne. Pod wpływem pism marksistowskich autorstwa teoretyków takich jak Karl Marx, Friedrich Engels i Włodzimierz Lenin, Castro jeszcze bardziej przesunął się w kierunku lewej strony sceny politycznej. Zaczął interpretować problemy Kuby jako integralną część społeczeństwa kapitalistycznego czy „dyktatury burżuazji”, przestając upatrywać głównej przyczyny porażek Kuby w działaniach skorumpowanych polityków. Przyjmując marksistowskie idee, uznał, że do znaczącej zmiany może dojść jedynie poprzez rewolucję proletariatu. Odwiedzał najbiedniejsze dzielnice Hawany, gdzie był świadkiem nierówności społecznych i rasowych. Stał się aktywnym członkiem Komitetu Uniwersyteckiego do walki z Dyskryminacją Rasową. Jak sam uważał, dzięki marksizmowi poznał historię walki klasowej, i zrozumiał, że świat został podzielony między biednych a bogatych, którzy chcą podporządkować sobie biednych.
We wrześniu 1949 roku, Mirta urodziła syna Fidelito, a para przeniosła się do większego mieszkania w stolicy. Castro dalej pozostawał aktywny w podziemnym działaniu przeciwko reżimowi, przystąpił do Ruchu 30 Września, do którego należeli zarówno komuniści, jak i członkowie Partii Ludowej. Celem grupy była walka z wpływami gangów na uniwersytetach. Wbrew obietnicom Socarrása, rządowi nie udało się objąć kontroli nad sytuacją, a wielu starszych członków gangów objęło pracę w ministerstwach. 13 listopada wygłosił przemówienie, w którym ujawnił tajne umowy rządu z gangami i poddał identyfikacji kluczowych członków takich grup. Przyciągnął uwagę krajowej prasy i rozgniewał gangi, przez co musiał się ukrywać, najpierw na wsi, a następnie w Stanach Zjednoczonych. Po powrocie do Hawany, kilka tygodni później, skoncentrował się na studiach. We wrześniu 1950 uzyskał dyplom doktora prawa cywilnego (był nadto magistrem prawa dyplomatycznego).

#### Kariery adwokacka i polityczna (1950-52)
Po ukończeniu studiów, wraz z dwójką znajomych założył kancelarię adwokacką. W pracy zawodowej poświęcił się obronie praw biedoty. Najważniejszym klientem kancelarii był kupiec drzewny, który zapłacił prawnikom drewnem potrzebnym do budowy kancelarii. Ze względu na problemy finansowe nie opłacał swoich rachunków, za co odcięto mu prąd i zarekwirowano meble. Wziął udział w proteście w liceum w Cienfuegos w listopadzie 1950 roku. Protest przerodził się w czterogodzinne walki z policją. Protest skierowany był przeciwko zakazowi zakładania stowarzyszeń studenckich nałożonemu przez ministerstwo edukacji. Został aresztowany i oskarżony o udział w proteście o gwałtownym przebiegu, sędzia oddalił jednak oskarżenie. Stał się aktywnym członkiem Kubańskiego Komitetu Pokojowego – kampanii skierowanej przeciwko zachodniemu udziałowi w wojnie koreańskiej. Jego nadzieja związana z reformami państwa w dalszym ciągu wiązała się z postacią Eduardo Chibása i Kubańską Partią Ludową. Chibás został jednak skompromitowany, gdy oskarżył ministra edukacji Aureliano Sáncheza o zakup rancza w Gwatemali z rzekomo przywłaszczonych środków. Polityk nie był w stanie uzasadnić swoich zarzutów, a rząd oskarżył go o kłamstwo. W 1951 roku Chibás zastrzelił się w trakcie audycji radiowej, gdzie wygłosił swoje ostatnie przemówienie. Castro towarzyszył politykowi w trakcie jego pobytu w szpitalu, w którym Chibás zmarł. Castro uważał się za spadkobiercę Chibása. Chciał wystartować w wyborach parlamentarnych w czerwcu 1952 roku. Starsi członkowie Partii Ludowej obawiali się jego radykalnych poglądów i nie chcieli go mianować na kandydata. Po wewnętrznych sporach wysłano go jako kandydata do najbiedniejszej dzielnicy Hawany. Sama partia zyskała wysoki poziom poparcia, a Castro został wybrany do Izby Reprezentantów. Po wyborach generał Fulgencio Batista obalił rząd prezydenta Socarrása i odwołał wynik wyborów. Castro zaskarżył Batistę przed sądem o złamanie konstytucji. Sąd odrzucił oskarżenie. Jeszcze w trakcie kampanii Castro spotkał się z Batistą, a spotkanie obu polityków miało przebiec w uprzejmym tonie.
Batista opisywał nowy system jako „zdyscyplinowaną demokrację”, Castro, jak i wielu innych opozycjonistów, uznało nowy reżim za dyktaturę jednego człowieka. Batista utrwalił swoje więzi zarówno z zamożnymi elitami, jak i Stanami Zjednoczonymi. Zerwał stosunki dyplomatyczne z ZSRR, tłumił i prześladował związki zawodowe i rozbijał kubańskie grupy socjalistyczne. Początkowo Castro próbował walczyć z Batistą na drodze sądowej, skierował przeciwko dyktatorowi i jego ministrom kilka pozwów o naruszenie prawa pracy. Pozwy były odrzucane przez sądy, przez co Castro zaczął myśleć nad alternatywnymi sposobami obalenia rządu.

## Walka z dyktaturą Batisty

### Utworzenie Ruchu i atak na koszary Moncada

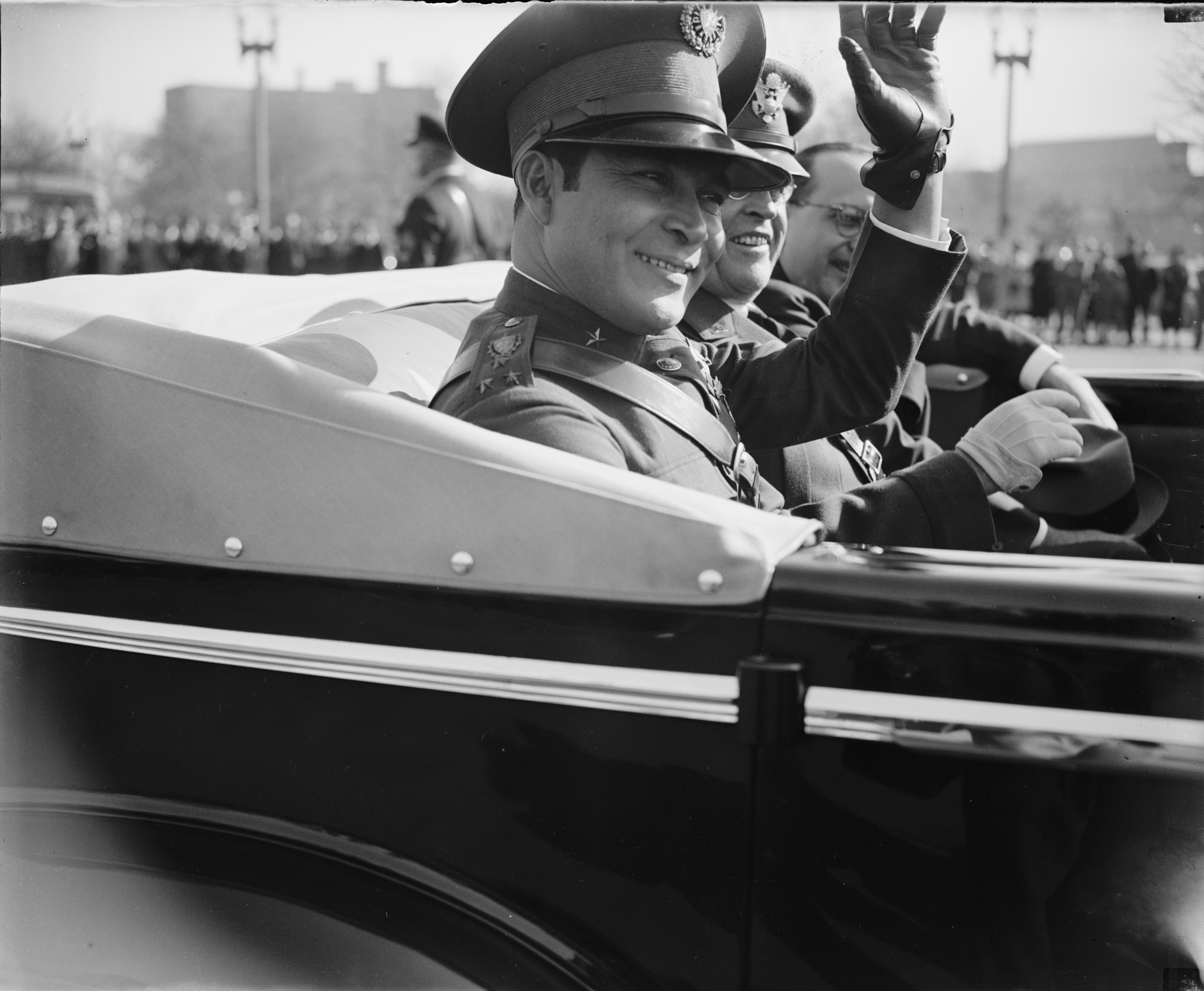
Płk Fulgencio Batista i gen. Malin Craig, szef sztabu Armii Stanów Zjednoczonych w Waszyngtonie, 10 listopada 1938.

Niezadowolony z działań pokojowej opozycji utworzył wewnątrz Partii Ludowej „Ruch” obejmujący zarówno cywili, jak i wojskowych. Organem grupy była podziemna gazeta El Acusador (Oskarżyciel). Castro oparł jej działanie na strukturze komórek konspiracyjnych. Każda komórka liczyła dziesięciu członków. Kilkanaście osób tworzyło jądro ruchu, wśród nich znalazło się wielu niezadowolonych członków Partido Ortodox. Od lipca 1952 grupa ruszyła z falą rekrutacji, dzięki czemu w ciągu roku udało się jej zgrupować 1200 członków zorganizowanych w ponad stu komórkach. Większość opozycjonistów pochodziła z biedniejszych dzielnic Hawany. Choć Castro był blisko związany z socjalizmem rewolucyjnym, unikał sojuszu z komunizującym PSP, obawiając się, że będzie to odstraszało zwolenników umiarkowanych opcji politycznych. Do partii należał brat Fidela, Raúl. W późniejszych relacjach sam Fidel uznał „Ruch” za mający charakter zwyczajnie antybatistowski, według niego niewielu członków miało poglądy antyimperialistyczne lub socjalistyczne. Miało na to, według niego, wpływ działanie Amerykanów, którzy tłumili świadomość klasową wśród klasy robotniczej wyspy. Do działalności rewolucyjnej w dużej mierze skłoniły go pisma Josipa Broz Tity, przywódcy ruchu narodowowyzwoleńczego Jugosławii z okresu II wojny światowej.
Osobiście składował broń do planowanego ataku na koszary Moncada w prowincji Oriente. Bojownicy przebrani w mundury mieli przybyć do bazy wojskowej 25 lipca w trakcie trwającego tam festiwalu, kiedy to wielu oficerów miało być poza bazą. Rebelianci chcieli przejąć kontrolę nad zbrojownią, a po przybyciu wojskowych posiłków mieli się wycofać. Nową broń przeznaczyć miano na uzbrojenie opozycji chcącej wywołania buntu zubożałych rolników pracujących przy ścinaniu trzciny cukrowej. Kolejnym krokiem była próba przejęcia kontroli nad stacją radiową Santiago, co umożliwić miało nadanie manifestu „Ruchu” a tym samym wezwanie do kolejnych powstań. Castro i jego ruch wzorował się na pochodzących z XIX wieku kubańskich działaczach ruchu niepodległościowego, którzy czynnie atakowali hiszpańskie koszary. Sam Fidel widział w sobie spadkobiercę przywódcy ruchu niepodległościowego i bohatera narodowego – José Martíego. Na wyprawę na koszary zgromadził 165 rewolucjonistów, 138 stacjonowało w Santiago, a 27 w Bayamo. Byli to w większości młodzi ludzie z Hawany i Pinar del Río, jak zapewniał Castro, żaden z nich nie miał dzieci (z wyjątkiem jego samego). Uczestników ataku wezwał do nieużywania siły (zezwolił na nią w przypadku zbrojnego oporu).
Atak przeprowadzono 26 lipca (dzień po planowanym terminie). Mimo długich przygotowań trzem z 16 samochodów jadących z Santiago nie udało się dostać na miejsce akcji. Rebelianci ruszyli do walki z okrzykiem Wolność albo śmierć. Żołnierze wznieśli alarm, a większość rebeliantów znalazła się w ogniu karabinów maszynowych. W bitwie śmierć poniosło sześciu opozycjonistów, a 15 zostało rannych, po stronie rządowej zginęło 19 żołnierzy, a 27 zostało rannych. Grupka rebeliantów schroniła się w cywilnym szpitalu, do którego wtargnęli żołnierze. Rebelianci zostali pojmani i poddani torturom. 22 z nich stracono bez procesu. Rebelianci, którzy wycofali się z pola bitwy, w tym Fidel i Raúl, spotkali się ponownie, część z nich dyskutowała nad kapitulacją, ci, którzy byli przeciwni tej opcji, postulowali z kolei ucieczkę do Hawany. W towarzystwie 19 rebeliantów, Fidel Castro wyruszył kilka kilometrów na północ do Gran Piedra w górach Sierra Maestra, gdzie postanowiono założyć bazę partyzancką. W odpowiedzi na ataki na cele wojskowe, rząd ogłosił stan wojenny. Reżim brutalnie zdławił protesty opozycji, a na media nałożył ścisłą cenzurę. Propaganda nadawała na temat Ruchu informacje dezinformacyjne, błędnie twierdzono, że rebelianci byli oddziałem komunistycznym, który zabił pacjentów szpitala. Pomimo cenzury i propagandy, szybko na światło dzienne wyszły przypadki tortur i zbiorowych egzekucji dokonywanych przez rząd w Oriente, co spowodowało publiczną dezaprobatę.

### Proces

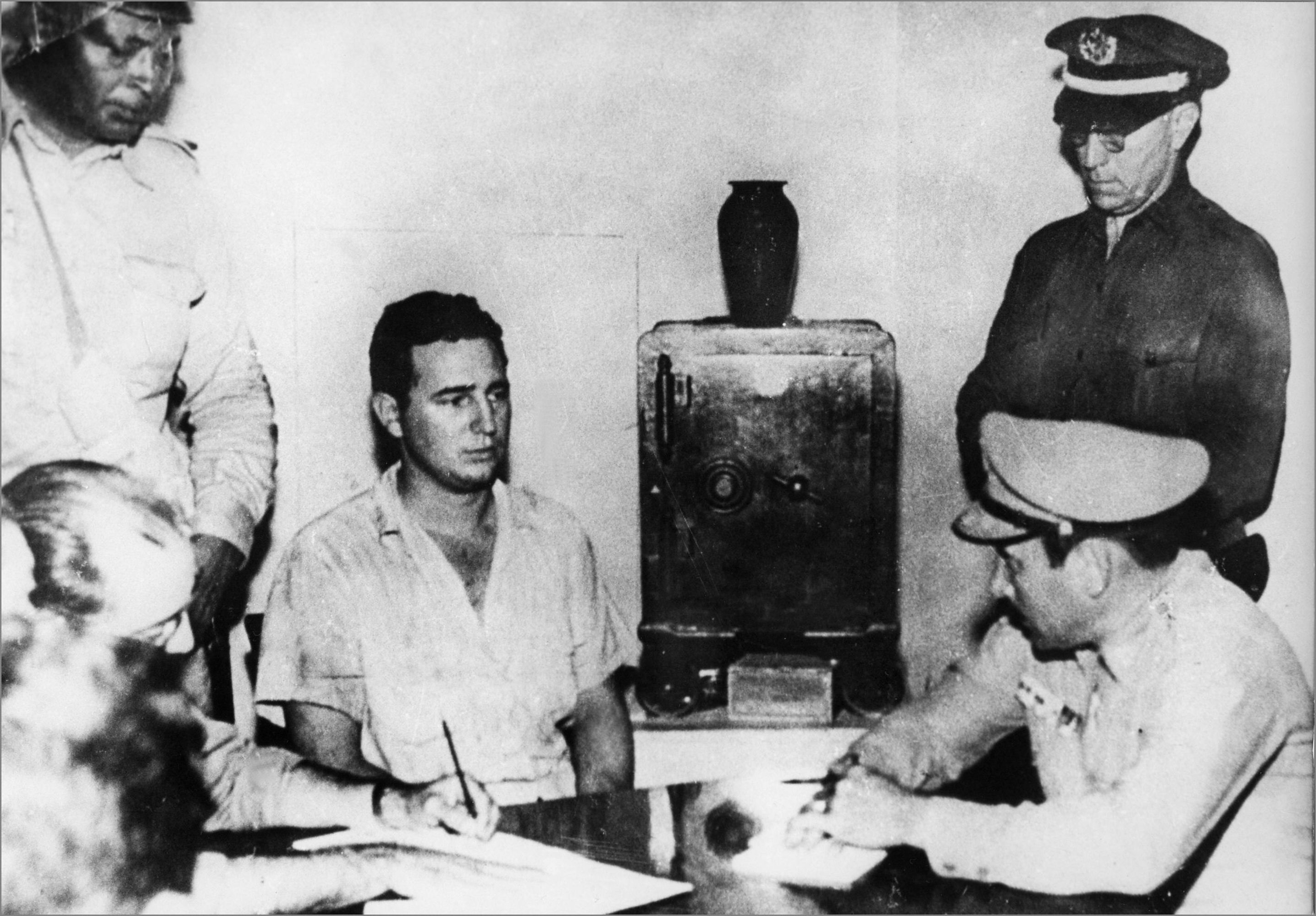
Castro po aresztowaniu

W ciągu kolejnych dni wielu rebeliantów zostało aresztowanych. Sam Castro został schwytany i przetransportowany do więzienia na północ od Santiago. Nie wierząc samemu Castro, który zeznał, że samodzielnie przygotował atak, reżim oskarżył o udział w nim Kubańską Partię Ludową i PSP. 21 września w Pałacu Sprawiedliwości w Santiago na rozprawie postawiono 122 oskarżonych. Pozwolono uczestniczyć w procesie dziennikarzom. Co prawda ich relacje były ocenzurowane, decyzja ta stała się jednak klęską dla administracji Batisty. Castro wystąpił jako własny obrońca, przekonał trójkę sędziów, aby uchylili oni decyzję wojska, które w sądzie skuło wszystkich oskarżonych kajdankami. Działacz odrzucił oskarżenie „organizacji powstania przeciwko konstytucyjnemu rządowi”, jego zdaniem nie popełnił on tego przestępstwa, gdyż Batista przejął władzę w niekonstytucyjny sposób. Na pytanie sądu, kto był ideologicznym inicjatorem ataku, Castro stwierdził, że był nim od dawna zmarły bohater narodowy, José Martí, którego prace dotyczące usprawiedliwiania powstań zbrojnych w trakcie rozprawy cytował. Dochodzenie wykazało, że wojsko torturowało podejrzanych, wojskowi dopuścili się między innymi kastracji i wydłubania oczu. Armia bezskutecznie próbowała zapobiec dalszym obciążającym zeznaniom Castro, wojskowi twierdzili więc, że oskarżony jest zbyt chory, aby opuścić areszt. Proces zakończył się w dniu 5 października, większość oskarżonych została uniewinnionych, 55 skazanych zostało na kary więzienia od 7 miesięcy do 13 lat. Castro został skazany na oddzielnej rozprawie z 16 października, na której wygłosił przemówienie, które zostało wydrukowane potem pod tytułem „Historia mnie uniewinni”. Mimo że maksymalna kara za przeprowadzenie rebelii wynosiła 20 lat więzienia, Castro skazany został na 15 lat. Ze względu na chorobę trafił do skrzydła szpitalnego w stosunkowo nowoczesnym więzieniu Presidio Modelo na Isla de Pinos.

### Pobyt w więzieniu i Ruch 26 Lipca
Uwięziony wraz z 25 innymi spiskowcami przeformował „Ruch” w grupę o nazwie „Ruch 26 Lipca” (MR-26-7). Grupa nosiła nazwę na pamiątkę daty ataku na koszary. Zorganizował szkołę dla więźniów noszącą nazwę Ideologicznej Akademii Abela Santamarí. Sam organizował trwające pięć godzin dziennie nauczanie historii, filozofii i angielskiego. W trakcie pobytu w więzieniu poznawał dzieła Karola Marksa, Włodzimierza Lenina i Martí, czytał również książki Zygmunta Freuda, Immanuela Kanta, Szekspira, Fiodora Dostojewskiego, Axela Munthe i Williama Somerseta Maughama i analizował je w marksistowskim rozumieniu. Czytał o polityce nowego ładu (New Deal) wdrażanej przez amerykańskiego prezydenta Franklina Delano Roosevelta, uważał, że podobna polityka gospodarcza powinna zostać wprowadzona na wyspie. Odpowiadał na listy zwolenników, utrzymywał kontrolę nad „Ruchem” i zorganizował publikację przemowy „Historia mnie uniewinni” z pierwotnym nakładem 27500 egzemplarzy.
Początkowo w porównaniu do innych więźniów cieszył się większą dozą wolności. Po wizycie prezydenta w lutym 1954 został zamknięty w izolatce, po tym, gdy jego towarzysze wykonywali antyreżimowe piosenki. Tymczasem żona Fidela, Mirta, znalazła zatrudnienie w Ministerstwie Spraw Wewnętrznych, do pracy tam zachęcił ją jej brat będący bliskim przyjacielem i sojusznikiem Batisty. Zataiła ona ten fakt przed mężem, który dowiedział się o tym z radia. Na wieść o tym wściekł się i stwierdził, że wolałby umrzeć „tysiąc razy” niż „cierpieć bezsilność z powodu takiej zniewagi”. Małżonkowie rozpoczęli działania rozwodowe. Mirta przejęła opiekę nad ich synem Fidelito, wywołało to gniew Castro, który nie chciał, aby jego syn dorastał w burżuazyjnym środowisku. W 1954 roku rząd Batisty przeprowadził wybory prezydenckie, ale żaden polityk nie ryzykował konkurencji wyborczej z dyktatorem, a w rezultacie Batista odniósł w nich zwycięstwo. Wybory te powszechnie uznano za oszustwo. Nieuczciwe wybory rozgniewały opozycję, zwolennicy Castro zaczęli domagać się wówczas amnestii dla sprawców incydentu w Moncada. Niektórzy politycy z kręgów reżimu zasugerowali, że amnestia będzie dobrą reklamą dla rządu, w rezultacie Batista i Kongres zgodzili się na wprowadzenie jej w życie. Wspierany przez amerykańskie korporacje Batista wierzył, że Castro nie będzie stanowił żadnego zagrożenia politycznego. Na mocy amnestii Castro wraz z innymi więźniami opuścił zakład karny 15 maja 1955 roku. Po powrocie do Hawany został przywitany przez tłumy zwolenników. Przeprowadził konferencje prasowe i udzielał wywiadów prasowych. Rząd uważnie monitorował jego działania i ograniczał swobodę jego działań. Po rozwodzie związał się z kolejno z dwiema kobietami (będącymi również działaczkami opozycji), Natą Revueltą i Marią Laborde, każda z nich poczęła mu dziecko.
Ruch 26 Lipca powołał 11-osobową Dyrekcję Krajową. Pomimo tych zmian strukturalnych Castro zachował w „Ruchu” najważniejszą rolę, nie pojawiła się wówczas niezgoda na przywództwo, które niektórzy jego rywale określali jako autokratyczne. On sam odrzucił apel o demokratyzacje przywództwa, twierdząc przy tym, że sukces rewolucji nie zostanie osiągnięty, jeśli organizacja będzie prowadzona kolektywnie. Niektórzy rywale wewnątrz „Ruchu” porzucili organizację nazywając Castro mianem caudillo (dyktatora), większość działaczy pozostała jednak wierna dotychczasowemu liderowi.

### Pobyt w Meksyku i trening partyzancki

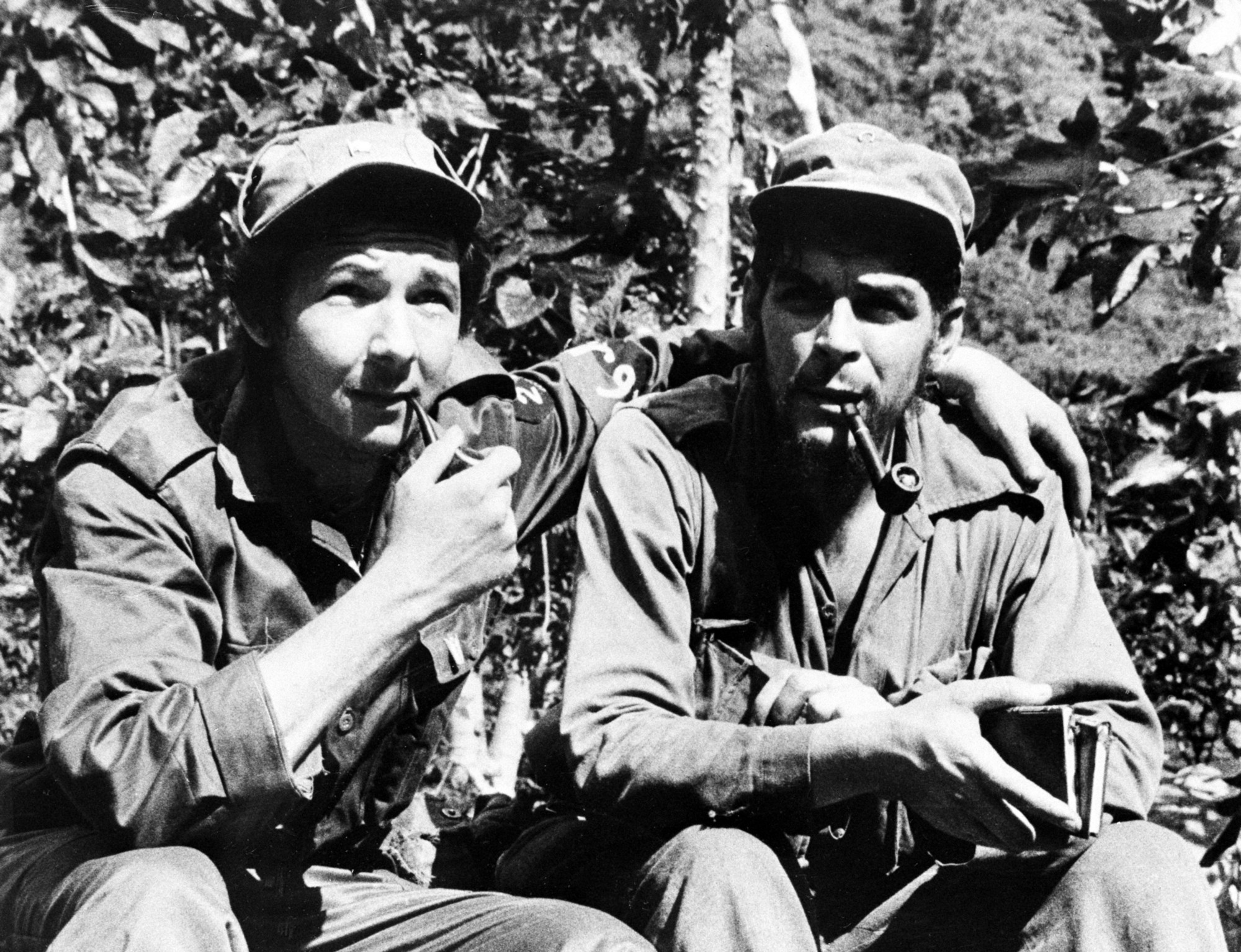
Brat Fidela, Raúl i Che Guevara

Przez sześć następnych tygodni Castro walczył z dyktaturą Batisty pokojowymi środkami. W 1955 doszło do gwałtownych demonstracji i zamachów organizowanych przez opozycje. Rząd stłumił protesty. Zanim wraz z Raúlem uciekł z kraju, był chroniony przez uzbrojonych zwolenników. Pozostali na Kubie członkowie Ruchu 26 Lipca w oczekiwaniu na powrót Castro przygotowywali działalność komórek rewolucyjnych. Przed wyjazdem wysłał do prasy list, w którym zadeklarował, że wszystkie drzwi walki pokojowej zostały zamknięte i zostaje on zmuszony do wyjazdu z kraju. Wraz z kilkoma towarzyszami udał się do Meksyku, który przez długi czas oferował azyl lewicowym opozycjonistom z innych państw. W trakcie pobytu w Meksyku, Raúl zaprzyjaźnił się z Ernesto „Che” Guevarą, argentyńskim lekarzem i zwolennikiem wojny partyzanckiej, który dołączył do kubańskiej opozycji. Również Fidel polubił pochodzącego z Argentyny działacza. Według późniejszych wspomnień Fidela, Guevara był „bardziej zaawansowanym rewolucjonistą niż ja”. Na miejscu nawiązał też współpracę z Hiszpanem Alberto Bayo, będącym republikańskim weteranem hiszpańskiej wojny domowej. Bayo zgodził się uczyć opozycjonistów niezbędnych umiejętności potrzebnych w walkach partyzanckich, potajemnie spotykał się z opozycjonistami w Chapultepec, gdzie organizował szkolenia wojskowe.
W celu zbierania funduszy udał się do USA. Obalony przez Batistę prezydent Carlos Prío Socarrás przekazał opozycjoniście 100 tysięcy dolarów. Zdaniem Castro był on wówczas monitorowany przez szpiegów reżimu. Rząd Batisty przekupił funkcjonariuszy meksykańskiej policji, a ci aresztowali opozycjonistów. Wkrótce działacze zostali wypuszczeni, po tym, gdy wstawiło się za nimi kilku krajowych polityków sympatyzujących z ruchem. Utrzymywał kontakty z Ruchem 26 Lipca na wyspie. Ruch zdobył duże poparcie szczególnie w regionie Oriente. Inne grupy walczące z reżimem wyrosły głównie z ruchu studenckiego. Najbardziej znana była organizacja Directorio Revolucionario Estudantil, założona przez studentów zrzeszonych w Federacji Uniwersyteckiej z przewodniczącym José Antonio Echevarríą. Antonio udał się nawet do Meksyku, gdzie spotkał się z Castro. Antonio będąc zwolennikiem bardziej radykalnych rozwiązań, zgodził się na taktykę postulowaną przez Castro, a nawet zradykalizował ją (Antonio legitymizował zabicie każdej osoby związanej z rządem). Castro zakupił pozostający w kiepskim stanie jacht „Granma”. 25 listopada wraz z 81 rewolucjonistami uzbrojonymi w 90 karabinów, trzy karabiny maszynowe, 40 pistoletów i dwa działka przeciwpancerne, wypłynął w stronę Kuby z Tuxpan w Veracruz. Morski dystans między Meksykiem a Kubą wynosił 1200 mil, co było trudne do pokonania szczególnie ze względu na przepełnienie jachtu. W trakcie drogi wielu rewolucjonistów cierpiało na chorobę morską a zapasy żywności uległy wyczerpaniu. Podróż opóźniały wycieki wody, a także wypadek, w trakcie którego jeden z mężczyzn wypadł za burtę. Castro planował pierwotnie przypłynięcie na wyspę w ciągu pięciu dni zgodnie z tym planem, 30 listopada członkowie Ruchu 26 Lipca na czele z Frankiem Paisą przeprowadzili ataki na budynki rządowe w Santiago, Manzanillo i kilku innych miastach. Podróż opóźniła się jednak do 7 dni a Castro i jego ludzie nie byli w stanie zapewnić wsparcia atakującym rebeliantom. W rezultacie po dwóch dniach bojownicy Paisa przerwali ataki.

## Rewolucja kubańska

### Wojna partyzancka w Sierra Maestra (1956–58)

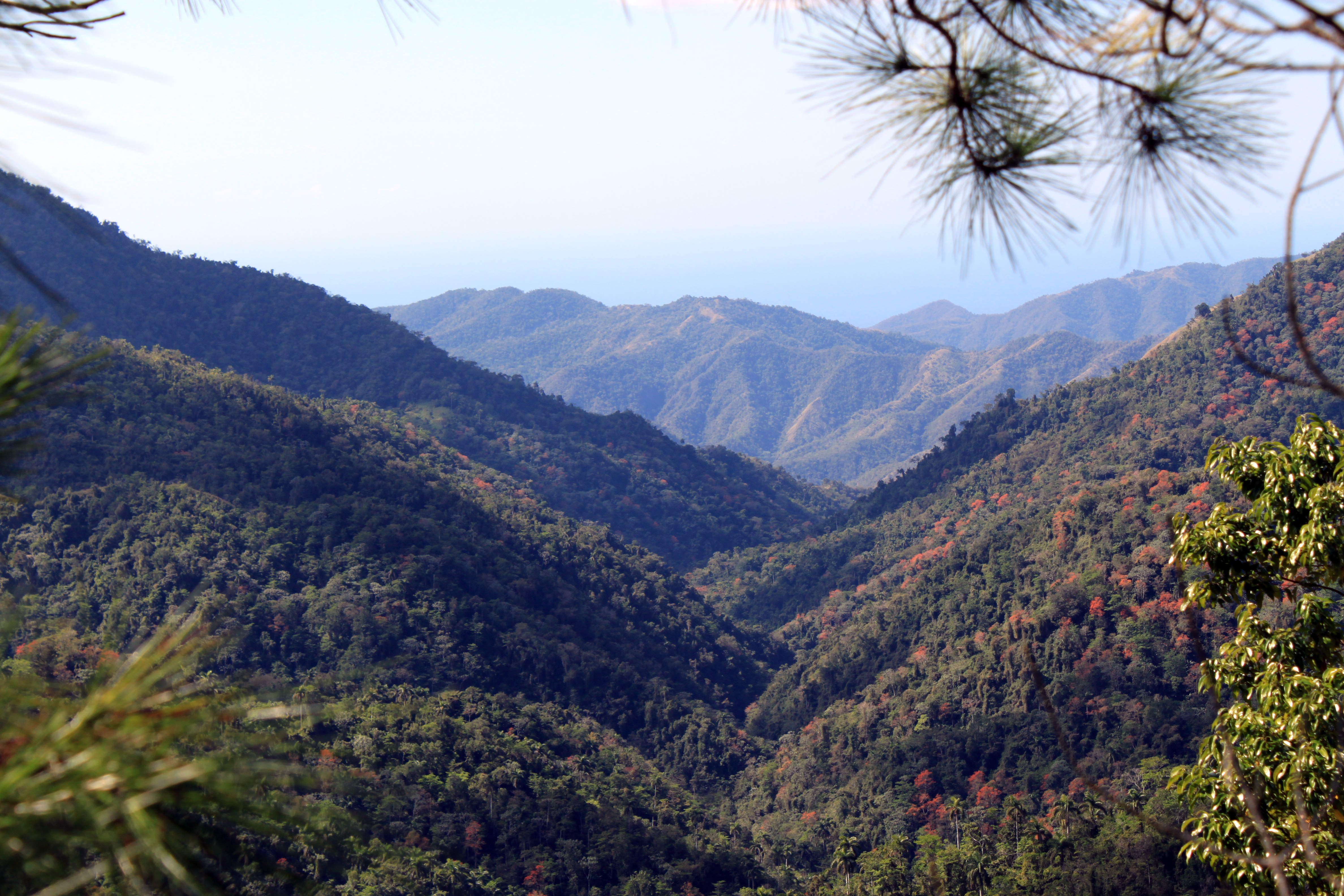
Dżungla w górach Sierra Maestra, gdzie partyzanci znaleźli schronienie

Granma dotarła do Playa Los Colorados w pobliżu Los Cayuelos w dniu 2 grudnia 1956. W ciągu kilku godzin okręt został zbombardowany przez siły rządowe, a dysydenci wycofali się w głąb lądu, wzdłuż zalesionego pasma górskiego Sierra Maestra w Oriente. O świcie w dniu 5 grudnia rebelianci zaatakowani zostali przez oddział rządowej Straży Wiejskiej. Rebelianci ulegli rozproszeniu i podróż kontynuowali w małych grupach. Po przybyciu Castro zauważył, że na miejscu 19 z 82 rebeliantów nie dotarło na ustalone miejsce spotkanie, zostali oni zabici przez wojsko lub wzięci do niewoli. Rewolucjoniści, którzy przeżyli, w tym bracia Castro, Che Guevara i Camilo Cienfuegos rozpoczęli tworzenie w dżungli obozu partyzanckiego. Celem zdobycia broni przeprowadzali ataki na małe posterunki wojskowe. W styczniu 1957 zajęli placówkę w pobliżu plaży w La Placie. Zgodnie z zaleceniem Guevary nie dokonywano egzekucji na żołnierzach służących we wrogiej armii. Niemniej jednak przeprowadzili egzekucję na Chicho Osorio – znienawidzonym przez miejscowych chłopów nadzorcy spółki gruntowej, a zarazem burmistrzu. Osorio parę tygodni wcześniej chwalił się, że zabił jednego z uczestników Ruchu 26 Lipca. Zabicie burmistrza pomogło rebeliantom w zdobyciu zaufania mieszkańców, którzy nienawidzili bogatych właścicieli ziemskich, choć pozostawali w stosunku do powstańców bez entuzjazmu i traktowali ich podejrzliwie. Zaufanie wzrosło z czasem, gdy pierwsi miejscowi dołączyli do oddziałów rebelianckich (większość świeżych rekrutów niemniej jednak pochodziła z obszarów miejskich). W lipcu 1957 siły Ruchu 26 Lipca liczyły już 200 osób, Castro podzielił je na trzy kolumny. Kontrolę nad jedną z nią objął sam Fidel, drugą dowodził jego brat a trzecią Che. Ruch w dalszym ciągu działał na obszarach miejskich, skąd wysyłał zaopatrzenie siłom partyzanckim. 16 lutego 1957 Fidel spotkał się ze starszymi członkami grupy w celu przedyskutowania taktyki, na spotkaniu poznał Celię Sanchez, z którą się zaprzyjaźnił.
Na całej Kubie powstawały grupy bojowe organizujące akty sabotażu i przeprowadzające antybatistowskie zamachy. Policja dokonywała masowych aresztowań, tortur i egzekucji pozasądowych. Wieszane na drzwiach zwłoki miały zastraszać dysydentów. W marcu 1957 roku Antonio zorganizował nieudany atak na Pałac Rządowy, w trakcie którego zginął. Jego śmierć spowodowała ostateczny triumf Fidela Castro jako przywódcy rewolucji. Z rąk sił rządowych zginął również Frank Pais, co uczyniło Castro niekwestionowanym liderem MR-26-7. Fidel w odróżnieniu od brata i Guevary ukrywał swoje marksistowsko-leninowskie przekonania. W ten sposób miał nadzieje na przyciągnięcie do siebie osób mniej radykalnych. W 1957 spotkał się z czołowymi działaczami Partido Ortodoxo. Castro i przywódcy Ortodoxo, Raúl Chibás i Felipe Pazos sporządzili i podpisali w Sierra Maestra wspólny manifest. W dokumencie opisano plany budowy porewolucyjnego społeczeństwa. Wezwano w nim do likwidacji dyktatury, utworzenia „wspieranego przez wszystkich” tymczasowego rządu cywilnego, przeprowadzenia umiarkowanej reformy rolnej, industrializacji i kampanii alfabetyzacji, a następnie przeprowadzenia „prawdziwie uczciwych, demokratycznych, bezstronnych wyborów”,
Rząd Batisty cenzurował kubańską prasę, więc Castro skontaktował się z mediami zagranicznymi które wykorzystał do rozpowszechniania jego przesłania. Dziennikarz The New York Times, Herbert Matthews przeprowadził z nim wywiad, który przyniósł rewolucjoniście międzynarodowe zainteresowanie i sławę. W ślad za nim poszli kolejni reporterzy wysyłani przez takie agencje informacyjne jak CBS. Reporter z francuskiego tygodnika Paris Match pozostawał z rebeliantami przez cztery miesiące, a w trakcie swojej wizyty dokumentował ich działanie. W tym czasie partyzanci zwiększyli ataki na posterunki wojskowe i zmusili rząd do wycofania się z Sierra Maestra. Na wiosnę 1958 partyzanci kontrolowali szpital, szkoły, drukarnię, rzeźnie, fabrykę cygar i kopalnie. W okresie walki partyzanckiej Castro wraz z innymi rewolucjonistami zapuścili brodę, było to spowodowane brakiem żyletek. Po triumfie rewolucji część jej liderów zachowała je jako symbol triumfu rewolucji.

### Upadek reżimu Batisty i junta Cantillo
Batista po porażkach militarnych z 1958 znalazł się pod coraz większą presją. Zwalczanie opozycji połączone z prasową cenzurą, wykorzystywaniem tortur i egzekucji pozasądowych było coraz bardziej krytykowane w kraju i za granicą. Pod wpływem nastrojów antybatistowskich pośród swoich obywateli, rząd USA zaprzestał dostarczania mu broni. Wstrzymanie amerykańskiej pomocy zmusiło Batistę do kupna broni z Wielkiej Brytanii. Pokojowa opozycja korzystając z porażek militarnych rządu, wezwała do strajku generalnego. Strajkowi towarzyszyła seria ataków przeprowadzanych przez MR-26-7. Ruch począwszy od kwietnia bieżącego roku, umocnił silną pozycję w środkowej i wschodniej Kubie.

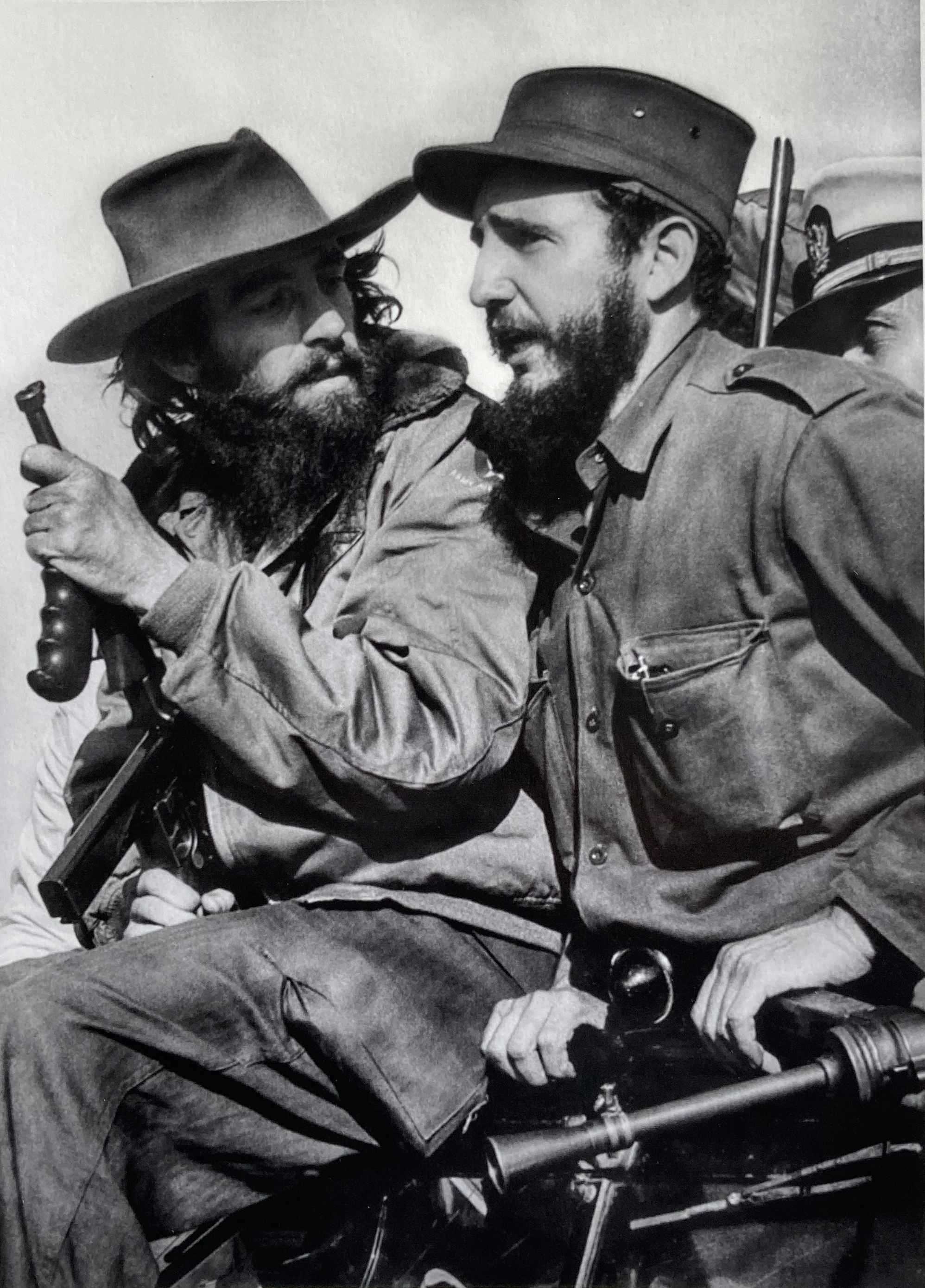
Fidel Castro wraz z Camilo Cienfuegosem wkraczają do Hawany w 1959 roku

Rząd odpowiedział na kampanie partyzantów organizacją operacji Verano (28 czerwca-8 sierpnia 1958). Artyleria zbombardowała obszary zalesione będące schronieniem dla partyzantów oraz wioski podejrzane o sympatyzowanie z rewolucją. Dziesięć tysięcy żołnierzy pod dowództwem generała Eulogio Cantillo otoczyło Sierra Maestra, kierując się przy tym w kierunku północy, gdzie znajdowały się obozy rebeliantów. Pomimo liczebnej i technologicznej wyższości, armia nie miała doświadczenia w walkach z rebeliantami czy też w walkach w górzystym regionie. 300 ludzi na polecenie Castro unikało otwartej konfrontacji, a walkę w celu powstrzymania ofensywy wroga prowadzono za pomocą min i zasadzek. Armia poniosła ciężkie straty, w czerwcu 1958 poddał się jeden z batalionów, broń została skonfiskowana przez rebeliantów, a pojmanych żołnierzy przekazano do Czerwonego Krzyża. Wielu żołnierzy Batisty przerażonych łamaniem praw człowieka przez stronę rządową, zdezerterowało i zaciągnęło się do Ruchu 26 Lipca cieszącego się dużym poparciem społecznym. W lecie, rebelianci przeszli do ofensywy i zepchnęli wojska z gór na niziny. W listopadzie, siły Castro kontrolowały większość prowincji Oriente i Las Villas oraz otoczyły Santa Clarę i Santiago. Dzięki zdobyciu Las Villas, rebelianci podzielili Kubę na dwie części i zamknęli główne drogi i linie kolejowe, co przyniosło siłom Batisty poważne straty. Gdy Amerykanie zdali sobie sprawę, że Batista przegra wojnę, postanowili oni usunąć Batistę poprzez wprowadzenie prawicowej junty wojskowej. Miało to zahamować dojście do władzy Castro uważanego za przeciwnika amerykańskich interesów. Amerykanie na nowego dyktatora obrali Cantillo, komendanta większości sił zbrojnych w kraju. Cantillo spotkał się potajemnie z Castro, a obydwoje zgodzili się na zawieszenie broni. Zapowiedziano aresztowanie Batisty i osądzenie go jako zbrodniarza wojennego. Pragnąc uniknąć kary, Batista zrezygnował z urzędu w dniu 31 grudnia 1958. Z rodziną i najbliższymi doradcami uciekł na Dominikanę, przywłaszczając sobie ponad 300 milionów dolarów amerykańskich. Cantillo wkroczył do pałacu prezydenckiego w Hawanie a jednego z członków Sądu Najwyższego, Carlosa Piedra wyznaczył na nowego prezydenta. Rozpoczął proces powoływania nowych członków rządu.
Pozostający w Oriente Castro był rozwścieczony utworzeniem nowego rządu, który uznał za juntę wojskową. Zerwał zawieszenie broni i przeszedł do ofensywy. Ruch 26 Lipca utworzył plan obalenia junty Cantillo-Piedra. Członkowie ruchu uwolnili z więzienia na wyspie Pines (gdzie przetrzymywany był sam Fidel) wysokiego rangą oficera, pułkownika Ramóna Barquína. Pułkownik poleciał do Hawany z zadaniem aresztowania Cantillo. 1 stycznia 1959 w kraju odbyły się uroczystości, w których uczczono obalenie reżimu. Castro nakazał MR-26-7 pilnowanie porządku w kraju w celu zapobieżenia grabieżom i wandalizmom. Cienfuegos i Guevara wprowadzili swoje kolumny do Hawany w dniu 2 stycznia. Castro wkroczył natomiast do Santiago, gdzie przyjął kapitulację koszar Moncada i wygłosił przemowę, w której nawiązał do kubańskich walk o niepodległość. Wypowiedział się przeciwko juncie Cantillo-Piedra, zapowiedział kary dla tych, którzy łamali prawa człowieka i ogłosił lepszą erę dla praw kobiet.
Wszędzie gdzie się pojawiał, witały go tłumy zwolenników a on sam udzielał licznych wywiadów i organizował konferencje prasowe. Zagraniczni dziennikarze komentowali bezprecedensowy poziom poparcia dla Castro i opisywali go jako „bohaterską postać podobną do Chrystusa”. Jeszcze wtedy przywódca rewolucji miał na sobie medalion z Matką Boską (później jego poglądy religijne budziły liczne kontrowersje).
Już w chwili przejęcia władzy prezentował silnie antyamerykańskie poglądy. Jeszcze w trakcie rewolucji po tym, gdy dostarczona reżimowi przez Amerykanów rakieta uderzyła w jeden z budynków mieszkalnych, w prywatnej korespondencji do przyjaciółki Celii Sánchez, obiecał, że Amerykanie odpłacą za wsparcie, jakie udzielili Batiście. W liście stwierdził ponadto, że jego prawdziwym powołaniem jest walka z amerykańskim imperializmem.

#### Rząd tymczasowy
Zgodnie z wolą Castro, prezydentem został umiarkowany prawnik i liberał, Manuel Urrutia Lleó, a w miejsce junty utworzono tymczasowy rząd cywilny. Urrutia w trakcie istnienia reżimu Batisty, bronił rewolucjonistów MR-26-7 w trakcie procesu o atak na koszary Moncada, według niego atak na koszary był według kubańskiej konstytucji legalny. Castro wierzył, że Urrutia będzie dobrym liderem. Większość członków gabinetu Urrutii była członkami MR-26-7. 8 stycznia wraz ze swoimi wojskami wkroczył do Hawany. Ogłosił się dowódcą sił zbrojnych. Wraz z bliskimi współpracownikami i członkami rodziny zamieszkał w apartamencie hotelu Hilton w Hawanie, gdzie utworzył własne biuro. Tam spotykał się z dziennikarzami, ministrami i zagranicznymi gośćmi. Mimo że nie otrzymał w rządzie tymczasowym żadnej funkcji, ze względu na jego popularność i kontrolę nad armią wywierał wielki wpływ na decyzje władz. Rząd wprowadził kampanię ukrócenia korupcji i walki z analfabetyzmem. Początkowo nie forsowano radykalnych propozycji. Próbując pozbyć się z administracji zwolenników Batisty, parlament zatwierdził usunięcie z urzędów wszystkich tych, którzy zostali wybrani w sfałszowanych wyborach w 1954 i 1958. Prezydent rządził na mocy dekretów, Urrutia wydał tymczasowy zakaz funkcjonowania partii politycznych, jednocześnie zapowiedział organizację pluralistycznych wyborów które jednak nigdy się nie odbyły. Sam Fidel rozpoczął spotkania z członkami Socjalistycznej Partii Ludowej, wierzył on, że posiadają oni intelektualne predyspozycje do utworzenia rewolucyjnego rządu. Mimo silnie lewicowych przekonań jego środowiska, sam wielokrotnie odmawiał określenia się jako komunista.
Pierwszy poważny kryzys polityczny po rewolucji dotyczył zakresu i skali represji wobec urzędników Batisty, którzy w okresie reżimu dopuścili się represji wobec cywili. Podczas tłumienia rewolucji wprowadzono prawo karne znane jako Ley de la Sierra (ustawa z Sierra). Na mocy ustaw rząd Batisty wprowadził masowe sankcje, obejmujące tortury i zabójstwa ludności cywilnej. Liczbę ofiar takich działań rządu ocenia się zwykle na około 20 000 osób. Kubańczycy po sukcesie Castro przeprowadzili fale samosądów na stronnikach obalonego rządu. Napięcie próbował załagodzić Castro, którego administracja pomogła ujść z życiem wielu byłym funkcjonariuszom, którym groziło widmo linczu z rąk najbardziej radykalnych Kubańczyków. Chociaż działania rządu zmierzające do ukarania sprawców zbrodni były powszechnie popierane w kraju, poza granicą, a w szczególności w prasie amerykańskiej, działania te spotkały się ze wzmożoną krytyką. Według amerykańskich gazet wiele procesów było nieuczciwych, a nowy rząd Kuby był bardziej zainteresowany zemstą niż sprawiedliwością. W odpowiedzi na zarzuty Castro ogłosił, że „rewolucyjna sprawiedliwość nie opiera się na zasadach prawnych, lecz na przekonaniu moralnym”. Pierwszy proces członków dawnej służby bezpieczeństwa odbył się na stadionie Pałacu Sportu w Hawanie. Proces oglądała publiczność w liczbie 17 tysięcy osób. Castro niekiedy interweniował w procesy sądowe, gdy grupa lotników oskarżonych o zbombardowanie wioski została uniewinniona przez sąd w Santiago de Cuba, przywódca rewolucji nakazał ponowne rozpoznanie sprawy, a w ponownym procesie lotnicy zostali uznani za winnych i skazani na dożywotnie więzienie. Sam Fidel deklarował, że celem rządu nie jest walka z niewinnymi ludźmi czy przeciwnikami politycznymi, lecz ukaranie zbrodniarzy. Historycy potwierdzają, że w styczniu 1959 roku kubańska opinia publiczna była w „nastroju linczu”, i wskazują badania, według których 93% społeczeństwa akceptowało wyroki trybunału.
W 1959 roku kubańscy rewolucjoniści wsparli haitańskich opozycjonistów walczących z reżimem François Duvaliera. Rebelianci wylądowali na wyspie, jednakże przegrali walki ze względu na poparcie Duvaliera przez Amerykanów.
Castro cieszący się uznaniem w całej Ameryce Łacińskiej, udał się do Wenezueli, gdzie wziął udział w pierwszej rocznicy obalenia dyktatora Marcosa Péreza Jiméneza. Spotkał się z prezydentem elektem Rómulo Betancourtem. Castro zaproponował nawiązanie bardziej kompleksowych relacji między dwoma narodami, bezskutecznie próbował zdobyć pożyczkę w wysokości 300 mln dolarów i uzyskać nowy kontrakt na wenezuelską ropę naftową. Po powrocie do domu wybuchł spór między Castro a starszymi członkami rządu. Rząd tymczasowy zakazał działania Loterii Narodowej, zamknął kasyna i domy publiczne, w wyniku czego tysiące kelnerów, krupierów i prostytutek stało się bezrobotnymi. Decyzja ta zirytowała Castro, a premier José Miró Cardona zrezygnował i udał się na emigrację do USA, organizując tam ruch antykastrowski.

### Jako premier

#### Konsolidacja przywództwa
Pierwszym państwem na świecie, które uznało nowy rząd (7 stycznia 1959) były Stany Zjednoczone. Castro, który został premierem 16 lutego tego samego roku, cieszył się również poparciem Kościoła katolickiego. Jednocześnie zwiększeniu uległy uprawnienia tego urzędu. 15 i 26 kwietnia Castro odwiedził USA. Prezydent USA Dwight Eisenhower unikając spotkania z Castro, wyręczył się wiceprezydentem, Richardem Nixonem, którego Castro znielubił już przy pierwszym spotkaniu. Następnie odwiedził Trynidad, Urugwaj, Argentynę, Brazylię i Kanadę. W Buenos Aires wziął udział w konferencji ekonomicznej, bezskutecznie zaproponował stworzenie nowego „planu Marshalla dla Ameryki Łacińskiej, na który to USA przeznaczyć miało hipotetycznie trzydzieści miliardów dolarów. 17 maja mianowany został prezesem Krajowego Instytutu Reformy Rolnej (Instituto Nacional de Reforma Agraria – INRA). Podpisał ustawę reformy rolnej, ograniczającą połacie ziemi na 993 akry (4,02 km²) na właściciela i zabraniającą wykupu gruntów przez zagraniczne przedsiębiorstwa. Duże przedsiębiorstwa rolne zostały rozdzielone; szacunkowo 200 tys. chłopów otrzymało tytuł własności ziemi. Część ziemi trafiała do komun prowadzonych przez samorządy. Dla Castro był to ważny krok, który przerwał kontrolę klasy ziemiańskiej nad rolnictwem. Reforma ta przysporzyła mu wielu zwolenników wśród klasy robotniczej, wyobcowała go natomiast w oczach wielu zwolenników z klasy średniej. Osobiście był zwolennikiem bardziej ograniczonej reformy i pragmatyzmu, przez co popadł w czasowy spór ze swoim radykalniejszym bratem, Raulem, który wraz z Che Guevarą rozdał ziemię chłopom bez ówczesnej zgody Fidela.
Mianowany został też prezesem Narodowej Branży Turystycznej. Podjął nieudaną próbę zachęcania turystów wywodzących się ze społeczności afroamerykańskiej, reklamując wyspę jako tropikalny raj wolny od dyskryminacji rasowej. Wdrożono zmiany wynagrodzeń państwowych; sędziowie i politycy spotkali się z obniżkami wynagrodzeń, podczas gdy pensje urzędników zostały podniesione. W marcu zlikwidował czynsze dla osób, które zarabiały mniej niż 100 dolarów miesięcznie. 12 czerwca 1959 roku wysłał Che na trzymiesięczne tournée po 14 państwach (Maroko, Sudan, Egipt, Syria, Pakistan, Indie, Sri Lanka, Birma, Tajlandia, Indonezja, Japonia, Jugosławia, Grecja) i miastach (Singapur oraz Hongkong). Guevara spędził 12 dni w Japonii (15–27 lipca), prowadząc negocjacje mające na celu zwiększenie stosunków handlowych tego państwa z Kubą. Chociaż nie chciał kategoryzować swojego rządu jako socjalistyczny i wielokrotnie dementował jakoby był komunistą, w swoim rządzie i w armii mianował wielu marksistów – szefem Banku Centralnego, a następnie ministrem przemysłu mianował Che Guevarę. Niezadowolony z takiego obrotu sytuacji, dowódca Sił Powietrznych Pedro Luis Díaz Lanz uciekł do USA. Choć prezydent Urrutia potępił dezercję Díaza, publicznie wyraził zaniepokojenie rosnącym wpływem marksizmu. W rezultacie Castro ogłosił swoją rezygnację z funkcji premiera i oskarżył Urrutia o „gorączkowy antykomunizm”. Ponad 500 tysięcy zwolenników Castro żądając rezygnacji Urrutia, otoczyło Pałac Prezydencki. Prezydent podał się do dymisji, a 23 lipca Castro powrócił na swój urząd. Nowym prezydentem mianował marksistę Osvaldo Dorticós Torrado.

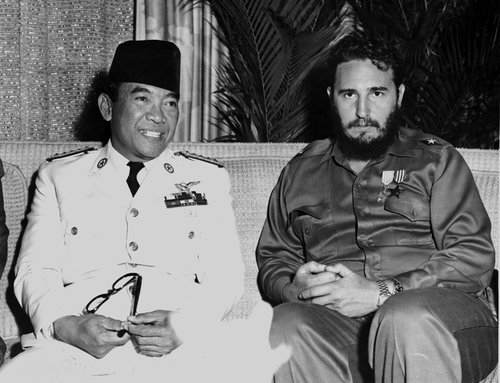
Castro i Sukarno, twórca niepodległej Indonezji

W kolejnych miesiącach rewolucyjny rząd rozbił przeciwników i aresztował setki kontrrewolucjonistów. Zbrojne grupy antykastrowskie, finansowane przez wygnańców, Centralną Agencję Wywiadowczą (CIA) i dominikański rząd Trujilo, podjęły się ataków zbrojnych i skonfigurowały partyzantkę w górskich regionach Kuby. Doprowadziło to do trwającej sześć lat rebelii w górach Escambray. Konserwatywni redaktorzy i dziennikarze wyrażali wrogość wobec rządu i zakłócali drukowanie prokastrowskich materiałów związków zawodowych, w rezultacie Castro zdecydował się na druk wyjaśnień związkowych, był to pierwszy krok do zaprowadzenia cenzury prasowej.
Do rozwoju „dialogu z ludźmi” używał radia i telewizji, zadawał pytania i podejmował prowokacyjne wypowiedzi. Jego rząd pozostał popularny wśród robotników, chłopów i studentów, którzy stanowili większość ludności kraju, opozycjoniści pochodzili głównie z klasy średniej; tysiące lekarzy, inżynierów i innych specjalistów wyemigrowało na Florydę w USA, powodując gospodarczy drenaż mózgów. Emigracja z Kuby, głównie do Miami oraz Meksyku, przebiegała falami. W pierwszym okresie jego rządów, z Kuby uciekali głównie amerykańscy kapitaliści, urzędnicy, wojskowi i inne osoby powiązane z reżimem Batisty. Następne fale emigracji tworzyły osoby, które rzeczywiście uciekały z Kuby z przyczyn represji, lub innych restrykcji politycznych, a także z przyczyn ekonomicznych.

#### Wsparcie ze strony Związku Radzieckiego i reformy
W latach 60. na nowo uwidoczniła się zimna wojna. Konflikt toczył się pomiędzy dwoma mocarstwami – USA wspieranym przez kraje kapitalistyczne i marksistowsko-leninowskim Związkiem Radzieckim. Pogardliwy wobec USA, Castro podzielał ideologiczne poglądy ZSRR i nawiązał stosunki z kilkoma marksistowsko-leninowskimi państwami. Spotkał się z radzieckim premierem Anastasem Mikojanem, zgodził się eksportować do ZSRR cukier, owoce i włókna w zamian za ropę naftową, nawozy, towary przemysłowe i wynoszącą 100 milionów dolarów pożyczkę. Nakazał kontrolowanej przez amerykańskie korporacje Shell, Esso i Standard Oil, rafinerii kraju, przetwarzać olej radziecki, rafineria odrzuciła ten pomysł pod presją rządu USA. Na odmowę ze strony przedsiębiorstwa, Castro odpowiedział wywłaszczeniem i nacjonalizacją rafinerii. W odwecie USA odwołały import cukru kubańskiego i sprowokowały nacjonalizację większości należących do USA aktywów na wyspie, w tym banków i cukrowni. Nacjonalizacja odbyła się za zbyt małym, zdaniem Amerykanów, odszkodowaniem. Jej celem była poprawa tragicznych w owych czasach warunków życia miejscowej ludności. Jak pisał w „Fidel: Portret krytyczny” Tad Schultz: Castro miał obsesję poprawy społecznych i ekonomicznych warunków życia na Kubie. Zaniepokojony reformami dyktator Dominikany Trujillo rozpoczął formowanie międzynarodowego „Antykomunistycznego Legionu Karaibskiego”, który składał się głównie ze zwolenników faszyzującej skrajnej prawicy z Niemiec, Chorwacji i Grecji.
Stosunki między Kubą i USA były dalej napięte po eksplozji francuskiego statku, Le Coubre, w Hawanie w marcu 1960 roku. Statek przewoził broń zakupioną od Belgii. Przyczyna zamachu nie została ustalona, Fidel Castro natychmiast oskarżył CIA o „akt terroryzmu”, pogrzeb ofiar wybuchu odbył się następnego dnia. W wybuchu zginęło co najmniej 76 osób, a rannych zostało kolejnych kilkaset. Swoje przemówienie zakończył okrzykiem „¡Patria o Muerte!” („Ojczyzna albo śmierć”), które było często wykorzystywane w kolejnych latach. Terroryzm, zamiast doprowadzić do zaniechania reformy rolnej, przyśpieszył ją. Aby wdrożyć ten plan, powstała nowa agencja rządowa, Narodowy Instytut Reform Rolnych (INRA). INRA szybko stał się najważniejszym organem zarządzającym w kraju, z Guevarą w charakterze ministra przemysłu. Pod prezesurą Guevary INRA utworzyła liczącą 100 tys. osób milicję mającą pomagać rządowi przy dystrybucji gruntów i przy zakładaniu spółdzielni produkcyjnych. Skonfiskowano 480 tys. akrów należących do korporacji amerykańskich.
Przed 1959 oficjalny wskaźnik alfabetyzacji dla Kuby wahał się między 60–76%. W rezultacie rząd kubański na żądanie Guevary obwołał 1961 „rokiem edukacji” i zmobilizował ponad 100 tys. wolontariuszy „brygad czytania i pisania”, które były wysyłane do wsi do budowy szkół, szkolenia nowych nauczycieli oraz nauczania ubogich chłopów czytania i pisania. W wyniku kampanii 707 212 dorosłych nauczono czytać i pisać, podnosząc krajowy wskaźnik alfabetyzacji do 96%. Dążono także do ustanowienia powszechnego dostępu do szkolnictwa wyższego. Rozpoczęto też programy budowy tanich mieszkań, powszechnego zatrudnienia dla wszystkich Kubańczyków i rozbudowano opiekę zdrowotną. Kubański system edukacji zaoferował program studiów z pracy, z połową czasu spędzoną w szkole a drugą połowę w działalności produkcyjnej. Ochrona zdrowia została upaństwowiona i rozszerzona, na całej wyspie otwarto szereg wiejskich i miejskich przychodni oferujących bezpłatną pomoc medyczną. Wdrożono powszechne szczepienia przeciwko chorobom wieku dziecięcego, śmiertelność niemowląt została drastycznie zmniejszona. Trzecim aspektem programów społecznych była budowa infrastruktury; w ciągu pierwszych sześciu miesięcy rządów Castro, na całej wyspie wybudowano 600 mil dróg, a 300 mln dolarów wydano na systemy wodne i sanitarne. Co miesiąc w przeciągu pierwszych lat administracji budowano ponad 800 nowych domów. Udało się zlikwidować bezrobocie i bezdomność, a dla dzieci otwarte zostały przedszkola i ośrodki opieki dziennej. Otwarto też szereg ośrodków dla osób niepełnosprawnych i starszych.

#### Konflikt z USA

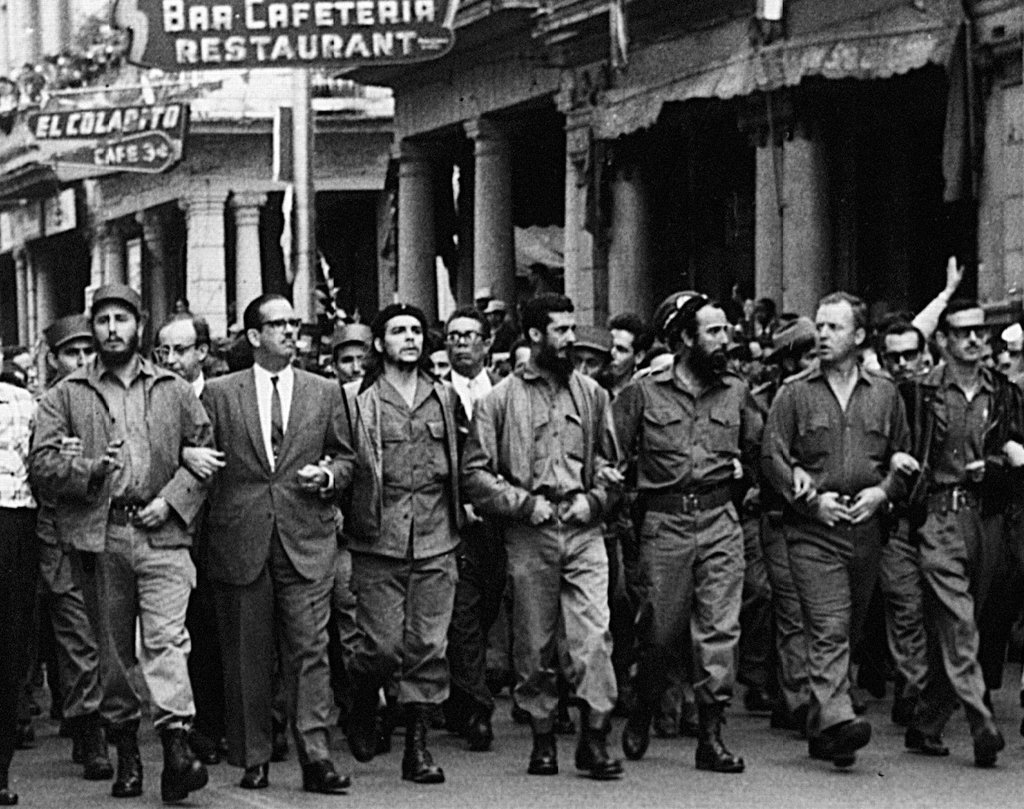
Castro i Guevara w marszu zorganizowanym po wybuchu belgijskiego statku wiozącego broń dla Kuby

Zainspirowani wcześniejszym sukcesem z zamachu stanu w Gwatemali z 1954 roku, Amerykanie rozpoczęli akcje przeciwko kubańskiemu rządowi. 17 marca Eisenhower potajemnie upoważnił do obalenia rządu Castro. Prezydent zapewnił na ten cel budżet 13 mln dolarów i pozwolił na ten cel sprzymierzyć się z mafią, która odniosła poważne straty na skutek zamknięcia mafijnych działalności na Kubie. 13 października USA wstrzymało większość eksportu do Kuby i zainicjowała embargo ekonomiczne. W odwecie, 14 października INRA przejęła kontrolę nad 383 prywatnymi firmami, a 25 października zajęła kolejne 166 amerykańskich firm działających na Kubie. 16 grudnia Amerykanie zlikwidowali kontyngent przewożący do USA kubański cukier, stanowiący podstawowy towar eksportowy tego kraju. We wrześniu 1960 Castro poleciał do Nowego Jorku na Zgromadzenie Ogólne Narodów Zjednoczonych. Urażony postawą Hotelu Shelburne goszczącego światową elitę, wraz z otoczeniem zamieszkał w tanim i zaniedbanym Hotelu Theresa w zubożałej dzielnicy miasta, Harlemie. Tam spotkał się z dziennikarzami i działaczami antyestablishmentu takimi jak Malcolm X. Spotkał się również z radzieckim przywódcą Nikitą Chruszczowem. Przywódcy w rozmowach wspólnie podkreślali ubóstwo obywateli USA w obszarach tj. Harlem. Castro opisał je jako miasto, w którym miejsce ma prześladowanie czarnych czy też ubogich Amerykanów. Relacje między Castro i Chruszczowem były przyjazne. Obydwoje w trakcie swoich przemówień na Zgromadzeniu wyprowadzili sobie oklaski. Chociaż Castro publicznie zaprzeczył, że jest socjalistą, Chruszczow poinformował swoje otoczenie, że Kubańczyk stanie się „światłem socjalizmu w Ameryce Łacińskiej”. Castro spotkał się z czterema innymi politykami, polskim I sekretarzem Władysławem Gomułką oraz przywódcą Bułgarii Todorem Żiwkowem i dwoma socjalistycznymi przywódcami – Gamalem Abdelem Nasserem z Egiptu i premierem Indii Jawaharlalem Nehru. W trakcie wieczornego spotkania powołał Komitet „Fair Play” wobec Kuby. Na spotkaniu założycielskim Komitetu obecni byli m.in. Allen Ginsberg, Langston Hughes, Charles Wright Mills i Isidor Feinstein Stone. Lokalne komitety „Fair Play” zostały założone na terytoriach Stanów Zjednoczonych oraz Kanady. Wśród pierwszych zwolenników Komitetu znalazły się znane osoby: William Appleman Williams, Norman Mailer, Allen Ginsberg i Lawrence Ferlinghetti, a także Amerykanie latynoskiego pochodzenia – Waldo Frank oraz Carleton Beals.

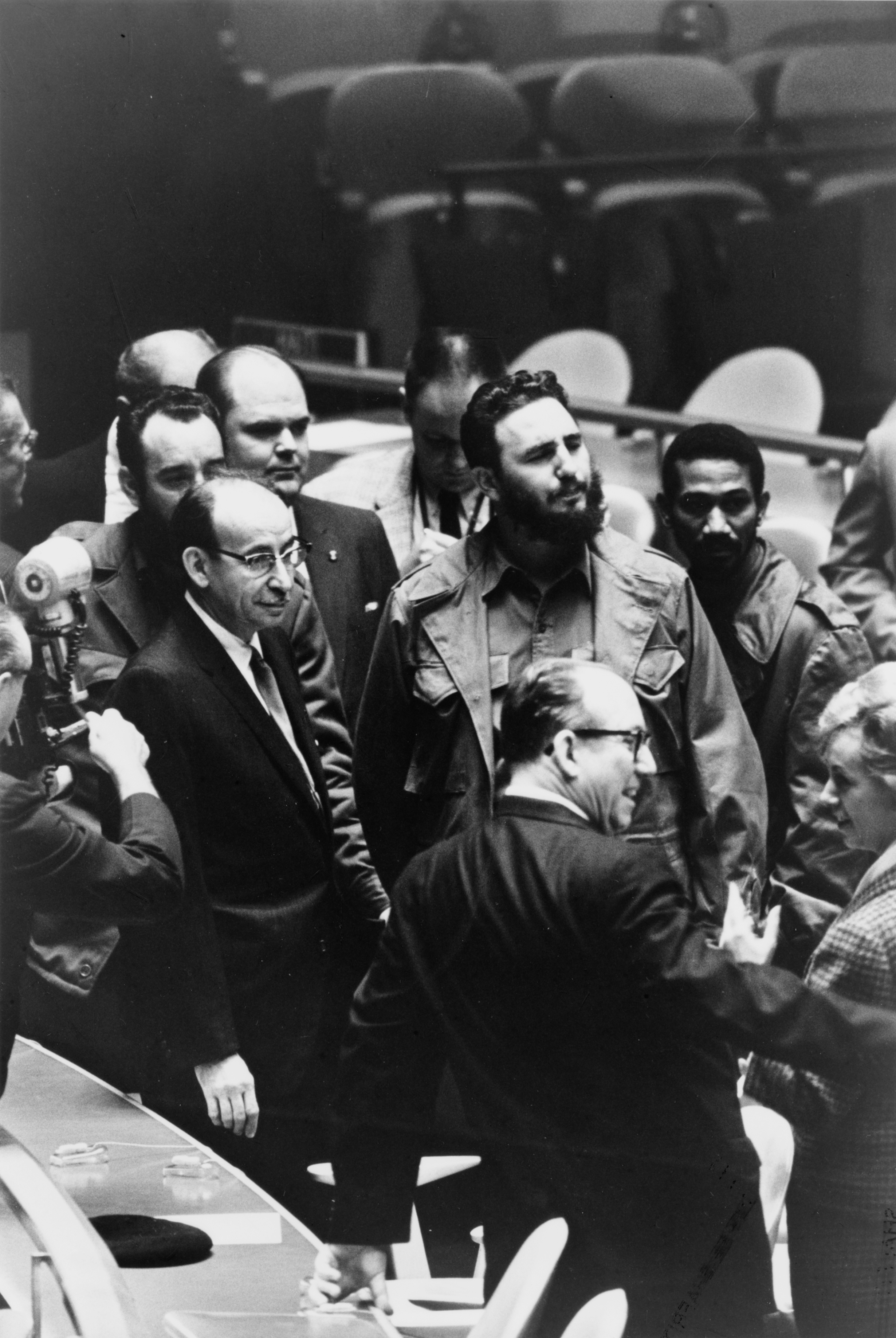
Fidel Castro w budynku Narodów Zjednoczonych w 1960

Na Kubę powrócił w dniu 28 września. Bojąc się zorganizowanego przez Amerykanów przewrotu (który miał już miejsce w 1959), wydał miliony dolarów na broń belgijską, radziecką i francuską. W ten sposób wybudował jedną z największych armii w Ameryce Łacińskiej. Na początku 1960 roku rząd podwoił wielkość kubańskich sił zbrojnych (planowano ustanowić armię największą w świecie latynoamerykańskim). W obawie przed elementami kontrrewolucyjnymi w armii, rząd stworzył milicję ludową i uzbrajał obywateli sprzyjających rewolucji. W technikach bojowych przeszkolonych zostało co najmniej 50 tys. zwolenników rewolucji. We wrześniu 1960 roku utworzył Komitety Obrony Rewolucji (CDR), ogólnokubańską organizację cywilną, która miała pozbyć się działalności kontrrewolucyjnej, a w razie inwazji mogłaby wspierać armię. CDR organizowała również kampanie zdrowotne i edukację oraz organizowała skargi publiczne. W działalność CDR zaangażowane było 80% mieszkańców kraju. Castro ogłosił nową administrację rządem realizującym zasady demokracji bezpośredniej. Jego zdaniem ludność w tym ustroju może uczestniczyć w masowych demonstracjach i wyrażać swoją demokratyczną wolę. W rezultacie, odrzucił potrzebę wyborów, twierdząc, że reprezentatywne systemy demokratyczne służą interesom elit społeczno-ekonomicznych. Krytycy potępili nowy system jako niedemokratyczny. Amerykański sekretarz stanu Christian Herter ogłosił, że Kuba przyjęła radziecki model rządów komunistycznych, z jednopartyjnym państwem, rządową kontrolą nad związkami zawodowymi, ograniczaniem swobód obywatelskich oraz brakiem wolności słowa i prasy.
W obliczu utraty komercyjnych połączeń z państwami zachodnimi, próbowano zastąpić je bliższymi stosunkami handlowymi z państwami bloku wschodniego, odwiedzając szereg państw socjalistycznych i podpisując umowy handlowe. Pod koniec 1960 roku Guevara odwiedził Czechosłowację, ZSRR, Koreańską Republikę Ludowo-Demokratyczną, Węgry i Niemiecką Republikę Demokratyczną. W dniu 17 grudnia 1960 roku podpisał kluczową umowę w Berlinie Wschodnim.

#### Inwazja w Zatoce Świń

##### Plany inwazji

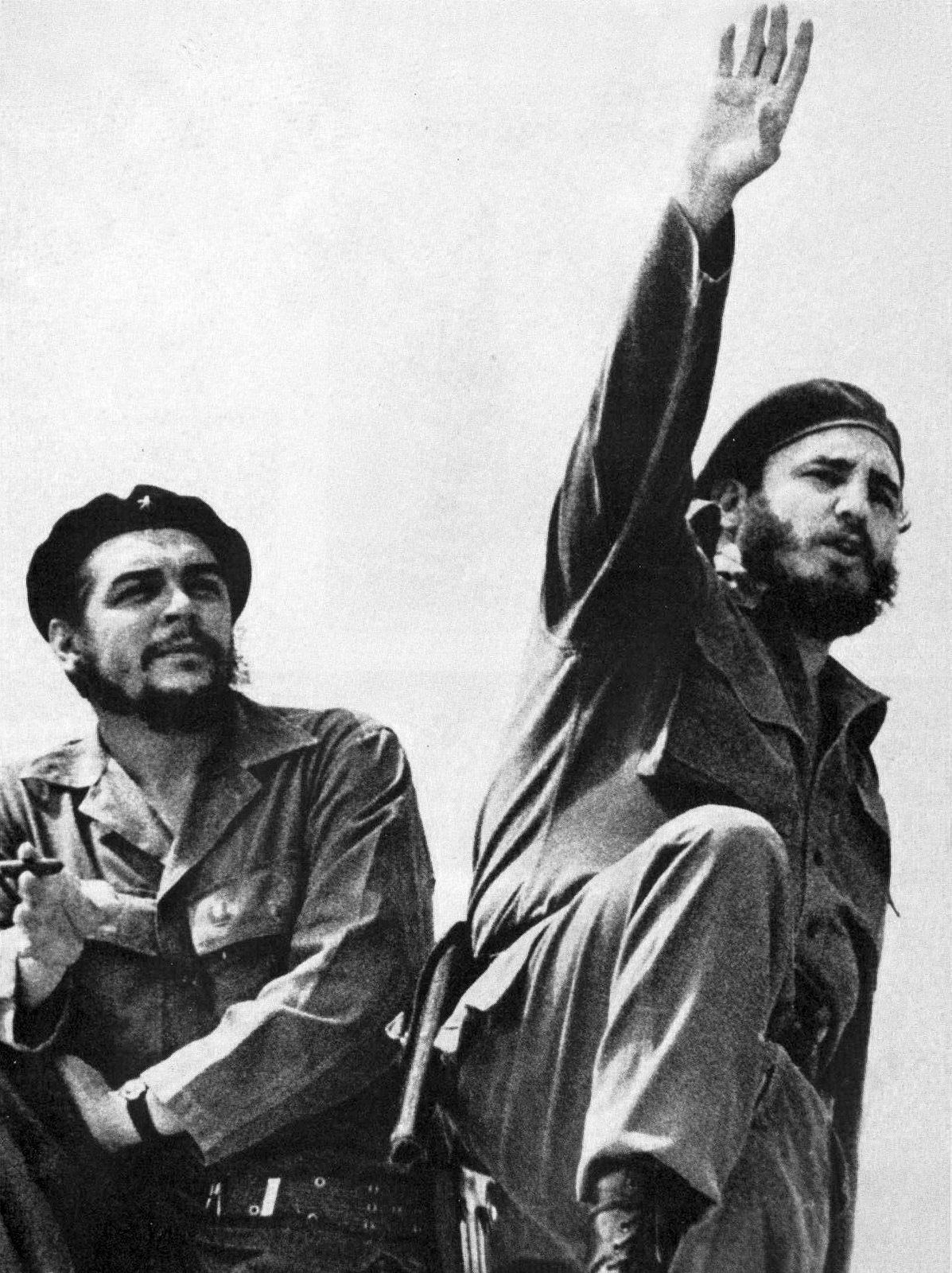
Che Guevara oraz Fidel Castro w 1961 roku

Rząd USA uważał, że rządy w stylu kastrowskim są największym zagrożeniem dla państw Ameryki Łacińskiej. Państwa te zmagały się wówczas z korupcją, plutokracją, biedą i feudalizmem, przez co narażone były na wzmożone wpływy rewolucyjne. Konflikt pomiędzy rządem Castro a Stanami Zjednoczonymi wywarł silny wpływ na kraje regionu. Jednym z celów dyplomacji USA było izolowanie Kuby na kontynencie oraz niedopuszczenie do podobnej rewolucji w innych częściach Ameryki Łacińskiej. Drugorzędnym celem była chęć zaangażowania Organizacji Państw Amerykańskich (OPA) w działania mające doprowadzić do upadku Castro. Państwa członkowskie OPA miały solidarnie zerwać stosunki dyplomatyczne i gospodarcze z Kubą. Działania te miały również na celu silniejsze zaangażowane OPA w zwalczanie komunizmu na półkuli zachodniej. Jednak brak wystarczającego poparcia ze strony OPA, która starała się nie zaogniać konfliktu (będąca pod presją Kuba mogłaby jeszcze bardziej zbliżyć się do ZSRR) oraz pogarszające się stosunki z Kubą wymusiły na Stanach Zjednoczonych podjęcie innych, bardziej radykalnych działań. W marcu 1961 roku CIA pomogła kubańskim imigrantom w Miami stworzyć Kubańską Radę Rewolucyjną (CRC), pod przewodnictwem José Miró Cardona, byłego premiera Kuby. Cardon został de facto przywódcą planowanego po obaleniu rządu Castro rządu tymczasowego. W kwietniu 1960 roku CIA zaczęła werbować kubańskich imigrantów w Miami. Do lipca 1960 roku treningi oraz szkolenie były prowadzone na wyspie Useppa, oraz w różnych innych obiektach leżących w południowej Florydzie. Specjalistyczne szkolenia odbywały się w Panamie. Przed inwazją, CIA wspierała i dostarczała broń różnorakim grupom partyzanckim w górach Escambray. Rebelianci nie zostali uwzględnieni w planach inwazji ze względu na obawy związane z bezpieczeństwem informacji. 3 kwietnia 1961 roku przeprowadzono zamach bombowy na koszary milicji w Bayamo, zginęło czterech milicjantów, a rannych zostało ośmiu; 6 kwietnia cukrownia Hershey w Matanzas została zniszczona w wyniku sabotażu. 14 kwietnia 1961 roku partyzanci walczyli z kubańskimi siłami rządowymi w pobliżu Las Cruces, kilku żołnierzy ze strony rządowej zginęło, a część została ranna.

##### Przygotowania przed odporem inwazji
W styczniu 1961 roku Castro nakazał ambasadorowi USA w Hawanie zmniejszenie liczby pracowników (która wynosiła 300), podejrzewając, że wielu prowadzi działalność szpiegowską. USA w odpowiedzi zakończyło stosunki dyplomatyczne z Kubą i zwiększyło finansowanie dla dysydentów antykastrowskich. Finansowani przez CIA bojownicy zaczęli atakować statki handlujące z Kubą i dokonały ataków bombowych na fabryki, sklepy i cukrownie. Zarówno Eisenhower, jak i jego następca John F. Kennedy wdrażali plan pomocy CIA dla dysydenckiej milicji, Kubańskiego Demokratycznego Frontu Rewolucyjnego. Prezydenci namawiali milicję do inwazji na Kubę i obalenia Castro. Plan spowodował organizację inwazji w Zatoce Świń w kwietniu 1961 roku. Rebelianci zbombardowali trzy kubańskie lotniska dzięki dostarczonym przez CIA B-26. USA ogłosiło, że sprawcy to kubańscy piloci sił powietrznych armii, którzy uciekli z kraju, Castro uznał to za dezinformację. Obawiając się inwazji, rząd nakazał aresztowanie osób podejrzanych o działania kontrrewolucyjne. Publicznie stwierdził „imperialiści nie mogą nam wybaczyć, że zrobiliśmy rewolucję socjalistyczną pod nosem”. Była to pierwsza zapowiedź ze strony Castro, jakoby jego rząd był socjalistyczny.
Kubański aparat bezpieczeństwa wiedział o nadchodzącej inwazji dzięki swoim tajnym sieciom wywiadowczym, rozmowom z członkami brygady oraz doniesieniom z amerykańskich i zagranicznych gazet. Rząd kubański został ostrzeżony przez dwóch starszych oficerów KGB, Osvaldo Cabrera Sáncheza i „Aragona”; pierwszy z nich zmarł gwałtownie przed, a drugi po inwazji. Ogół kubańskiego społeczeństwa nie był dobrze poinformowany o planowanym „powstaniu”, jedynym źródłem informacji dla Kubańczyków było finansowane przez CIA i nadające z wysepek Hondurasu Radio Swan. W maju 1960 roku prawie wszystkie środki komunikacji publicznej na Kubie były w rękach rządu.
Faktyczne kierownictwo nad obroną wyspy stało się przedmiotem sporu, choć większość źródeł powszechnie wskazuje Fidela jako zarządzającego centralnie z odległej Hawany. W ramach przygotowań do inwazji wyspę podzielono na trzy części, siłami na wschodzie wyspy dowodził Raul, na zachodzie Che Guevara, a w centrum mjr Juan Almeida. Sergio del Valle Jiménez był dyrektorem ds. operacji w Kwaterze Głównej w Hawanie. Orlando Rodriguez Puerta, poprzedni dowódca osobistej straży Fidela Castro, został jednym z dowódców kubańskich sił rządowych w prowincji Matanzas, działających bezpośrednio na północ od strefy walki. Doradcy wojskowi, wyszkoleni w ZSRR i przywiezieni na Kubę, pochodzili z krajów bloku wschodniego. Część z nich piastowała wysokie stanowiska w wojskach sowieckich w czasie II wojny światowej. Wśród radzieckiej misji wojskowej byli również weterani hiszpańskiej wojny domowej, tak zwani „Hiszpańscy sowieci”, którzy zamieszkiwali ZSRR przez długi czas. Wśród weteranów hiszpańskiej wojny domowej przebywających na Kubie najwyżsi rangą byli hiszpańscy komuniści Francisco Ciutat de Miguel, Enrique Lister i urodzony na Kubie Alberto Bayo. Ciutat de Miguel był znaczącym doradcą kubańskich sił w rejonach centralnych.

##### Przebieg inwazji i jej skutki
Oddziały CIA-Demokratycznego Frontu Rewolucyjnego liczyły 1400 osób i zgrupowane były w Brygadzie 2506 w Nikaragui. W nocy brygada wylądowała w Zatoce Świń i wdała się w strzelaninę z lokalnym oddziałem milicji rewolucyjnej. Castro nakazał kapitanowi José Ramónowi Fernándezowi rozpoczęcie kontrofensywy. Po zbombardowaniu statków sił inwazyjnych i szybkiemu wzniesieniu umocnień, Castro zmusił brygadę do kapitulacji już w dniu 20 kwietnia. 1189 uchwyconych rebeliantów było przesłuchiwanych przez zespół dziennikarzy, wydarzenie to było transmitowane na żywo przez telewizję. Castro osobiście przesłuchiwał ich w dniu 25 kwietnia. 14 z nich zostało osądzonych za zbrodnie popełnione przez rewolucję, reszta natomiast, w zamian za żywność i produkty medyczne o wartości 25 milionów dolarów, powróciła bezpiecznie do USA. Zwycięstwo Castro było potężnym symbolem w całej Ameryce Łacińskiej, ale również zwiększyło wewnętrzną opozycję przede wszystkim klasy średniej Kubańczyków, której wielu przedstawicieli zostało zatrzymanych w okresie przygotowań do inwazji. Chociaż większość z nich została zwolniona w ciągu kilku dni, wielu uciekło do USA, by zamieszkać później na Florydzie. Niemniej jednak popularność Castro po inwazji była największa od czasu rewolucji.
W ramach konsolidacji „socjalistycznej Kuby” Castro zjednoczył MR-26-7, Ludową Partię Socjalistyczną i Rewolucyjną w Dyrekcję w jedną partię rządzącą działającą na zasadzie leninowskiego centralizmu demokratycznego. Nowa organizacja nosiła nazwę Organizacji Integracji Rewolucyjnej (Organizaciones Revolucionarias Integradas – ORI), a w 1962 przemianowana została na Zjednoczoną Partię Rewolucji Socjalistycznej Kuby (PURSC). Mimo że ZSRR był niezdecydowany co do uznania socjalizmu Castro, pogłębiał on relacje z tym państwem. Wysłał do nauki na Uniwersytecie Łomonosowa w Moskwie swojego syna, Fidelito, a duża liczba radzieckich techników przybyła na wyspę. Castro otrzymał Międzynarodową Leninowską Nagrodę Pokoju przyznawaną przez radziecki rząd. W grudniu 1961 roku Castro przyznał, że od lat pozostaje marksistą-leninistą, a w swojej drugiej deklaracji, którą wygłosił w Hawanie, wezwał narody Ameryki Łacińskiej do wywoływania rewolucji. W odpowiedzi na to USA z powodzeniem namówiło Organizację Państw Amerykańskich do wydalenia z niej Kuby, w rezultacie czego Sowieci udzielili Castro prywatnej reprymendy za lekkomyślność, postawę Castro wsparli natomiast Chińczycy. Mimo ideologicznego pokrewieństwa z Chinami, w trakcie rozłamu sowiecko-chińskiego Kuba sprzymierzyła się z bogatszym ZSRR, który zaoferował wyspie pomoc gospodarczą i wojskową.
Partia rozpoczęła proces kształtowania Kuby wedle modelu radzieckiego, jako dewiantów społecznych uznano osoby tj. prostytutki i homoseksualiści (a Castro uznał tę drugą grupę za burżuazyjną). Przedstawiciele rządu opowiedzieli się jednak przeciwko jego homofobii, a wielu gejów służyło w Jednostkach Wojskowych do Pomocy Produkcyjnej (Unidades Militares de Ayuda la Productión – UMAP). Castro wziął odpowiedzialność za politykę częściowo nieprzychylną homoseksualistom i nazwał ją „wielką niesprawiedliwością”, za którą przeprosił w 2010 roku. Niemniej jednak kontakty homoseksualne zostały zalegalizowane na Kubie już w 1979 roku. W 1993 roku zrównano ze sobą wiek osób legalnie dopuszczających się kontaktów homo- i heteroseksualnych – wynosi on 16 lat. Od 1993 roku osoby deklarujące się jako homoseksualne mogły wstępować do Komunistycznej Partii Kuby. Gospodarka Kuby ucierpiała na skutek inwazji i embarga handlowego. Po protestach w Cárdenas rząd zmuszony został do racjonowania części produktów. Raporty rządowe wykazały, że lojalni wobec Moskwy „starzy komuniści”, tj. Aníbal Escalante i Blas Roca Calderio z PSP nie są przez Kubańczyków darzeni poparciem, w marcu 1962 Castro usunął więc z rządu najwybitniejszych „starych komunistów”, oskarżając ich o „sekciarstwo”. Na poziomie osobistym, Castro pozostawał coraz bardziej samotny, a jego stosunki z Guevarą stały się napięte, gdy Che stawał się z czasem coraz bardziej antyradziecki i prochiński.

#### Dalsze próby odsunięcia Castro od władzy

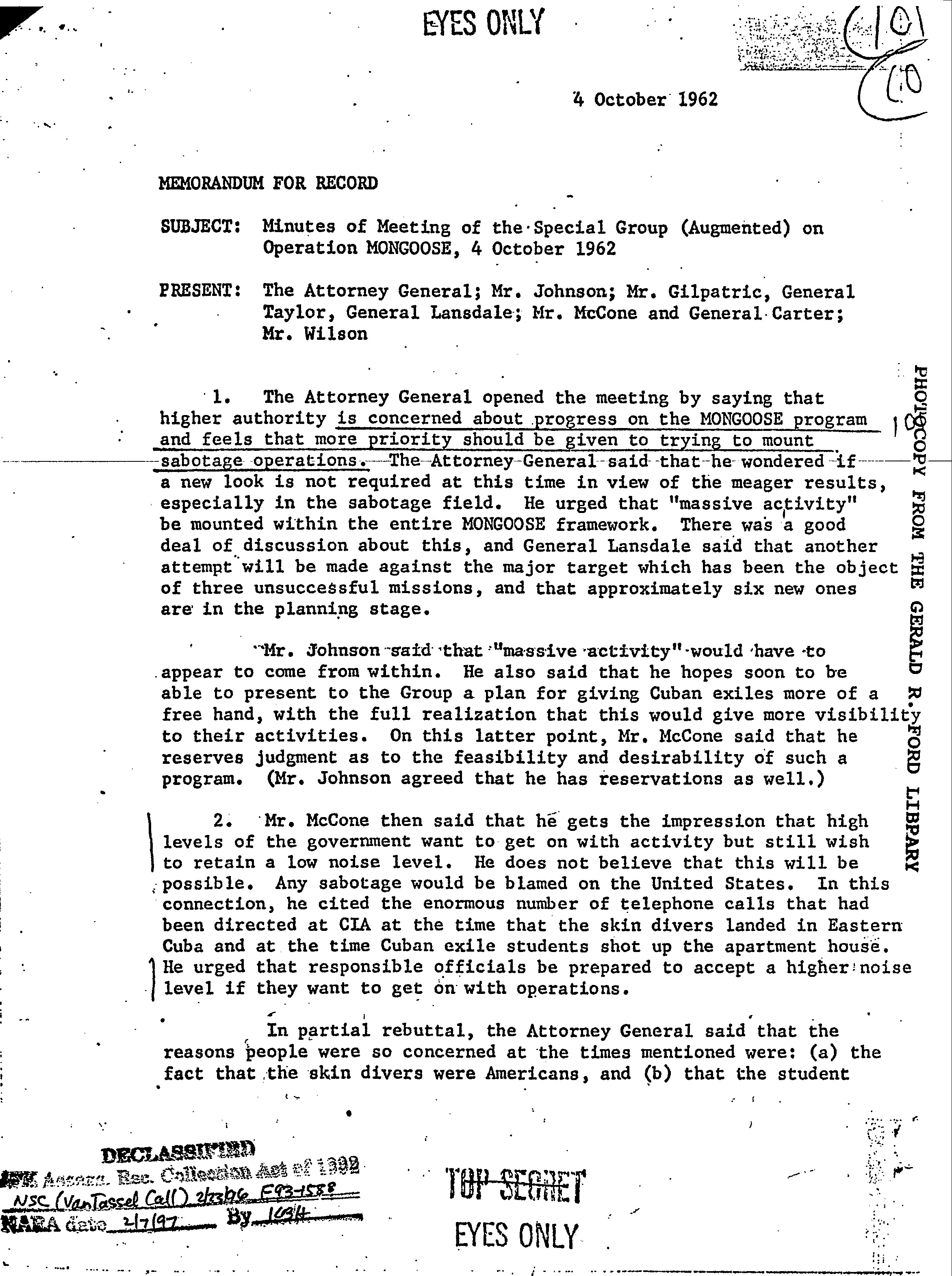
Pierwsza strona z raportu spotkania operacji Mongoose

W efekcie operacji Castro umocnił swoją władzę, a USA skompromitowało się na arenie międzynarodowej. Od tamtej pory Stany Zjednoczone nie przeprowadziły operacji wojskowej przeciwko Kubie na podobną skalę. Amerykanie skupili się na próbach zamachów na życie Castro. Zorganizowano ich kilkadziesiąt, przeprowadzano również akcje terrorystyczne przeciwko ludności cywilnej (operacja „Mangusta”). Program był kierowany przez Edwarda Lansdale z Departamentu Obrony i Williama King Harveya z CIA. Lansdale został wybrany ze względu na swoje sukcesy w zwalczaniu bojówek komunistycznych na Filipinach oraz doświadczenie w utrzymaniu reżimu Ngô Đình Diệm w Wietnamie. Samuel Halpern był organizatorem oraz koordynatorem działań CIA, Armii amerykańskiej, Departamentu Handlu, Skarbu oraz wielu innych instytucji rządowych.
W 1962 r. operacja Northwoods została zaaprobowana przez przewodniczącego Kolegium Połączonych Szefów Sztabów i przedstawiona sekretarzowi obrony Robertowi McNamarze do zatwierdzenia. Plan zakładał przeprowadzenie tajnych operacji pod fałszywą flagą w celu uzasadnienia interwencji na Kubie. Wśród działań mających zapewnić poparcie dla interwencji były prawdziwe, jak i symulowane ataki, rzekomo przeprowadzone przez rząd kubański. Prawdziwe lub pozorowane zamachy wymierzone w kubańskich uchodźców, amerykańskie cele militarne, samolot cywilny. Jeden z wariantów planu proponował rozpętanie kampanii terroru kubańskiego na obszarze Miami, innych miast Florydy, a nawet w samym Waszyngtonie. Operacja CIA miała bazę w Miami (JMWAVE), wśród innych działań, prowadziła również współpracę z lokalną mafią podczas przygotowań do zamachu; William Harvey był jednym z funkcjonariuszy, którzy bezpośrednio zajmowali się sprawą Johna Rosellego (byłego adiutanta Ala Capone).
Powstało wiele indywidualnych planów zamachu na Castro opracowanych przez CIA. Wśród nich były m.in. dyskredytacja w oczach opinii publicznej poprzez skażenie odzieży talem, który spowodowałby wyłysienie dyktatora i utratę słynnej brody; spryskanie studia telewizyjnego środkiem halucynogennym przed wystąpieniem telewizyjnym; nasączenie palonych przez niego cygar substancją powodującą czasowe rozkojarzenie i podanie ich przed wystąpieniem publicznym; zabójstwo poprzez zatrucie jadem kiełbasianym ulubionych cygar Castro, umieszczenie ładunków wybuchowych w butlach służących do nurkowania oraz wiele innych.
Wobec słabości amerykańskiej agentury na Kubie, CIA zwróciło się o pomoc do mafii. W październiku 1961 r. ogólnikowo przedstawiony plan zabicia Castro przy pomocy mafii zaaprobował dyrektor CIA. Sprawy zamachu nie konsultowano jednak w obrębie Komitetu Bezpieczeństwa Narodowego lub Grupy Specjalnej. Realizacją planu zajął się James O’Connell, szef Biura Zaopatrzenia CIA i były współpracownik FBI. Wynajął on prywatnego detektywa i również byłego pracownika FBI Roberta A. Maheu, który skontaktował się z Johnym Rosellim, dawnym właścicielem kasyna w Hawanie. Roselli nawiązał za pośrednictwem szefa mafii w Chicago – Momo Salvatore Giancana kontakt z byłym szefem syndykatu w Hawanie – Santosem Trafficante. Ludzie ci zgodzili się na zaproponowaną im zapłatę w wysokości 150 tys. dol. i w styczniu 1962 r. spreparowane przez CIA pigułki, zawierające jad kiełbasiany, zostały wysłane do zamachowca mającego otruć Fidela Castro. Nie zdołano jednak tego zrobić, ponieważ według wyjaśnień Roselliego pierwszy z zabójców stracił pracę i tym samym dostęp do Castro, a w drugim przypadku w kwietniu 1962 r. przywódca kubański przestał odwiedzać restaurację, w której planowano go otruć. Cała sprawa zaczęła się kojarzyć O’Conellemu z komedią, gdy FBI doniosła, że Giacanta opowiadał przyjaciołom o swoim zleceniu, a ryzyko dalszych przecieków oraz możliwość szantażu stały się całkiem realne. Później pojawiły się podejrzenia, że ludzie mafii mogli oszukać CIA. Sugerowano nawet, iż Trafficante był informatorem opłacanym przez rząd kubański.

#### Kryzys kubański

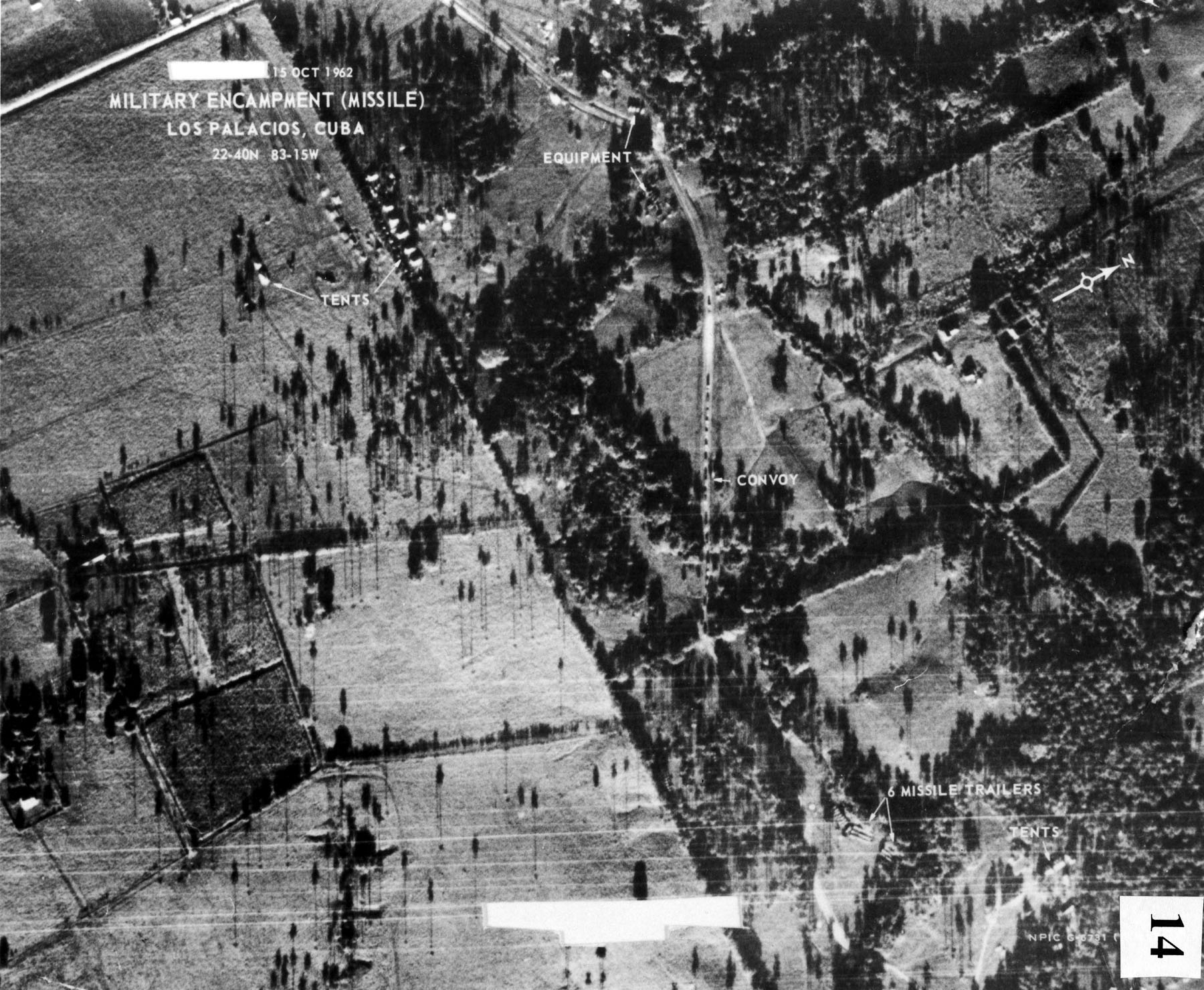
Zdjęcie urządzeń rakietowych na Kubie, wykonane z pokładu U-2 14 października 1962

W obliczu militarnej przewagi NATO, Chruszczow chciał zainstalować na Kubie radzieckie rakiety jądrowe R-12 MRBM. Castro zgodził się na to wierząc, że zagwarantuje to bezpieczeństwo Kuby i przysłuży się sprawie socjalizmu. Decyzję tę podjęto w tajemnicy, wiedzieli o niej tylko bracia Castro, Guevara, Dorticós i szef ochrony Ramiro Valdes. W październiku 1962 roku doszło do kryzysu kubańskiego, związanego z odkryciem przez CIA konstrukcji, które mogły służyć Sowietom do rozmieszczenia na Kubie rakiet balistycznych. Castro stwierdził, że pociski były potrzebne tylko i wyłącznie do obrony kraju. Castro wezwał ZSRR do ataku nuklearnego na USA na wypadek ataku na Kubę, Chruszczow w desperacki sposób unikał jednak wojny atomowej. Castro opuścił negocjacje, w trakcie których Chruszczow zgodził się na usunięcie rakiet w zamian za zobowiązanie USA, że nie dokonają one więcej ataku na Kubę a rząd tego państwa wycofa swoje MRBM z Turcji i Włoch. Castro czuł się zdradzony przez Chruszczowa i wkrótce zachorował. Stworzył pięciopunktowy plan, w którym zażądał od USA zakończenia embarga, wycofania się z bazy marynarki wojennej w Guantanamo, zaprzestania wspierania dysydentów i rezygnacji z naruszeń kubańskiej przestrzeni powietrznej i wód terytorialnych. Swoje żądania przedstawił pochodzącemu z Birmy sekretarzowi generalnemu ONZ U Thantowi, USA zignorowała je, a sam Castro odmówił wprowadzenia na Kubę zespołu inspekcyjnego ONZ.
W kwietniu 1963 odwiedził ZSRR na osobiste zaproszenie Chruszczowa. Odwiedził tam 14 miast, a na Placu Czerwonym w Moskwie podziwiał paradę z okazji Święta Pracy. W trakcie wizyty przyznano mu Order Lenina i doktorat honorowy Uniwersytetu Moskiewskiego. Na Kubę powrócił z nowymi pomysłami. Zainspirowany sukcesem radzieckiej gazety „Prawda”, połączył dzienniki pisma „Hoy” i „Revolucion” tworząc nowy dziennik, „Granma”. Nadzorował duże inwestycje w dziedzinie sportu, które doprowadziły do zwiększenia międzynarodowej reputacji sportowej Kuby. Rząd tymczasowo zezwolił na emigrację (poza mężczyznami w wieku od 15 do 26 lat), tym samym pozbywając się tysięcy przeciwników. W 1963 zmarła matka Castro. Był to ostatni raz, gdy jego życie prywatne było opisywane w prasie kubańskiej. W 1964 przyjechał do Moskwy, oficjalnie w celu podpisania nowej pięcioletniej umowy handlu cukrem, ale także, aby omówić konsekwencje zamachu na Johna F. Kennedy’ego. W październiku 1966 partia została oficjalnie przemianowana na Kubańską Partię Komunistyczną z Komitetem Centralnym na czele.
Po zamachu na Kennedy’ego światowy rozgłos zyskał Komitet Fair Play wobec Kuby. Było to spowodowane działalnością w jego szeregach Lee Harveya Oswalda w Nowym Orleanie, który został oskarżony o zabójstwo prezydenta. Jak prawie wszystko, co jest związane z zabójstwem Kennedy’ego, Komitet „Fair Play” wobec Kuby stał się przedmiotem wielu spekulacji.
Komitet był podejrzany o współpracę z ZSRR, mając na celu wsparcie dla amerykańskich komunistów. Paradoksalnie, był blisko związany z trockistowską Socjalistyczną Partią Robotniczą USA. Pod koniec działalności, Komitet był podejrzewany o znaczną lub całkowitą kontrolę ze strony FBI lub innych amerykańskich agencji rządowych. Marionetkowa organizacja miała służyć identyfikacji komunistów oraz ich sympatyków (Część ulotek FPCC Oswalda miała nadruki z adresem „544 Camp Street”. Był to ten sam budynek, w którym swoje biuro miał Guy Banister, ex-agent FBI, zaangażowany w działalność kontrwywiadowczą). W 2002 roku, w swojej książce The Kennedy Conspiracy (2002), Anthony Summers stwierdził, że dokumenty wskazują, że agenci CIA, jak i FBI przeniknęli do FPCC. Zacytował oficera CIA: „Zrobiliśmy wszystko co mogliśmy by to się nie udało – wymazać... spenetrować, myślę że Oswald mógł brać udział w próbie penetracji”.

#### Wzmożona współpraca zagraniczna i finansowanie ruchów wyzwoleńczych (1962-68)
Mimo sowieckich obaw, Castro nadal wzywał do globalnej rewolucji i finansował lewicowych bojowników. Poparł „projekt andyjski” Che Guevary, nieudany plan budowy ruchów partyzanckich w górach Boliwii, Peru i Argentyny, i pozwalał na trenowanie grup rewolucyjnych z całego świata na Kubie. W tej liczbie znalazły się m.in. Vietcong i Czarne Pantery. Uznał, że zachodnia Afryka dojrzała do przeprowadzenia rewolucji. W trakcie wojny marokańsko-algierskiej (wojna piaskowa), wysłał żołnierzy i medyków na pomoc socjalistycznemu rządowi Algierii na czele z Ahmedem Ben Bellą. Zawiązał sojusz z rządem Alphonse Massamba-Débata w Kongo-Brazzaville, a w 1965 zezwolił na podróż do Kongo-Kinszasy, Che Guevary który trenował tam rewolucjonistów walczących z prozachodnim reżimem. Z Kubańczykami współpracę nawiązali też przedstawiciele ruchu niepodległościowego Mozambiku, FRELIMO w zamian za co uzyskali oni wsparcie ze strony Castro. Castro udzielił wsparcia szeregowi innych organizacji narodowowyzwoleńczych m.in. Frontowi Wyzwolenia Erytrei (do czasu puczu z 1974), Ludowemu Ruchowi Wyzwolenia Angoli czy PAIGC.

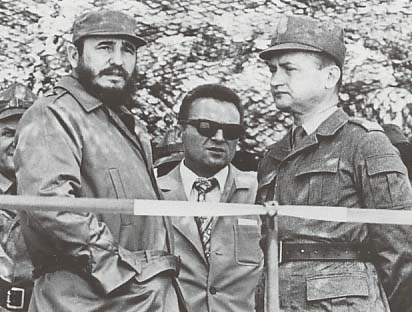
Fidel Castro i Wojciech Jaruzelski

W 1966 zorganizował w Hawanie Konferencję Trójkontynentalną Afryki, Azji i Ameryki Łacińskiej. Działania te pozwoliły zostać Castro znaczącym graczem światowej sceny politycznej. Konferencja dała też początek Organizacji Solidarności Ameryki Łacińskiej (OLAS) której liderem pozostawała Hawana. Celem organizacji było wspieranie ruchów rewolucyjnych w Ameryce Łacińskiej. Rosnąca rola Castro na światowej scenie spowodowała jego napięte relacje z Sowietami znajdującymi się pod kierownictwem Leonida Breżniewa. Castro odmówił podpisania traktatu o nierozprzestrzenianiu broni jądrowej, twierdząc, że motywuje to chęcią utrzymania niepodległości Kuby i oświadczył, że USA i ZSRR próbują zdominować Trzeci Świat. Zwolennik współpracy z ZSRR, Aníbal Escalante rozpoczął organizowanie sieci opozycji antyrządowej, w styczniu 1968 on i jego zwolennicy zostali aresztowani za przekazywanie tajemnic państwowych do Moskwy. Castro ostatecznie ustąpił presji Breżniewa i w sierpniu 1968 roku potępił Praską Wiosnę i pochwalił inwazję bloku wschodniego na Czechosłowację. Fidel, jak i minister spraw zagranicznych, Raul Roa, osobiście byli zwolennikami demokratyzacji Czechosłowacji. Decyzja ta została podyktowana radziecką groźbą odcięcia ropy naftowej dla Kuby. Dalej potajemnie prowadzono na Kubie rozmowy z Chińczykami na temat utworzenia opozycyjnego względem ZSRR bloku. Pod wpływem chińskiej kampanii Wielkiego skoku naprzód, Castro ogłosił Wielką Ofensywę Rewolucyjną w wyniku której zamknięto pozostałe w rękach prywatnych sklepy i firmy oraz potępił ich właścicieli jako kapitalistycznych kontrrewolucjonistów. W maju 1967 roku doszło do pogorszenia stosunków z Wenezuelą. Doszło wówczas do incydentu w Machurucuto gdzie wenezuelska Gwardia Narodowa i wojsko starły się z 12-osobowym oddziałem Kubańczyków i przeszkolonymi przez nich wenezuelskimi rebeliantami.

#### Sytuacja po 10-leciu rewolucji

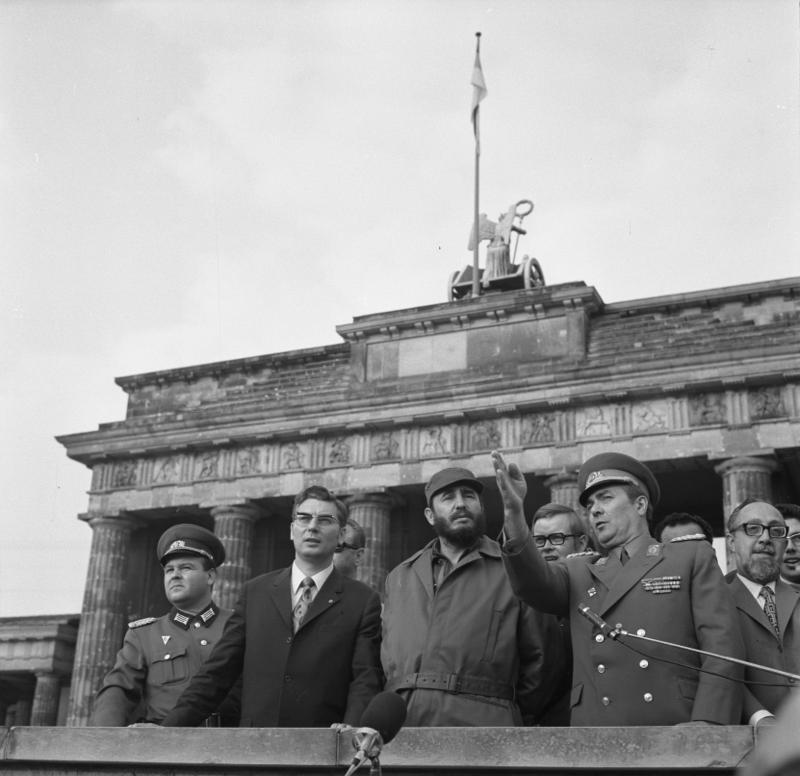
Castro i członkowie wschodnioniemieckiego biura politycznego

W styczniu 1969 roku, na Placu Rewolucji Castro publicznie świętował dziesiątą rocznicę rewolucji. Zwrócił się do zgromadzonych tłumów, czy będą tolerować zmniejszone racje cukru, co odzwierciedlało problemy gospodarcze kraju. Większość upraw cukru była wysyłana do ZSRR, ale w 1969 uprawy zostały poważnie uszkodzone przez huragan. Rząd przełożył czas wolny od pracy z okazji Nowego Roku 1969-70 na inny termin. Miało to na celu wydłużenie zbiorów. Castro publicznie zaoferował swoją dymisję, jednak zgromadzony tłum odrzucił ten pomysł. Pomimo problemów gospodarczych Kuby, wiele reform społecznych Castro nadal było popularnych. Szczególnie cenione były „osiągnięcia rewolucji” w dziedzinach edukacji, opieki medycznej i budowy dróg, jak również polityka rządu zmierzająca do ustanowienia „demokracji bezpośredniej”. Kuba zwróciła się o pomoc gospodarczą do Sowietów. W latach 1970–1972 do kraju przybywali ekonomiści z ZSRR którzy pomogli zaplanować i zorganizować kubańską gospodarkę. Na potrzeby współpracy założono Kubańsko-Radziecką Komisję Współpracy Gospodarczej, Naukowej i Technologicznej, a w 1971 roku wyspę odwiedził radziecki premier Aleksiej Kosygin. W lipcu 1972 roku, Kuba dołączyła do Rady Wzajemnej Pomocy Gospodarczej (RWPG) – organizacji gospodarczej państw socjalistycznych. Mimo poprawy sytuacji gospodarczej dalej ograniczona była produkcja rolna kraju.
W maju 1970 roku, terroryści z grupy Alpha 66 operujący z Florydy, zatopili dwie kubańskie łodzie rybackie i pojmali ich załogi. W zamian zażądali oni uwolnienia więzionych na Kubie członków Alpha 66. Pod naciskiem USA, zakładnicy zostali uwolnieni a Castro powitał ich jako bohaterów. W kwietniu 1971 został potępiony przez wiele światowych mediów za aresztowanie dysydenckiego poety Herberto Padilla. Gdy poeta zachorował, został odwiedzony w szpitalu przez Castro, a następnie zwolniony po tym, gdy przyznał się do stawianych mu zarzutów. Wkrótce potem rząd utworzył Krajową Radę Kultury w ramach której intelektualiści i artyści wspierali administrację rządową. W 1971 roku odwiedził rządzone przez centrolewicową koalicję Chile. W kraju spędził trzy tygodnie. Castro popierał socjalistyczne reformy prezydenta Salvadora Allende. W trakcie pobytu w Chile wygłaszał przemówienia i udzielał konferencji prasowych. Podejrzewając istnienie w chilijskiej armii silnych elementów prawicowych, radził Allende aby oczyścił struktury armii zanim dokonają one zamachu stanu. Castro miał rację a Allende który nie posłuchał się jego rad został obalony w wyniku wojskowego puczu z 1973 roku. Mimo że sam Allende zaprosił do kraju Castro a oni sami wcześniej utrzymywali przyjazne kontakty, Castro prywatnie wyrażał jednak niezadowolenie i sceptycyzm wobec pokojowych rządów Allende, niemniej jednak Kuba i Chile nawiązały szerszą współpracę. Po 1973 roku wojskowa prawica po zamachu ustanowiła w Chile juntę wojskową. Udał się też do Afryki Zachodniej, gdzie spotkał się z socjalistycznym prezydentem Gwinei, Ahmedem Sékou Touré. W trakcie swojego przemówienia poinformował tłum Gwinejczyków o tym, że Touré jest największym z przywódców Afryki. Następnie udał się na trwającą siedem tygodni trasę, w trakcie której odwiedził swoich sojuszników w Afryce i Eurazji. Odwiedził on Algierię, Bułgarię, Węgry, Polskę, NRD, Czechosłowację i Związek Radziecki. W każdej z podróży chętnie spotykał się ze zwykłymi ludźmi, odwiedzał fabryki i gospodarstwa czy rozmawiał i żartował z obywatelami. Choć publicznie bardzo popierał te rządy, prywatnie wzywał je, aby w większym stopniu pomagały ruchom rewolucyjnym w innych częściach świata, zwłaszcza w czasie wojny wietnamskiej.
We wrześniu 1973 roku trafił do Algieru, gdzie wziął udział w czwartym szczycie Ruchu Państw Niezaangażowanych. Różni członkowie Ruchu byli krytyczni wobec obecności Castro, twierdząc, że popierająca blok sowiecki Kuba nie powinna być dopuszczona do udziału w tej konferencji. Kontrowersje wzbudziło również to, że w swoim przemówienie pochwalił ZSRR i stwierdził, że kraj ten nie jest imperialistyczny. Gdy w październiku 1973 między Izraelem a koalicją arabską kierowaną przez Egipt i Syrię wybuchła wojna Jom Kipur, jego rząd wysłał 4000 żołnierzy mających nie dopuścić do wtargnięcia sił izraelskich na terytorium Syrii. W 1974, Kuba zerwała stosunki z Izraelem ze względu na coraz bliższe stosunki tego państwa ze Stanami Zjednoczonymi i złe traktowanie Palestyńczyków w trakcie ciągłego konfliktu izraelsko-palestyńskiego. Decyzja ta przyniosła mu szacunek liderów całego świata arabskiego, a w szczególności przywódcy Libii, Mu’ammara al-Kaddafiego, który stał się jego przyjacielem i sojusznikiem. Castro udzielił też pomocy tworzącym się w Iraku służbom specjalnym, a także osobiście zaprzyjaźnił się z jego przywódcą, Saddamem Husajnem. W 1974 roku, Kuba doświadczyła boomu gospodarczego, było to przede wszystkim związane z wysokimi cenami cukru na światowych rynkach, ale także pod wpływem ustalenia nowych punktów handlowych Kuby z Kanadą, Argentyną i częścią państw Europy Zachodniej. Wiele państw Ameryki Łacińskiej zaczęło działać na rzecz ponownego dopuszczenia Kuby do Organizacji Państw Amerykańskich, pomysły te jednak zarzucono w 1975 roku na skutek opinii amerykańskiego polityka Henry’ego Kissingera. W trakcie pierwszego Kongresu Narodowego Komunistycznej Partii Kuby oficjalnie ogłoszono Kubę państwem socjalistycznym. Kongres przyjął nową konstytucję opartą na modelu radzieckim, zniesiono stanowiska prezydenta i premiera. Castro objął przewodnictwo w nowo utworzonych Radzie Państwa i Radzie Ministrów, co uczyniło go jednocześnie głową państwa i szefem rządu. Od końca lat 60., a w szczególności w latach 70. do początków 80. udzielał azylu politycznego Afroamerykańskim działaczom ruchu praw obywatelskich. Wśród nich znaleźli się m.in. Nehanda Abiodu, William Lee Brent, Eldridge Cleaver, Lorenzo Kom’boa Ervin, Huey P. Newton i Assata Shakur.

### Jako przewodniczący Rady Państwa

#### Zagraniczne wojny i prezesura w Radzie Państwa

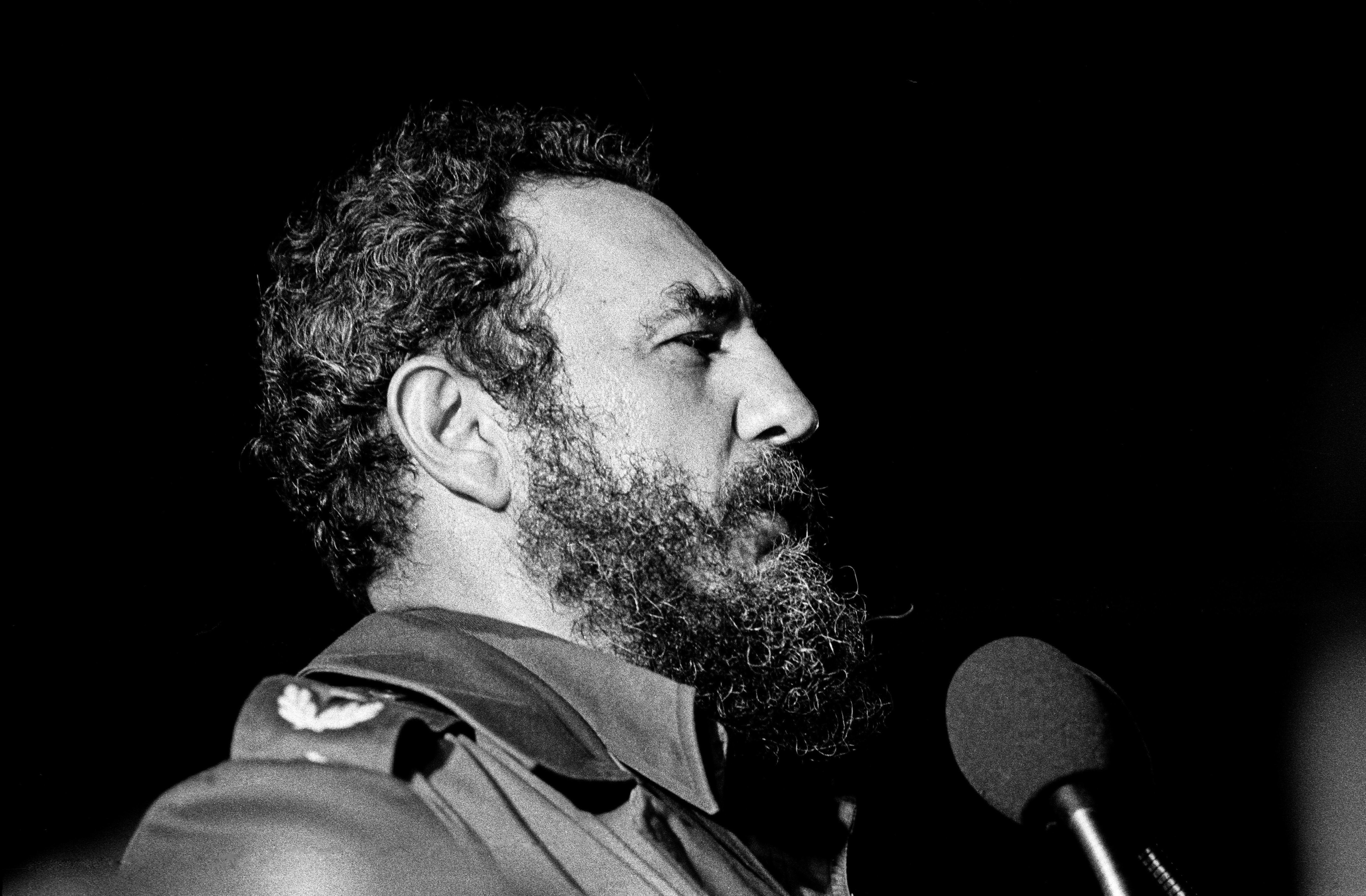
Castro w 1978 r.

Afrykę uważał za „najsłabsze ogniwo w imperialistycznym łańcuchu”. W listopadzie 1975 roku wysłał do Afryki Południowej 230 doradców wojskowych którzy wspomogli lewicowy Ludowy Ruch Wyzwolenia Angoli – Partię Pracy w trwającej w Angoli wojnie domowej. Gdy USA i Republika Południowej Afryki zwiększyły swoje poparcie dla opozycyjnych angolskich organizacji; Narodowy Front Wyzwolenia Angoli i UNITA, Castro wysłał do tego kraju 18 tysięcy żołnierzy którzy odegrali ważną rolę w konflikcie i zmusili wojska RPA do odwrotu. Castro osobiście odwiedził Angolę gdzie spotkał się z prezydentem Agostinho Neto, a także z prezydentem Gwinei Sékou Touré i prezydentem Luísem Cabralem z Gwinei Bissau. W trakcie spotkania zobowiązał się wspierać lewicowy rząd Mozambiku w wojnie domowej przeciwko rebeliantom z RENAMO. W lutym odwiedził Algierię i Libię, w Libii spędził z Kadafim dziesięć dni. Następnie rozpoczął rozmowy z marksistowskim rządem Południowego Jemenu (Ludowo-Demokratyczna Republika Jemenu). Następnie udał się do Somalii, Tanzanii, Mozambiku i Angoli, gdzie przez tłumy witany był jako bohater w walce z panującym w RPA rasistowskim ustrojem zwanym jako apartheid.
Gdy w 1977 roku wybuchła wojna w Ogadenie (atak Somalii na Etiopię), choć somalijski prezydent Mohammed Siad Barre był dotychczasowym sojusznikiem Kuby, Castro ostrzegł go przed takimi ekspansjonistycznymi działaniami i w rezultacie poparł marksistowski rząd Etiopii na czele z Mengystu Hajle Marjamem. Castro wysłał do Etiopii wojska pod dowództwem generała Arnaldo Ochoa. Gdy Mengistu zmusił Somalijczyków do odwrotu, następnie przystąpił do tłumienia wystąpień Erytrejskiego Ludowego Frontu Wyzwolenia, Castro wycofał wówczas poparcie dla Etiopii i odmówił wsparcia w tłumieniu rebelii wywołanej przez te narodowowyzwoleńcze ugrupowanie. Rozszerzył też wsparcie dla ruchów rewolucyjnych w Ameryce Łacińskiej. Udzielił wsparcia sandinistom walczącym z prawicowym i proamerykańskim reżimem Anastasio Somoza Debayle. Rewolucja okazała się sukcesem, a w lipcu 1979 sandiniści obalili Somozę. Po udaremnionym w 1978 roku zamachu stanu na Wyspach Świętego Tomasza i Książęcej, posłał do tego kraju doradców politycznych, wojskowych i gospodarczych. Krytycy Castro oskarżają rząd, że poprzez udział w przedsięwzięciach wojskowych przyczynił się do śmierci szacunkowo 14 tysięcy Kubańczyków którzy zginęli w misjach zagranicznych (według danych antykastrowskiej Carthage Foundation założonej przez Centrum dla Wolnej Kuby).
W 1979 roku w Hawanie odbyła się Konferencja Ruchu Państw Niezaangażowanych, na której został on wybrany przewodniczącym Ruchu. Na stanowisku pozostał nieprzerwanie aż do roku 1982. W charakterze zarówno przywódcy Kuby, jak i przewodniczącego Ruchu pojawił się na Zgromadzeniu Ogólnym Narodów Zjednoczonych w październiku 1979 roku i wygłosił przemówienie na temat różnic pomiędzy światem bogatych i biednych. Jego przemówienie zostało powitane z wielkim aplauzem ze strony innych światowych przywódców. Castro znalazł się jednak w kłopotliwej sytuacji po tym, gdy Zgromadzenie Ogólne ONZ potępiło radziecką interwencję w Afganistanie. Relacje Kuby z całą Ameryką Północną poprawiły się za rządów prezydenta Meksyku Luisa Echevvería, premiera Kanady, Pierre Trudeau i prezydenta USA, Jimmy’ego Cartera. Carter nadal krytykował nadużycia praw człowieka na Kubie, ale traktował Kubę z lepszym podejściem dzięki czemu zyskał on sobie szacunek Castro. Biorąc pod uwagę szczerość Cartera, Castro uwolnił niektórych więźniów politycznych i pozwolił kubańskim wygnańcom na odwiedzanie krewnych na wyspie. Castro miał nadzieję, że Carter odpowie na te zmiany zniesieniem embarga gospodarczego i zatrzyma wsparcie CIA dla bojowników dysydenckich.

#### Reagan i Gorbaczow (1980–1989)
W latach 80. gospodarka Kuby ponownie znalazła się w tarapatach, miało to miejsce po spadkach rynkowych cen cukru i zdziesiątkowaniu zbiorów w 1979 roku. Potrzebując pieniędzy Kuba rozpoczęła nieoficjalny handel sprzętem elektronicznym z USA prowadzony poprzez Panamę. Relacje z USA nie poprawiały się a rząd wykorzystał emigrację do USA w celu pozbycia się z kraju kryminalistów czy osób zaburzonych psychicznie. W 1981 roku prezydentem USA został Ronald Reagan, który przyjął wobec Castro mocno agresywną politykę. W 1981 roku Castro oskarżył USA o prowadzenie wojny biologicznej przeciwko Kubie. W 1982 roku rząd amerykański wpisał Kubę na listę państw sponsorujących terroryzm. Amerykanie decyzję o wpisaniu Kuby na listę argumentowali rzekomym wsparciem rządu kubańskiego dla baskijskiej organizacji separatystycznej ETA i kolumbijskiej partyzantki FARC.
Mimo pogardy względem prawicowej junty wojskowej Argentyny, Castro wsparł ją w trakcie wojny o Falklandy, którą to państwo stoczyło z Wielką Brytanią w 1982 roku, Kuba zaoferowała też Argentyńczykom pomoc wojskową. Poparł lewicowy New Jewel Movement, który przejął władzę w Grenadzie w 1979 roku, wysłał do tego kraju lekarzy, nauczycieli oraz techników pracujących przy pomocy w rozwoju kraju. Osobiście zaprzyjaźnił się z prezydentem Grenady, Maurice’em Bishopem. Gdy Bishop został zamordowany w wyniku zamachu stanu przeprowadzonego przez twardogłowego i proradzieckiego, Bernarda Coarda, Castro potępił jego zabójstwo, jednak w bardziej ostrożny sposób kontynuował wspieranie rządu Grenady. USA wykorzystało zamach jako podstawę do inwazji na wyspę. Castro wysłał Grenadzie na pomoc własnych żołnierzy, potępił inwazję i porównał USA do nazistowskich Niemiec. Obawiając się inwazji USA na Nikaraguę wysłał Ochoę do trenowania wojsk sandinistów w taktyce partyzanckiej, ale otrzymał w tym niewielkie wsparcie ze strony ZSRR. W latach 80. wspierał salwadorski Front Wyzwolenia Narodowego im. Farabunda Martíego toczący wojnę domową z rządzącą juntą oraz Jedność Narodowo-Rewolucyjną toczącą wojnę z rządem w Gwatemali.
W 1985 roku sekretarzem generalnym KPZR został Michaił Gorbaczow. Gorbaczow realizował reformy zmierzające do zwiększenia wolności prasy (głasnost) i decentralizacji gospodarczej (pieriestrojka) w celu wzmocnienia socjalizmu. Podobnie jak wielu ortodoksyjnych krytyków marksistowskich Castro obawiał się, że reformy osłabią państwo socjalistyczne i pozwolą na odzyskanie nad nim kontroli przez elementy kapitalistyczne. Gorbaczow przyznał później, że spełnił wymagania USA, aby zmniejszyć wsparcie dla Kuby co było przyczyną pogarszających się relacji radziecko-kubańskich. Kiedy Gorbaczow odwiedził Kubę w kwietniu 1989 roku, poinformował Castro, że pieriestrojka oznacza kres dotacji dla wyspy. Castro zignorował zaproszenia do liberalizacji według wzorcu radzieckiego. W 1989 roku sąd, pomimo wezwań o złagodzenie kary, skazał na śmierć kilku wyższych oficerów wojskowych w tym Ochoę i Tony’ego de la Guardię którzy oskarżeni byli o współudział w korupcji i przemyt kokainy. W październiku 1985 roku za namową lekarza zrezygnował z palenia cygar, decyzja ta uznana była za przykład do naśladowania przez część Kubańczyków.
Z pasją zainteresował się problemem zadłużenia Trzeciego Świata, zauważał, że Trzeci Świat nigdy nie ucieknie od długów zaciągniętych w bankach światowych i w rządach Pierwszego Świata. W roku 1985 Hawana była gospodarzem pięciu międzynarodowych konferencji poświęconych problemowi długów na świecie. W listopadzie 1987 roku, spędzał dużo więcej czasu w pochłoniętej wojną domową Angoli. Wojska lewicowego rządu były zmuszane do odwrotu. Prezydent tego kraju José Eduardo dos Santos z powodzeniem zaapelował o przysłanie do kraju większej liczby kubańskich żołnierzy. Sam Castro przyznał później, że poświęcił wówczas więcej czasu Angoli niż Kubie, gdyż wierzył, że zwycięstwo Santosa doprowadzi do upadku apartheidu. Gorbaczow wezwał do wynegocjowania zakończenia konfliktu, a w 1988 roku zorganizował rozmowy czterostronne między ZSRR, USA, Kubą i RPA; mocarstwa zgodziły się aby wszystkie obce wojska wycofały się z Angoli. Castro był rozgniewany podejściem Gorbaczowa, wierząc, że na rzecz odprężenia relacji z USA odstępuje on od wspierania ubogich narodów świata.
W Europie Wschodniej rządy komunistyczne upadły w wyniku kapitalistycznych reform w latach 1989–1991. Wielu zachodnich obserwatorów oczekiwało podobnego przebiegu sytuacji na Kubie. Coraz bardziej odizolowana Kuba pomimo osobistej niechęci Castro do przywódcy tego kraju, nawiązała lepsze relacje z prawicowym rządem Panamy na czele z Manuelem Noriegą (będącym wcześniej sojusznikiem USA). Noriega został jednak obalony w wyniku amerykańskiej inwazji z grudnia 1989 roku. W lutym 1990 roku, sojusznicy Castro w Nikaragui, prezydent Daniel Ortega i sandiniści zostali pokonani w wyborach przez finansowaną przez USA Narodową Unię Opozycyjną. Wraz z upadkiem bloku wschodniego, USA zdobyła większość głosów w Komisji Praw Człowieka ONZ w Genewie, w Szwajcarii do uchwalenia rezolucji potępiającej łamanie praw człowieka na Kubie. Kuba stwierdziła, że jest to przejaw hegemonii USA na świecie i odmówiła delegacji śledczej ONZ wjazdu do kraju.

#### Okres specjalny

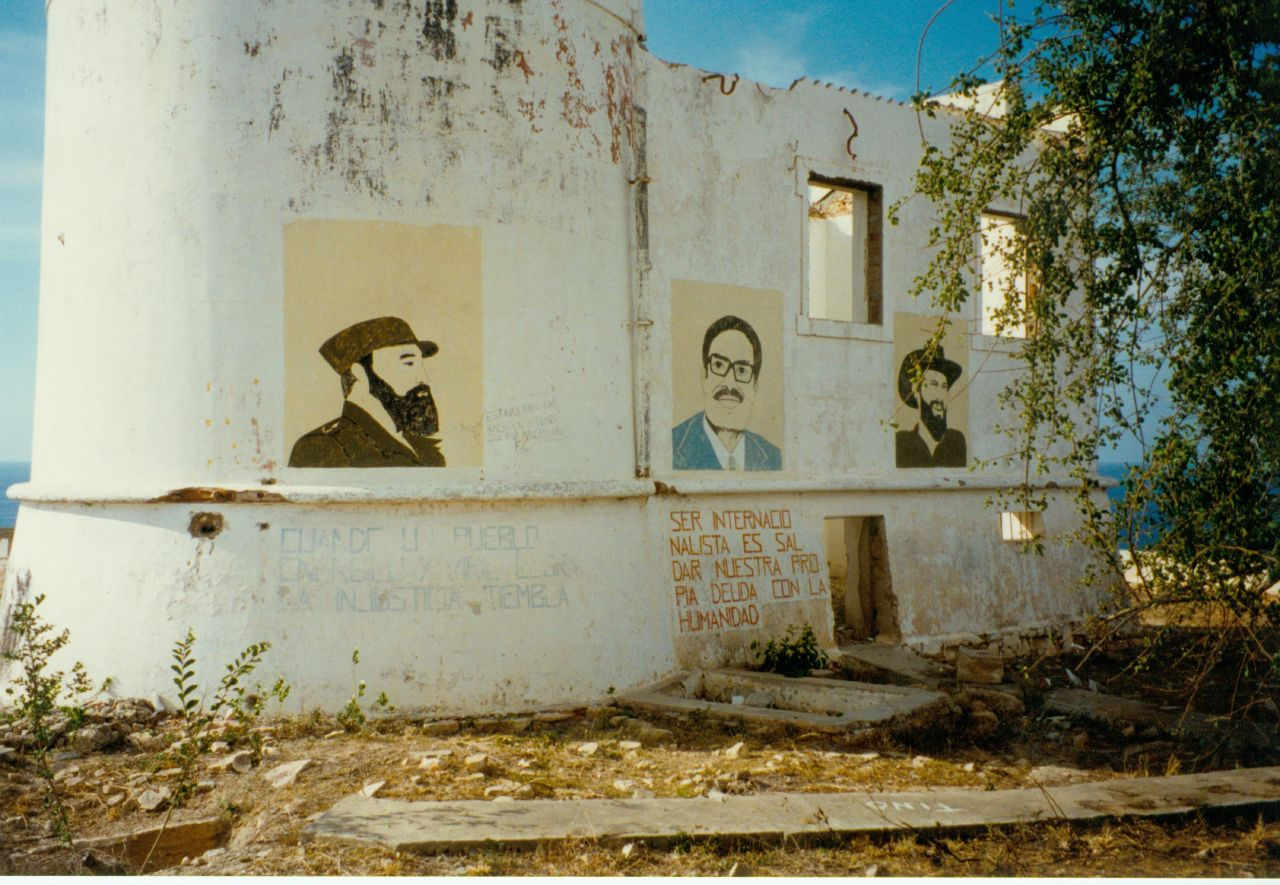
Podobizna Castro w Angoli

Upadek ZSRR zakończył etap korzystnego handlu z blokiem wschodnim, Castro publicznie oświadczył, że Kuba weszła w „specjalny okres w czasie pokoju”. Racje benzynowe zostały znacznie zmniejszone, a wiele fabryk wykonujących mniej istotne zadania zamknięto. Castro planował odwołać się do hodowli na wyłącznie własne potrzeby. Przewodniczący miał nadzieję na przywrócenie w ZSRR marksizmu-leninizmu, na co szansą był pucz moskiewski z sierpnia 1991 roku. Związek Radziecki oficjalnie rozpadł się, gdy Borys Jelcyn zniósł Komunistyczną Partię Związku Radzieckiego i wprowadził w kraju kapitalistyczną demokrację wielopartyjną. Jelcyn pogardzał Castro i rozwinął kontakty z bazującą w Miami Kubańsko-Amerykańską Fundacją Narodową. W obliczu rozpadu ZSRR, próbował polepszyć stosunki z krajami kapitalistycznymi. Witał na wyspie zachodnich polityków i inwestorów, zaprzyjaźnił się z hiszpańskim politykiem prawicy Manuelem Fraga Iribarne i zainteresował się polityką Margaret Thatcher w Wielkiej Brytanii, uważał, że kubański socjalizm mógłby nauczyć się od thatcheryzmu inicjatywy osobistej i spowodować wprowadzenie niskich podatków. Rząd Kuby zaprzestał wspierania zagranicznych bojowników, a sam Fidel Castro powstrzymał się od chwalenia FARC. W trakcie wizyty w Kolumbii w 1994 roku wezwał do wynegocjowania pokoju, a w 1995 roku opowiedział się za rozmowami między meksykańskim rządem a zapatystami. Od początku lat 90. na scenie światowej przedstawiał się jako polityk umiarkowany.
W 1991 roku Hawana została gospodarzem Igrzysk panamerykańskich. Przed igrzyskami, rząd zaangażował się w budowę stadionów i zakwaterowań dla sportowców. Castro przyznał, że igrzyska były drogie w organizacji jednakże były dużym sukcesem Kuby. Zagraniczni dziennikarze spotykali się regularnie z tłumami skandującymi „Fidel! Fidel!”. Kuba jako pierwsze państwo Ameryki Łacińskiej było w stanie pokonać USA jeśli chodzi o szczyt tabeli złotych medali. Wsparcie dla Castro pozostało silne jednakże wybuchały małe demonstracje antyrządowe opozycji. Jednocześnie opozycja odrzuciła postulaty zbrojnego powstania antyrządowego które były wysuwane zza granicy. W sierpniu 1994 roku doszło do najpoważniejszej demonstracji przeciw Castro w historii, od 200 do 300 młodych mężczyzn zaczęło rzucać kamieniami w policję, domagając się możliwości wyjazdu do Miami. Grupa została stłamszona przez większy tłum zwolenników Castro. Do zwolenników dołączył sam Castro, który poinformował dziennikarzy, że mężczyźni byli osobami nastawionymi antyspołecznie i zostali wprowadzeni w błąd przez amerykańskie media. Protesty zostały rozproszone bez odnotowania obrażeń. W obawie, że grupy opozycyjne zaatakują rząd, zorganizował strategię obrony o nazwie „wojna wszystkich ludzi” w której zaplanował zakrojoną kampanię wojny partyzanckiej, a bezrobotni otrzymali zadanie budowy sieci bunkrów i tuneli.
Uznał potrzebę reform, które miały pozwolić kubańskiemu socjalizmowi przetrwać w świecie zdominowanym przez kapitalistyczny wolny rynek. W październiku 1991 w Santiago odbył się IV Zjazd Komunistycznej Partii. Na Zjeździe ogłoszono szereg istotnych zmian w rządzie. Castro ustąpił ze stanowiska szefa rządu i został zastąpiony przez znacznie młodszego Carlosa Lage’a Davilę, sam pozostał szefem partii komunistycznej i dowódcą naczelnym sił zbrojnych. Wielu starszych członków rządu znalazło się na emeryturze, zostali oni zastąpieni przez młodszych kolegów. Zaproponowano dużą liczbę zmian gospodarczych, które następnie zostały poddane referendum. Zalegalizowano część działalności prywatnej, w tym drobne przedsiębiorstwa i rynki rolnicze, czym starano się pobudzić wzrost gospodarczy, prawnym środkiem płatniczym został dolar. Pewne ograniczenia emigracji zostały złagodzone, dzięki czemu najbardziej niezadowoleni obywatele przenieśli się do Stanów Zjednoczonych. Dalsza demokratyzacja została zaproponowana poprzez członków Zgromadzenia Narodowego wybieranych bezpośrednio przez obywateli, a nie jak dotychczas za pośrednictwem zespołów miejskich i wojewódzkich. Castro wdał się w debatę pomiędzy zwolennikami i przeciwnikami reform, z czasem zaczął coraz bardziej sympatyzować z ich przeciwnikami, argumentując to tym, że takie reformy muszą być przeprowadzane w wolniejszym tempie. Po 1994 roku inwestorzy z Europy, Kanady, Meksyku i Chin, a nawet z USA, obchodzili zakazy nakładane przez rząd USA i robili interesy na Kubie za pośrednictwem firm z Izraela.
Rząd postawił na turystykę i biotechnologię. W 1995 roku turystyka jako podstawowe źródło dochodów wyprzedziła dominujący w kraju przemysł cukrowniczy. Do kraju przyjeżdżało tysiące meksykańskich i hiszpańskich turystów, doprowadziło to do pewnego zwiększenia prostytucji, która w ramach liberalizacji politycznej nie była już zwalczana, choć oficjalnie pozostała nielegalna. Trudności gospodarcze z początku dziesięciolecia skłoniły wielu Kubańczyków do zwrócenia się w stronę religii, zarówno katolicyzmu, jak i synkretycznego wyznania Santeria. Mimo że Castro od dawna uważał wiarę za przejaw wstecznictwa, złagodził podejście do Kościoła i instytucji religijnych. Przeprowadził liberalizację w tej dziedzinie i po raz pierwszy dopuścił do przyłączenia się wiernych różnych kościołów do partii komunistycznej. Chociaż uważał Kościół katolicki za instytucję zacofaną i prokapitalistyczną, w styczniu 1998 roku zezwolił na wizytę na Kubie papieża Jana Pawła II. Wizyta doprowadziła do jednoczesnego umocnienia pozycji zarówno Kościoła na Kubie, jak i rządu Castro.
Na początku lat 90. prowadził ekologiczną kampanię skierowaną przeciwko marnotrawieniu zasobów naturalnych oraz globalnemu ociepleniu. O bycie podstawowym zagrożeniem dla światowej ekologii oskarżał USA. Ekologiczna polityka jego rządu była bardzo skuteczna. Do 2006 roku Kuba była jedynym państwem na świecie którego ślad ekologiczny wynosił mniej niż 1,8 gha na mieszkańca, a wskaźnik rozwoju społecznego w 2007 roku wynosił 0,8. Równocześnie stał się zwolennikiem ruchu antyglobalistycznego. Krytykował globalną hegemonię USA i nadmierną kontrolę w rękach międzynarodowych korporacji. Utrzymywał poglądy antyapartheidowskie, na uroczystościach 26 lipca 1991 roku spotkał się z działaczem demokratycznym z RPA, Nelsonem Mandelą, który niedawno został zwolniony z więzienia. Mandela pochwalił zaangażowanie Kuby w zwalczaniu wpływów apartheidowskiego RPA w Angoli i osobiście podziękował Castro. W 1994 roku uczestniczył w inauguracji Mandeli na prezydenta RPA. W 2001 roku uczestniczył w Konferencji Przeciwko Rasizmowi w RPA, na którym wykładał na temat globalnego rozprzestrzeniania stereotypów rasowych poprzez amerykańskie filmy. Osobiście uważał, że reformy okresu specjalnego nie mają nic wspólnego z neoliberalizmem i kapitalizmem. Według niego w świecie rządzonym przez te ideologie Kuba pozostała socjalistyczna, a zasad i celów tej ideologii będzie bronić do ostatniego atomu.

#### Różowa fala (2000–2006)

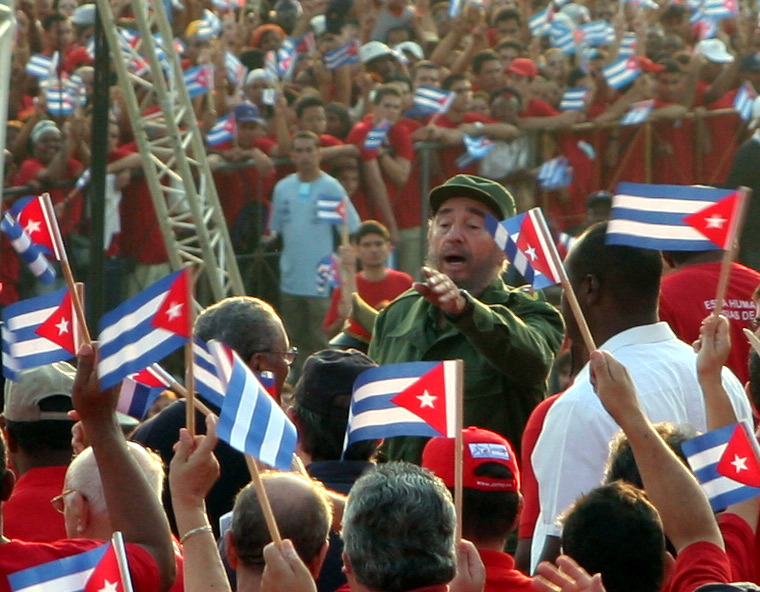
Fidel Castro w tłumie zwolenników 1 maja 2005 roku

Powszechne sukcesy latynoskich kandydatów lewicy w XXI wieku zyskały miano „różowej fali”. Wewnątrz lewicy Ameryki Południowej i Środkowej istniały wewnętrzne podziały i trendy. Współpracownikami Kuby stali się Evo Morales z Boliwii i jego Ruch na rzecz Socjalizmu (Morales wygrał w 2005 roku wybory prezydenckie) oraz Rafael Correa z Ekwadoru i jego Sojusz PAIS (wygrał wybory w 2006 roku). Evo Morales nazwał go „dziadkiem wszystkich rewolucjonistów w Ameryce Łacińskiej”. W 2007 roku wybory w Nikaragui wygrał socjalista Daniel Ortega i jego Sandinistowski Front Wyzwolenia Narodowego. W 2008 roku Kubańska Partia Komunistyczna poparła wenezuelskie plany utworzenia V Międzynarodówki. 21 listopada 2009 roku w Caracas odbyło się Pierwsze Międzynarodowe Spotkanie Partii Lewicowych.
Poszerzył współpracę z prawicowymi rządami regionu. Kuba od lat 90. uczestniczyła w roli mediatora między lewicową partyzantką a rządem Kolumbii. W grudniu 2005 roku Ejército de Liberación Nacional i kolumbijski rząd rozpoczęli rundę rozmów w Hawanie. W rozmowach uczestniczyli dowódcy militarni ELN; Antonio García, jak również Francisco Galán i Ramiro Vargas. Rozmowy były efektem trzech miesięcy wcześniejszych konsultacji z różnymi sektorami społeczeństwa kolumbijskiego poprzez „Dom Pokoju” (Casa de Paz). W charakterze obserwatorów do rozmów dołączyli reprezentanci Norwegii, Hiszpanii i Szwajcarii. Rozmowy zakończyły się 22 grudnia i obie strony zgodziły się na ponowne spotkanie w styczniu 2006 roku. Jedynym państwem regionu, z którym relacje zostały pogorszone, była rządzona przez centroprawicową Mireyę Moscoso Panama. W 2000 roku Kuba zerwała z Panamą stosunki dyplomatyczne, po tym, gdy prezydent ułaskawił czterech dysydentów oskarżonych o próbę zamachu na Castro. Stosunki ponownie nawiązano w 2005 roku po wyborczym zwycięstwie centrolewicowego Martína Torrijosa.
Kubę w problemach gospodarczych wsparł demokratyczno-socjalistyczny i antyimperialistyczny prezydent Wenezueli, Hugo Chávez wybrany na ten urząd w 1999 roku. W 2002 roku rząd Castro potępił zamach stanu skierowany przeciwko lewicowemu rządowi Wenezueli. W 2000 roku Castro i Chávez podpisali umowę, w wyniku której Kuba wysłała do Wenezueli 20 000 medyków, w zamian Wenezuela wysyłała do Kuby 53 tys. baryłek ropy dziennie o preferencyjnym oprocentowaniu. Transakcja została wzmocniona w 2004 roku w wyniku zmian, Kuba wysłała do Wenezueli 40 000 medyków a Wenezuela zapewniła Kubie 90 tys. baryłek dziennie. W tym samym roku, Castro zainicjował projekt medyczny Mision Milagro, który miał na celu zapewnienie darmowych operacji oczu 300 000 osób z obydwóch państw. Sojusz zwiększył możliwości kubańskiej gospodarki i w maju 2005 roku Castro podwoił płacę minimalną dla 1,6 miliona pracowników, podniósł emerytury i dostarczył nowe urządzenia kuchenne dla najbiedniejszych mieszkańców kraju. W ramach programu „misja Miracle” Wenezuela i Kuba zapewniły bezpłatną opiekę zdrowotną ponad 1 139 798 osobom (od lipca 2010 średnio 5000 operacji na tydzień w 74 ośrodkach medycznych w całej Wenezueli). Z programu skorzystało też kilka tysięcy osób z innych krajów Ameryki Łacińskiej w tym z Argentyny, Boliwii, Brazylii, Kostaryki, Chile, Dominikany, Ekwadoru, Gwatemali, Nikaragui, Paragwaju, Peru i Urugwaju.
W 2006 roku współtworzył wraz z prezydentami Boliwii i Wenezueli sojusz gospodarczy Alianza Bolivariana para los Pueblos de Nuestra América. Organizacja powstała jako przeciwwaga dla Strefy Wolnego Handlu Obu Ameryk zaproponowanej przez USA. Do ALBA dołączyły też Nikaragua, Honduras i Dominikana. W ramach działalności grupy Kuba w zamian za zniżki na wenezuelską ropę dostarczyła do kraju tysiące wykwalifikowanych lekarzy i nauczycieli. W tym samym roku po raz drugi został przewodniczącym Ruchu państw niezaangażowanych. Rolę tę pełnił do 2008 roku, a następnie został zastąpiony przez brata który pełnił ten urząd do 2009 roku. Przywódcy tych krajów zawiązali też „Traktat o Handlu Narodów”. Ponadto w 1999 roku Kuba dołączyła do Stowarzyszenia Integracji Latynoamerykańskiej, którego celem jest integracja handlowa i gospodarcza zrzeszonych państw. Kuba zaczęła też aktywnie śledzić poczynania wspólnego rynku amerykańskiego Mercosur przed którym w 2006 roku osobiście występował sam Castro.

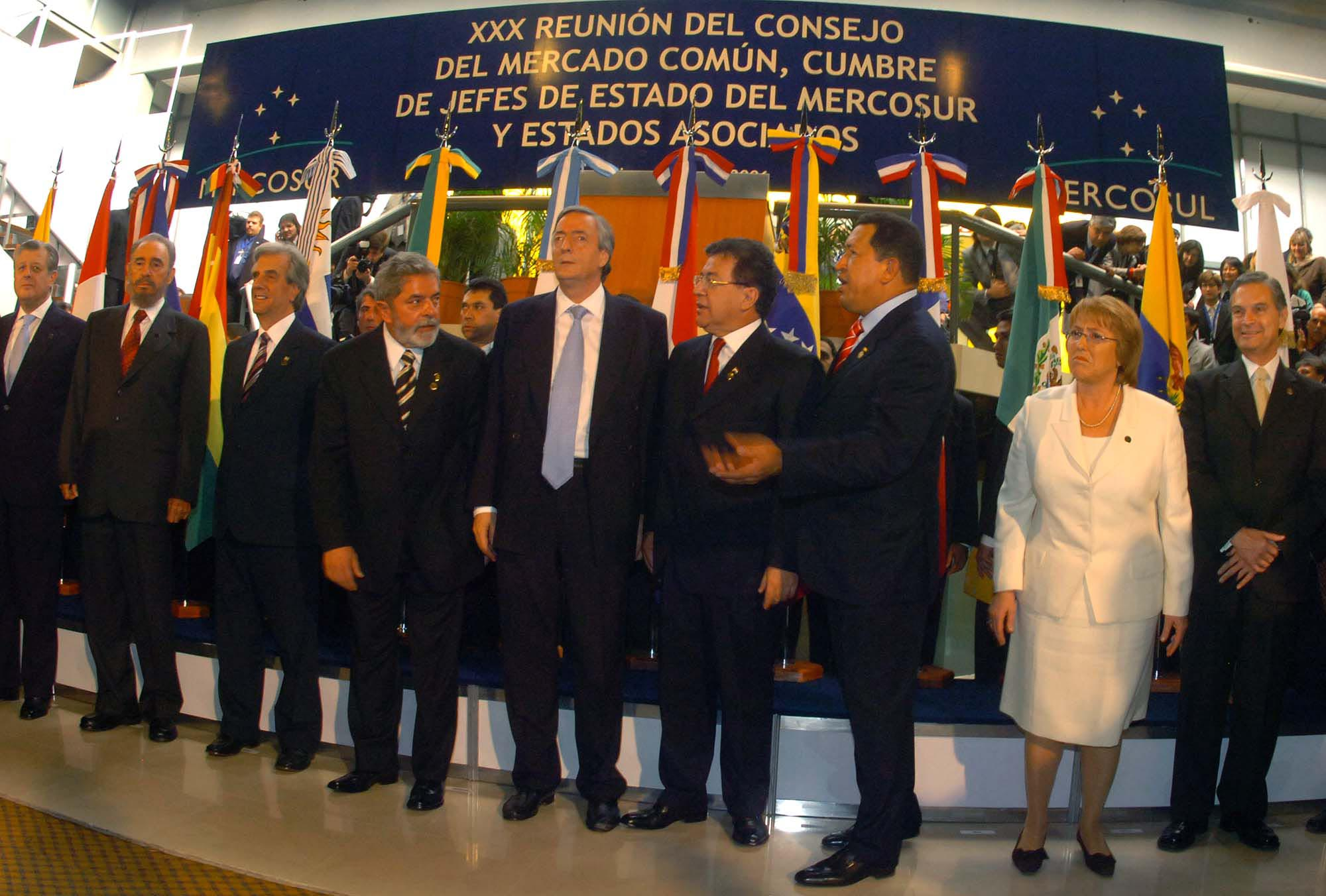
Mercosur 2006

Poprawie stosunków Kuby z państwami w całej Ameryce Łacińskiej towarzyszyła niechęć do USA. Jednak po ogromnych szkodach które spowodował huragan Michelle w 2001 roku, z powodzeniem zaproponował USA jednorazowy zakup żywności, jednakże USA odrzuciło jego ofertę pomocy humanitarnej. Wyraził solidarność z USA po atakach z 11 września 2001 roku i potępił Al-Ka’idę oraz zaoferował kubańskie lotniska do dyspozycji amerykańskich samolotów w ramach lądowania awaryjnego. Później uznał, że ataki stały się przyczyną bardziej agresywnej polityki zagranicznej USA, którą uznał za szkodliwą. W 2002 roku wykładał na ramach International Conference on Financing for Development. Kuba ma najwięcej lekarzy-misjonarzy, którzy są wysyłani z pomocą humanitarną na cały świat, głównie do państw Afryki oraz Południowej Ameryki. Po huraganie Katrina, Fidel Castro ponownie zaoferował swą pomoc humanitarną USA, lecz prezydent George W. Bush odmówił przyjęcia jej. Co jakiś czas dochodzi do napięć pomiędzy dwoma wrogimi państwami. Głośnymi sprawami były: zestrzelenie przez kubańskie myśliwce dwóch amerykańskich awionetek, które naruszyły przestrzeń powietrzną wyspy oraz sądowa walka o chłopca (Elián González), którego matka utonęła, próbując uciec na Florydę.
Na szczycie szesnastu krajów karaibskich w 1998 roku, Castro wezwał do jedności regionu. Na szczycie mówił o tym, że współpraca między krajami Karaibów jest w stanie zapobiec dominacji krajów bogatych w sferze gospodarczej. Kraje karaibskie nawiązały relacje handlowe z Kubą, tym samym łamały one obietnice handlowe względem Stanów Zjednoczonych. Kuba będą dotychczas regionalnym wyrzutkiem zapewniła sobie nowe kontrakty gospodarcze i stypendia w krajach karaibskich. Ze względu na współpracę państw karaibskich z Kubą, USA w przeciągu pięciu lat obniżyło swoją pomoc dla regionu o 25%. Kuba otworzyła cztery nowe ambasady w państwach CARICOM (Wspólnoty Karaibskie). Nowe ambasady uruchomione zostały na Dominice, w Surinamie, Antigui i Barbudzie, na Saint Vincent i Grenadynach. Kuba stała się jedynym państwem świata, które posiadało ambasady we wszystkich niezależnych państwach Wspólnoty Karaibskiej. Był znanym przyjacielem byłego premiera Kanady Pierre Trudeau i honorowym gościem na pogrzebie polityka w październiku 2000 roku. Obydwoje przyjaźnili się także i po tym jak Trudeau opuścił urząd, a przyjaźń utrzymywała się do czasu śmierci premiera. Kanada stała się jednym z pierwszych amerykańskich państw które pozwoliło sobie na otwarty handel z Kubą. Do tej pory obydwa państwa utrzymują ze sobą dobre stosunki. W 1998 roku, liberalny premier Kanady Jean Chrétien przybył na wyspę gdzie spotkał się z Castro i podkreślił bliskie związki Kanady z Kubą. Chrétien był pierwszym przywódcą Kanady od czasu Trudeau który odwiedził Hawanę (Trudeau odwiedził Kubę w 1976 roku).

### Rezygnacja z urzędów
31 lipca 2006 roku przekazał wszystkie swoje obowiązki bratu. Transfer ten został wówczas opisany jako środek tymczasowy na czas choroby Fidela. W lutym 2007 roku, Raúl ogłosił poprawę zdrowia Fidela i jego udział w spotkaniach rządowych. Jeszcze w tym samym miesiącu Fidel wystąpił w audycji Aló Presidente prowadzonej przez Hugo Cháveza. W kwietniu Chávez oświadczył prasie, że Castro „prawie całkowicie” powrócił do zdrowia. 21 kwietnia Fidel spotkał się z Wu Guanzhengiem z Politbiura Komunistycznej Partii Chin. W sierpniu spotkał się z odwiedzającym kraj Chávezem, a we wrześniu z Moralesem.
19 lutego 2008 Fidel Castro ogłosił swoją formalną rezygnację z funkcji przewodniczącego Rady Państwa po 49 latach rządów. Pobił rekord świata w długości rządzenia wśród dyktatorów. Rządził Kubą od 1 stycznia 1959 roku do 24 lutego 2008 roku. Pobił rekord przywódcy KRLD, Kim Ir Sena, który rządził w latach 1948–1994. 24 lutego 2008 roku brat Fidela, Raúl Castro, został oficjalnie przywódcą Kuby. Po przejściu na emeryturę, zdrowie Castro uległo pogorszeniu. Międzynarodowa prasa spekulowała, że miał zapalenie uchyłków, jednak rząd Kuby nie potwierdził tej informacji. Kontynuował współpracę z Kubańczykami, w piśmie Granma odpowiadał za kolumnę „Refleksje”, używał konta na Twitterze i wygłaszał okolicznościowe wykłady. W styczniu 2009 roku poprosił Kubańczyków, by nie martwili się o brak informacji o nim w mediach, a także aby nie niepokoili się jego złym stanem zdrowia i spodziewaną śmiercią. W dalszym ciągu spotykał się z zagranicznymi dygnitarzami i przywódcami, w 2009 roku spotkał się z prezydent Argentyny Cristiną Fernández de Kirchner.

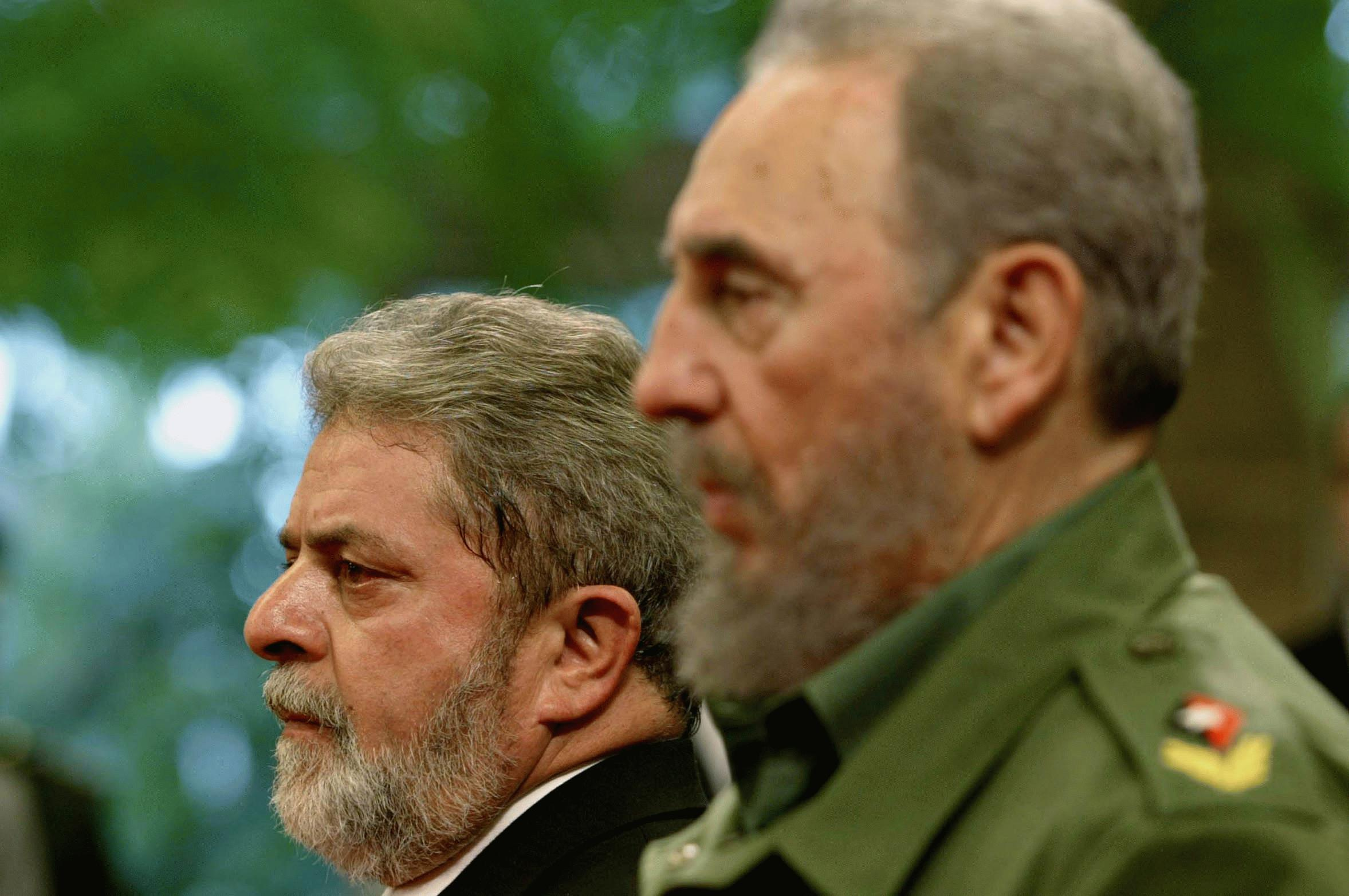
Fidel Castro i Luiz Inácio Lula da Silva

W 2009 roku w Hondurasie nastąpił zamach stanu. Castro zadeklarował solidarność z obalonym prezydentem Manuelem Zelayą. Porównał wydarzenia w Hondurasie do puczu generała Pinocheta w Chile w 1973. 22 lutego 2012 ogłosił, że rewolucja w Libii jest próbą zbrojnego zajęcia tego kraju przez imperialistów z USA oraz zanegował doniesienia o zbrodniach Kaddafiego, nazywając je manipulacją wrogich mediów. W 2010 roku wygłosił swoje pierwsze publiczne wystąpienie od czasu choroby. Pozdrowił pracowników Centrum Nauki i udzielił wywiadu telewizyjnego kubańskiemu programowi Mesa Redonda Internacional, w wywiadzie omówił napięcia na linii USA-Korea Północna i Iran. 7 sierpnia 2010 wygłosił pierwsze od czterech lat przemówienie do Zgromadzenia Narodowego, w którym wezwał USA by nie podejmowały działań wojskowych przeciwko tym narodom i ostrzegł przed nuklearną zagładą. Na pytanie czy Castro może ponownie wejść do rządu, minister kultury Abel Prieto odpowiedział BBC, że zawsze będzie on obecny w życiu politycznym, ale najprawdopodobniej już nigdy jako członek rządu – jego nowym zajęciem jest polityka międzynarodowa.
Był pierwszym sekretarzem Komunistycznej Partii Kuby (PCC), jedynej partii na Kubie, od 1965 roku. Drugim sekretarzem był natomiast jego brat – Raúl Castro. 19 kwietnia 2011 roku Fidel Castro zrezygnował z funkcji pierwszego sekretarza Komunistycznej Partii Kuby na rzecz Raúla Castro. Od tamtego czasu pozostawał bez oficjalnej roli w państwie, a pełnił raczej funkcję męża stanu. W marcu 2012 roku wyspę odwiedził papież Benedykt XVI, który osobiście spotkał się z Castro. Benedykt XVI choć krytyczny wobec kubańskiego rządu, potępił amerykańskie embargo nałożone na to państwo. W tym samym roku wraz z prezydentem Hugo Chávezem, Castro odegrał znaczącą rolę w koordynowaniu rozmów pokojowych między prawicowym rządem Kolumbii a lewicową organizacją partyzancką FARC, rozmowy zmierzały do zakończenia trwającego od 1964 roku konfliktu. W czasie kryzysu koreańskiego z 2013 roku, wezwał zarówno KRLD, jak i USA do większej powściągliwości. Napięcie na półwyspie nazwał „niewiarygodnym i absurdalnym” oraz stwierdził, że wojna nie jest korzystna dla żadnej ze stron. Kryzys nazwany został przez niego „jednym z najpoważniejszych zagrożeń wojny jądrowej” od czasu kryzysu kubańskiego.

### Śmierć
Fidel Castro zmarł 25 listopada 2016 roku w Hawanie, w wieku 90 lat. W nocy z 25 na 26 listopada informację o jego śmierci podał brat i następca dyktatora, Raúl Castro (o godzinie 3:29 GMT w sobotę 26 listopada). Przyczyną śmierci były dolegliwości jelitowe przywódcy, które wcześniej w 2006 roku zmusiły go do częściowego, a w 2008 roku do pełnego oddania władzy w ręce brata. Końcową część życia spędził w częściowej izolacji, czasami komentując wydarzenia w prasie i sporadycznie przyjmując zagraniczne delegacje.
Prezydent Raúl Castro zapowiedział także wypełnienie testamentu brata, uwzględniającego kremację, oraz wprowadzenie kilkudniowej żałoby narodowej.
4 grudnia 2016 urnę z jego prochami złożono na cmentarzu Santa Ifigenia w Santiago de Cuba.

#### Żałoba narodowa i kondolencje
Kubańskie władze ogłosiły 9-dniową żałobę narodową. Ogłoszono, że w tym czasie „zawieszone będą wszystkie działania publiczne”. Odwołane będą też wszelkie zaplanowane wydarzenia. Flaga Kuby w miejscach publicznych została opuszczona do połowy masztu. Radio i telewizja w tym czasie nadawały programy informacyjne o treści patriotycznej i historycznej.

#### Reakcje międzynarodowe na śmierć Fidela Castro
Opinia międzynarodowa zareagowała na zgon kubańskiego przywódcy bardzo różnie.
Amerykański prezydent Donald Trump, początkowo na swoim koncie na Twitterze napisał tylko „Fidel Castro is dead!”, potem jednak podkreślił, że to wydarzenie może być początkiem do wznowienia przez Kubańczyków walki o wolność wyborów. Jedną z jego obietnic wyborczych podczas kampanii wyborczej było wycofanie ocieplenia stosunków USA-Kuba, zapoczątkowanego pod koniec drugiej kadencji Baracka Obamy. Trump zapowiedział, że jego administracja „zrobi wszystko, co może, by Kubańczycy mogli w końcu rozpocząć drogę ku dobrobytowi i wolności”.
Rosyjski prezydent Władimir Putin podkreślił, że Kuba za rządów Fidela Castro stała się wolna od zagranicznych wpływów. Rosyjski polityk podkreślił także ocieplenie stosunków kubańsko-radzieckich, a potem kubańsko-rosyjskich w tym czasie.
Papież Franciszek napisał do Raúla Castro „moje poczucie żalu do Waszej Ekscelencji i rodziny”.
Niektórzy przywódcy światowi (np. premier Indii Nerendra Modi i prezydent Brazylii Luiz Inácio Lula da Silva) podkreślali swoją osobistą przyjaźń z Fidelem Castro.
Inni przywódcy światowi (np. premier Grecji Aleksis Tsipras i ostatni przywódca Związku Radzieckiego Michaił Gorbaczow) podkreślili dokonania kubańskiego rewolucjonisty dla wprowadzania na świecie socjalizmu.
Ban Ki-moon, Sekretarz Generalny ONZ, podkreślił natomiast wpływ kubańskiego prezydenta na reformy społeczne w zakresie m.in. zdrowia i edukacji.
Żałobę narodową ogłosiły również Dominika (9 dni), Nikaragua (9 dni), Algieria (8 dni), Boliwia (7 dni), Gwinea Równikowa (3 dni), Korea Północna (3 dni), Wenezuela (3 dni), Namibia (3 dni), Haiti (3 dni), Urugwaj (1 dzień), Wietnam (1 dzień), Angola (1 dzień), Trynidad i Tobago (1 dzień).
Śmierć Fidela Castro wywołała także euforię wśród emigrantów kubańskich na Florydzie. Doszło do spontanicznego świętowania śmierci przywódcy na ulicach Miami. Będąca w tym mieście na ponad 50-letnim wygnaniu siostra Fidela Castro, Juanita zapowiedziała, że nie weźmie udziału w pogrzebie w Hawanie, bo od dawna sprzeciwia się reżimowi braci Fidela i Raula, solidaryzując się z opozycją.

## Życie prywatne
Biograf Leycester Coltman opisał Castro jako „ciężko pracującego, poświęcającego się, lojalnego, hojnego i wspaniałomyślnego i wielkodusznego”, zaznaczył, że może on też być „mściwy i pamiętliwy”. Biograf zapewniał, że Castro „zawsze miał głębokie poczucie humoru i potrafił śmiać się z samego siebie”, ale również działał z „dziką wściekłością, gdy pomyślał, że został upokorzony”. Według Petera Bourne już w młodości był nietolerancyjny dla tych którzy nie podzielali jego poglądów. Według Bourne’a, przywódca często spotykał się ze zwykłymi obywatelami zarówno w kraju, jak i w czasie zagranicznych wizyt. Wobec własnego narodu przyjął postawę ojcowską, a jego przedstawicieli traktował tak jakby „byli częścią jego własnej gigantycznej rodziny”. Brytyjski historyk Alex Von Tunzelmann stwierdził, że „choć był bezwzględny, był patriotą, człowiekiem którego głęboką misją było ocalenie narodu kubańskiego”. Znany był z dużej liczby godzin pracy, często spał jedynie między 3 a 4 rano. Po oficjalnych spotkaniach z zagranicznymi dyplomatami często spotykał się z nimi w wolnym czasie. Posiadał „cudowną” pamięć, podczas przemówień chętnie powoływał się na doniesienia i książki które przeczytał, tym samym przedstawiał się jako ekspert. Jako swojego ulubionego pisarza opisał Ernesta Hemingwaya, który zresztą przez pewien czas mieszkał na Kubie i poparł obalenie reżimu wojskowego przez siły Castro oraz pozostawał z rządem Kuby w dobrych relacjach. Był wielkim fanem czytania, nie interesował się natomiast muzyką. Jako fan sportu, spędził wiele czasu na regularnych ćwiczeniach. Wykazywał wielkie zainteresowanie gastronomią, a także winami i whisky. Castro znany był z wizyt w kuchni w trakcie której omawiał sprawy kuchenne z własnymi kucharzami. Od dzieciństwa wykorzystywał też zamiłowanie do broni, w szczególności do pistoletów. Z większym zachwytem wyrażał się na temat życia na wsi aniżeli w mieście. Według jego byłego ochroniarza a obecnie jego przeciwnika politycznego, Juana Reinaldo Sáncheza pomimo oszczędności, Castro żył w luksusowych warunkach.

### Rodzina i przyjaciele

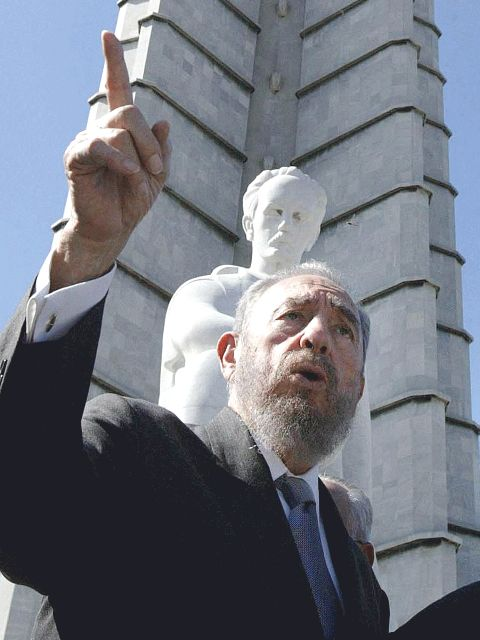
Fidel Castro

Był dwukrotnie żonaty – z Mirtą Díaz-Balart Gutierrez (1948-1955) oraz Dalią Soto del Valle (od 1980 r.). Miał dziewięcioro dzieci:
- Fidel Ángel Castro Díaz-Balart
- Alina Fernandez Revuelta
- Alexis Castro Soto
- Alejandro Castro Soto
- Antonio Castro Soto
- Ángel Castro Soto
- Alain Castro Soto
- Jorge Ángel Castro
- Francisca Pupo

Życie prywatne Castro, szczególnie z udziałem członków jego rodziny, jest rzadko przedstawiane w kubańskich mediach. Biograf Robert E. Quirk zauważył, że przez całe swoje życie, kubański przywódca był „w stanie tworzyć trwałe stosunki seksualne z każdą kobietą”. Pierwszą żonę Mirtę Díaz-Balart, poślubił w dniu 11 października 1948. Miał z nią syna Fidela Ángela „Fidelito” Castro Díaz-Balarta, urodzonego 1 września 1949 roku. Díaz-Balart i Castro rozwiedli się w 1955 roku, a ona wyszła ponownie za mąż za Emilio Núñez Blanco. Po pobycie w Madrycie Díaz-Balart podobno wróciła do Hawany by zamieszkać z Fidelito i jego rodziną. Fidelito dorastał na Kubie; przez pewien czas prowadził komisję energii atomowej Kuby, został jednak usunięty z tego stanowiska przez ojca. Fidel ze swoją drugą żoną, Dalią Soto del Valle, ma pięciu synów: Antonia, Alejandra, Alexisa, Aleksandra „Alex” i Ángela Castro Soto del Valle. Podczas gdy Fidel był żonaty z Mirtą, miał romans z urodzoną w Hawanie w 1925 roku, Natalią „Naty” Revueltą Clews. Owocem romansu była córka Fidela, Alina Fernández Revuelta. Natalia wyszła następnie za mąż za Orlando Fernándeza. Alina opuściła Kubę w 1993 roku. Z nieznaną mediom kobietą miał syna Jorge Ángela Castro, a także córkę Francisco Pupo (urodzoną w 1953), która była owocem romansu. Pupo wraz z mężem mieszkają obecnie w Miami. Jego siostra Juanita Castro będąca przeciwnikiem jego rządów od początku lat 60. mieszka w Stanach Zjednoczonych. W czasie gdy był u władzy, jego rządy wspierali jego dwaj najbliżsi koledzy, były burmistrz Hawany Pepin Naranjo i osobisty lekarz Fidela, René Vallejo. Od 1980 roku aż do śmierci w 1995 roku, Naranjo stał na czele zespołu doradców Castro. Głęboka przyjaźń łączyła go z towarzyszką z okresu rewolucji, Celią Sanchez, która w latach 60. towarzyszyła mu niemal wszędzie. W połowie lat 60. jego najbliższymi towarzyszami stali się Vallejo i Sanchez. Vallejo od 1958 roku pozostawał jego osobistym lekarzem, zmarł w 1969 roku, Celia Sanchez zmarła natomiast w 1982 roku. Castro był również dobrym przyjacielem kolumbijskiego pisarza Gabriela García Márqueza.

### Wizerunek publiczny

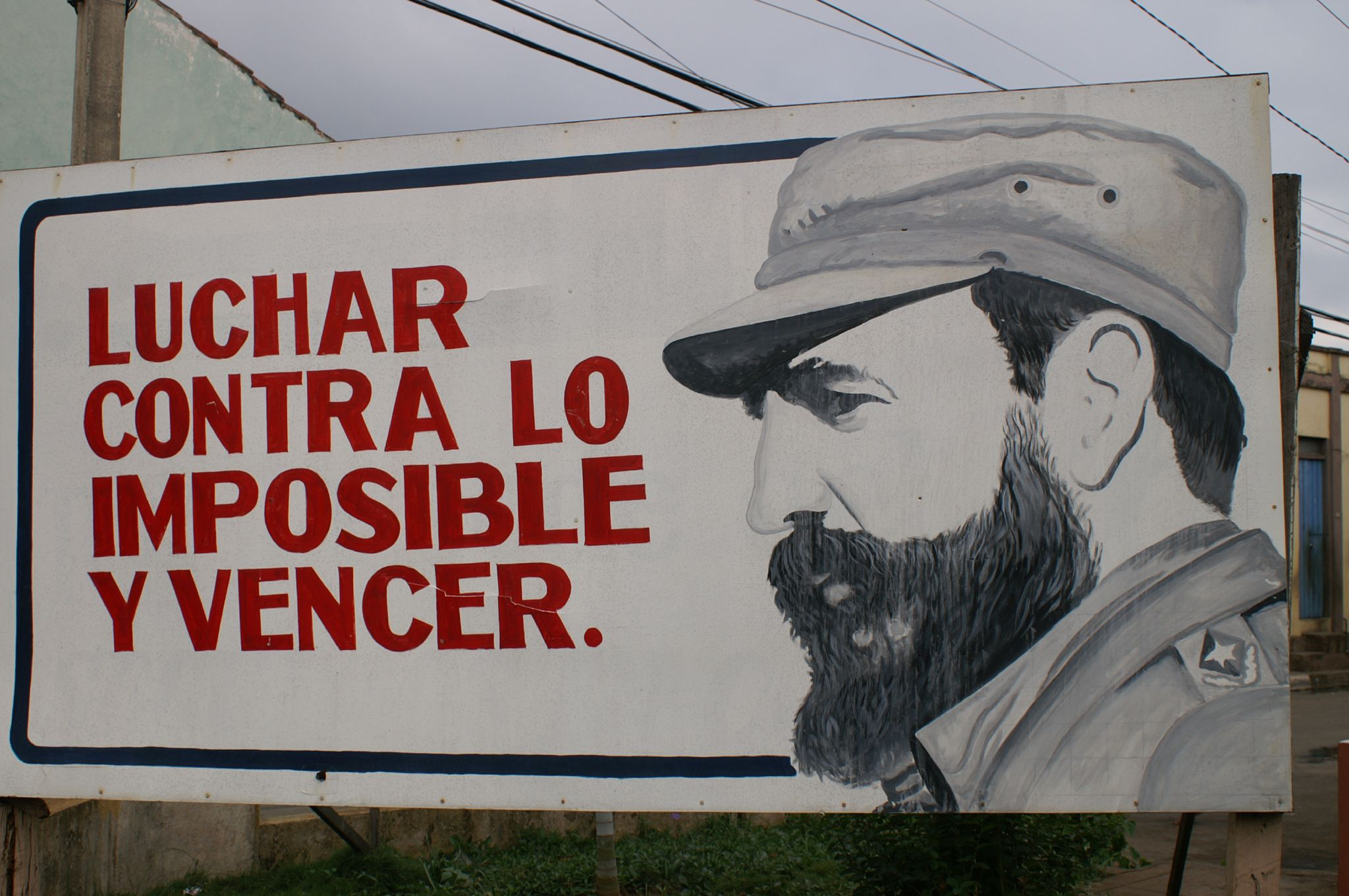
Kubański plakat przedstawiający Castro

W przeciwieństwie do wielu innych przywódców komunistycznych czasów sowieckich, rząd Castro nie prowadził celowych działań w kierunku budowy wokół niego kultu jednostki. Wbrew woli Castro popularność przywódcy wśród segmentów kubańskiej ludności w pierwszych latach jego administracji doprowadziła do powstania nieformalnego kultu. W roku 2006, BBC informowało, że wizerunek Castro jest często spotykany w kubańskich sklepach, salach lekcyjnych, taksówkach i telewizji. Przez 37 lat przywódca nie nosił publicznie nic poza oliwkowym mundurem wojskowym, który miał podkreślać wieczystą działalność rewolucyjną. W 1994 roku zaskoczył dygnitarzy wizytujących Konferencję Iberoamerykańską w Cartagenie, zamiast stroju wojskowego wygłosił swoje przemówienie ubrany w ludową koszulę guayabera. Kilka miesięcy później pojawił się w Paryżu ubrany w ciemny garnitur cywilny. Zmiana stroju lidera w późniejszym życiu podyktowana została wpływami jego osobistego krawca, Merela Van’t Wouta. W trakcie jego rządów płomienne przemówienia, które trwały zazwyczaj przez całe godziny (Castro nie używał nawet pisemnych notatek) były dopingowane przez duże tłumy zwolenników. Na Kubie często określany jest jako „El Caballo”, co oznacza „koń”, etykieta ta została mu nadana przez kubańskiego artystę Benny’ego Moré. Przydomek odnosił się do tego, że w latach 50. i 60. Castro uważany był za kobieciarza i symbol seksu. Reputacja ta osłabła po nadaniu materiału filmowego, na którym pokazano chude nogi przywódcy, chude nogi były bowiem na Kubie uważane za cechę nieatrakcyjną.
El Comandante dwukrotnie spotkał się i rozmawiał z Janem Pawłem II. Po raz pierwszy odbyli długą rozmowę w Watykanie w 1996 r. i następnie podczas historycznej podróży papieża na Kubę – w styczniu 1998 r. W marcu 2012 r. Fidel Castro spotkał się z papieżem Benedyktem XVI podczas jego pielgrzymki na Kubę. We wrześniu 2015 r. Fidel Castro spotkał się natomiast z pielgrzymującym na Kubę papieżem Franciszkiem.

## Poglądy
Poglądy Castro ewoluowały od nacjonalistyczno-demokratycznych (przed obaleniem dyktatury i bezpośrednio potem) po marksistowsko-leninowskie. Sam określał się jako „socjalistę, marksistę i leninistę”. Był także zapalonym rzecznikiem kubańskiego nacjonalizmu, historyk Richard Gott zauważył, że jednym z kluczy do sukcesu Castro było umiejętne łączenie „bliźniaczych tematów socjalizmu i nacjonalizmu” i utrzymywanie ich w grze do końca. Castro opisywał Karola Marksa i kubańskiego nacjonalistę, José Martíego jako tych którzy wywarli na niego największy wpływ polityczny. Gott uważał, że w poglądach Castro ostatecznie ważniejszy od Marksa pozostał Martí. Castro opisał pomysły polityczne Martíego jako „filozofię niezależności i wyjątkowej humanistycznej filozofii”. Jak sam podkreślał jego antyimperialistyczne poglądy nie miały korzeni w filozofii marksistowskiej. Czerpał raczej z nauk historii Kuby i z poezji narodowego wieszcza kubańskiego, José Martiego, a także z idei Simóna Bolívara. Był stosunkowo konserwatywny pod względem społecznym w wielu kwestiach, przeciwstawiał się m.in. hazardowi, zażywaniu narkotyków i prostytucji którego postrzegał jako moralnie złe. Zamiast tego opowiadał się za wartościami rodzinnymi, samodyscypliną, integracją i ciężką pracą. Sam Marks jego zdaniem stworzył koncepcje ludzkiego społeczeństwa, bez której „nie można sformułować żadnego argumentu, który prowadzi do rozsądnej interpretacji wydarzeń historycznych”.
Trudno jednoznacznie odpowiedzieć na pytanie, czy Castro był w początkowej fazie rewolucji komunistą. Można jedynie stwierdzić, że nie głosił komunistycznych lub socjalistycznych haseł i choć w jego otoczeniu znajdowali się zdeklarowani marksiści, tacy jak Che Guevara i jego brat Raúl Castro, opozycyjni politycy oraz CIA nie zaliczali go do komunistów. On sam stwierdził później, iż faktycznie był wówczas marksistą, jakkolwiek nie w pełni świadomym, a deklarując się jako komunista nie zdołałby zdobyć władzy, gdyż „w okresie walk powstańczych naród nie zrozumiałby jeszcze haseł socjalizmu, a proklamowanie takich haseł spowodowałoby bezpośrednią interwencję ze strony imperializmu”. Castro, który zdobył popularność przede wszystkim jako bojownik o demokrację, sformułował później własną teorię demokracji bezpośredniej. Głównymi cechami tego ustroju, który rzekomo stworzono na Kubie, były w odróżnieniu od „pseudodemokracji” w USA wrażliwość na problemy społeczne i utrzymywanie bezpośredniego kontaktu ze społeczeństwem przy pomocy wieców oraz przemówień. Javier Pazos, jeden z jego towarzyszy z okresu działalności partyzanckiej, tak go opisuje: „Fidel Castro którego znałem [...] na pewno nie był marksistą. Nie był on również szczególnie zainteresowany rewolucją społeczną. Był on przede wszystkim politycznym oportunistą – człowiekiem o silnej woli i nieprzeciętnych ambicjach. Myślał on w kategoriach zdobywania władzy i utrzymywania jej”. Niemniej jednak według części źródeł sam Castro w okresie rewolucji ostrzegał swoich współpracowników przed robieniem z niego komunisty. Zdaniem Wayne S. Smitha, pracownika Amerykańskiej Sekcji Interesów w Hawanie w latach 1979-1982, Castro był przede wszystkim zaangażowany egalitarnie i nienawidził każdego systemu, w którym jedna klasa lub grupa ludzi żyje o wiele lepiej od innych. Chciał budowy systemu, który dostarczy podstawowych potrzeb dla wszystkich tj. jedzenie, opieka zdrowotna, odpowiednie mieszkania i edukacja. Autorytarny jego zdaniem charakter rewolucji kubańskiej wynikał w dużej mierze z jego zobowiązania do tego celu. Castro był przekonany, że ma rację, i że jego system jest dobry dla ludzi. Tak więc każdy, kto stanął przeciwko rewolucji, stanął także przeciwko Kubańczykom, co w oczach Castro było po prostu nie do przyjęcia.
Był krytyczny wobec komunizmu w radzieckim wydaniu. W 1963 roku kpiąc z radzieckich komunistów stwierdził Czy to nie paradoks historii, że w chwili, gdy pewne grupy kleru stają się rewolucyjne, niektóre grupy marksistowskie stają się pseudorewolucyjnym kościołem? Mam nadzieję, że nie będę ekskomunikowany, ani nie będę doprowadzony przed Świętą Inkwizycję za te słowa. Nie ma nic bardziej antymarksistowskiego niż dogmat i sztywne myślenie. W świecie idei rewolucyjnych nikt nie ma prawa uzurpować sobie monopolu. Krytyczny wobec Józefa Stalina, którego oskarżał o represje, nadużycia władzy, kult jednostki, a także jego osobiste cechy charakteru. Jego zdaniem Stalin jest odpowiedzialny za inwazję Niemiec na ZSRR w roku 1941. Jego zdaniem pozytywnymi aspektami jego rządów były jedynie industrializacja kraju i przeniesienie przemysłu zbrojeniowego na Syberię, a także „decydujące” działania w klęsce nazizmu.
Przekonania religijne Fidela Castro były przedmiotem wielu dyskusji. Został on ochrzczony i wychowywany na katolika, sam przyznał, że jest ateistą. Krytykował wykorzystywanie Biblii do usprawiedliwiania ucisku kobiet i Afrykanów. Stwierdził, że chrześcijaństwo wystawiło „grupę bardzo humanitarnych przykazań”, które dały światu „wartości etyczne” i „poczucie sprawiedliwości społecznej”. Przyznał, że „jeśli ludzie nazywają mnie chrześcijaninem, nie z punktu widzenia religii, ale z punktu widzenia wizji społecznej, oświadczam, że jestem chrześcijaninem”. Samą religię porównywał do komunizmu, jego zdaniem można porównać prześladowania za przekonania religijne, które w gruncie rzeczy były też ideami politycznymi niewolników i ciemiężonych w Rzymie, z systematycznymi i brutalnymi prześladowaniami, których ofiarami w czasach nowożytnych byli nosiciele politycznych idei robotników i chłopów, czyli komuniści.
Krytyczny wobec antysemityzmu. Skrytykował prezydenta Iranu, Mahmuda Ahmadineżada za politykę wobec Izraela. Jak sam wspominał apelując do Irańczyków kiedy byłem dzieckiem, co roku w Wielki Tydzień między czwartkiem i sobotą umierał Bóg. Mówiono: „Żydzi zabili Jezusa”. Obwiniali o to Żydów! (…) I tak to trwało przez 2 tys. lat. Nie sądzę, żeby ktokolwiek był bardziej spotwarzany od Żydów. O wiele bardziej niż muzułmanie. Żydów oczerniano i obwiniano o wszystko. A muzułmanów o nic się historycznie nie oskarża. Irański rząd musi zrozumieć, że Żydów wypędzono z ich ziemi, prześladowano, poniewierano i gromiono na całym świecie, bo oskarżano ich, że to oni zabili Boga.(….) Przetrwali jako naród dzięki kulturze i religii. Ich los był o wiele cięższy niż nasz. Niczego nie da się porównać do Holocaustu. Rząd Iranu lepiej przysłuży się pokojowi, jeśli uzna tę unikalną historię antysemityzmu i zrozumie, dlaczego Izraelczycy tak boją się o swoje przetrwanie. Fidel skrytykował Ahmadineżada za mające jego zdaniem miejsce negowanie Holocaustu i potwierdził prawo do istnienia państwa Izrael.

## Odbiór postaci i krytyka
Zwolennicy Fidela Castro wskazywali na wciąż wysokie poparcie społeczne. Twierdzili, że represje polityczne były niezbyt ostre. Za jego zasługę uznawali wyzwolenie Kuby spod dyktatury batistowskiej oraz twierdzili, że w okresie od 1959 do 1991 roku nastąpiło znaczne polepszenie warunków życia Kubańczyków. Za trudności gospodarcze winili sankcje ze strony USA oraz utratę pomocy ze strony państw byłego bloku wschodniego. Zwracali także uwagę na udokumentowane także przez źródła niezwiązane z Kubą stałe finansowanie kubańskiej opozycji z zachodnich ośrodków i północnoamerykańskich rządowych ekspozytur. Historyk i dziennikarz Richard Gott, określił Castro jako: "jedną z najbardziej niezwykłych postaci politycznych XX wieku” i zauważył, że w krajach rozwijających się stał się on „bohaterem zbliżonym do Garibaldiego” i symbolem wysiłku antyimperialistycznego. Bourne opisał Castro jako „wpływowego światowego lidera” który cieszy się „wielkim szacunkiem” osób związanych ze wszystkimi ideologiami politycznymi w całym świecie rozwijającym się. Były szef Sekcji Interesów Stanów Zjednoczonych w Hawanie, Wayne S. Smith, na początku XXI wieku zauważył, że Castro spotkał się z „gorącymi owacjami” na całej półkuli zachodniej. Było to spowodowane jego sprzeciwem wobec amerykańskiej dominacji politycznej i przekształceniem Kuby z republiki bananowej do kraju mającego znaczący wpływ międzynarodowy.

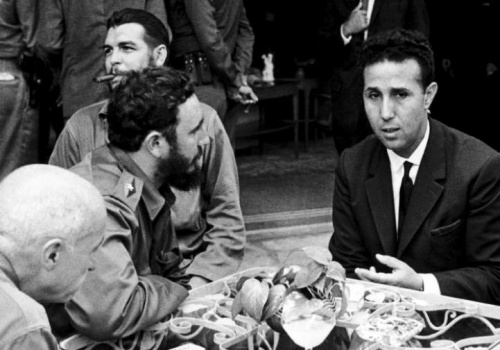
Castro i Ahmad Ben Bella, pierwszy prezydent Algierii po jej uniezależnieniu się od Francji w 1962 roku

Otrzymał wiele różnych nagród i wyróżnień od zagranicznych rządów, a jako źródło inspiracji został wymieniony przez przywódców takich jak Ahmed Ben Bella i Nelson Mandela (który przyznał mu później najwyższe odznaczenie cywilne RPA dla cudzoziemców, Order Dobrej Nadziei). W 1972 r. władze PRL przyznały mu godność Honorowego Górnika Polskiej Rzeczypospolitej Ludowej.
W stolicy Namibii, Windhoeku jedną z ulic przemianowano na „ulicę Fidela Castro”, identyczne nazwy ulic występują w kilku miastach RPA, Gwinei, Angoli, Mozambiku i Tanzanii. Żadna instytucja, budynek czy ulica na Kubie nie nosi aktualnie jego imienia, na Kubie nie znajduje się również żaden pomnik przywódcy. Jest to spowodowane osobistym sprzeciwem Castro wobec takich działań.
Był ostro krytykowany przez rządy i organizacje praw człowieka w świecie zachodnim oraz powszechnie pogardzany przez rząd USA. Jego krytycy określali go mianem dyktatora. Zdaniem przeciwników rządy Castro spowodowały tysiące ofiar. Ich dokładna liczba nie jest jednak znana. Według Cuba Archive do tej pory udało się ustalić liczbę 9240 ofiar znanych z nazwiska, których okoliczności śmierci zostały potwierdzone przez przynajmniej dwa niezależne źródła. Amnesty International wskazuje na przetrzymywanie w więzieniach ludzi jedynie z powodu ich poglądów politycznych. W roku 2003 Amnesty International uznała 71 osób za więźniów sumienia. Raporty tej organizacji wskazują również na złe traktowanie więźniów, a nawet stosowanie tortur.